# Historia de Palestina

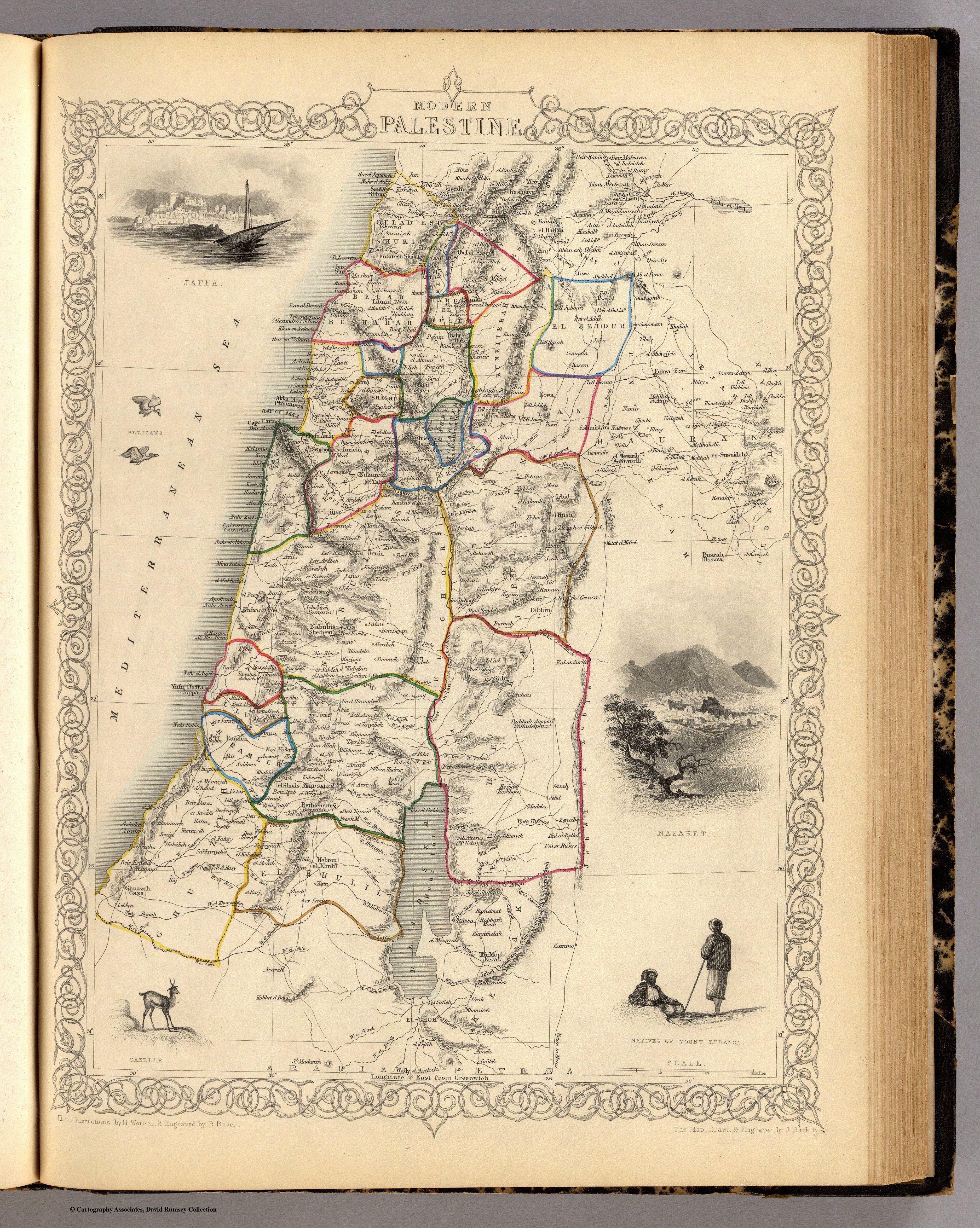
Palestina en 1851.

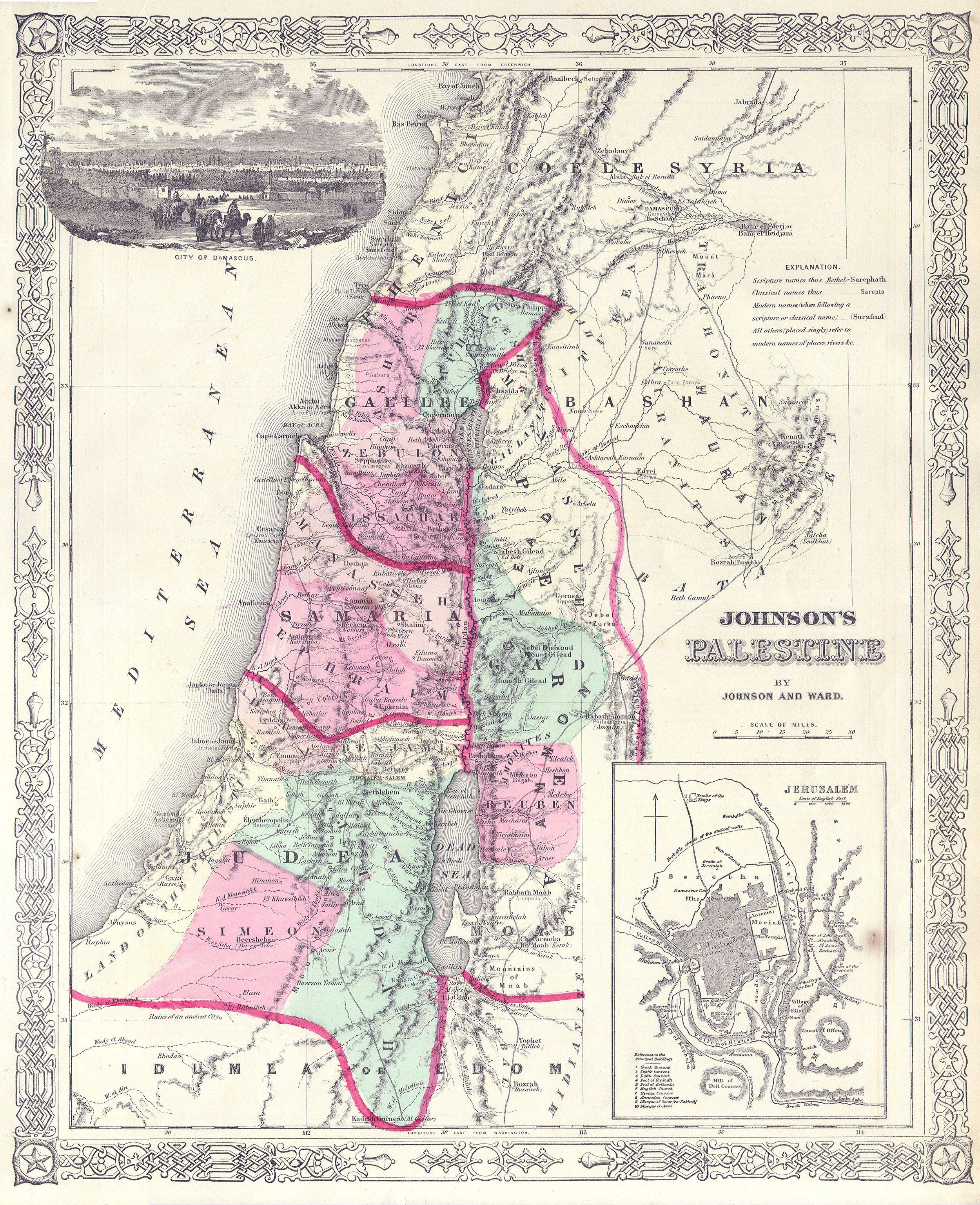
Palestina en 1864.

Palestina ya fue citada por Herodoto en el siglo IV a. C.. Con este nombre también la llamaba Roma y luego por el Imperio británico, a una región geográfica en el sur del Levante entre el mar Mediterráneo y el río Jordán (donde Israel y Palestina están hoy), y varias tierras adyacentes. Situada en un punto estratégico entre Europa, Asia y África, y cuna del judaísmo y el cristianismo, la región tiene una larga y tumultuosa historia como encrucijada para la religión, la cultura, el comercio y la política. En la antigüedad, esta región fue controlada intermitentemente por varios reinos independientes y numerosas grandes potencias, incluyendo el Antiguo Egipto, Persia, Alejandro Magno y sus sucesores, el Imperio romano, varias dinastías musulmanas y los cruzados. En la época moderna, la zona estaba gobernada por el Imperio otomano y luego por el Reino Unido. Desde 1948, Palestina se ha dividido en Israel, Cisjordania y la Franja de Gaza. Otros términos para aproximadamente la misma área geográfica incluyen Canaán, Sion, la Tierra de Israel, el sur de Siria, Outremer y Tierra Santa.
La región fue una de las primeras en el mundo en ver la habitación humana, las comunidades agrícolas y la civilización. Durante la temprana y media Edad del Bronce, se establecieron ciudades-estado cananeas independientes, y fueron influenciadas por las civilizaciones circundantes de Mesopotamia, Fenicia, Creta minoica, Siria y el antiguo Egipto, que gobernaron el área en la  Edad del Bronce Tardía (1550-1200 a. C.). En el período siguiente surgieron los israelitas, quienes establecieron el  Reino Unido de Israel en el año 1020 a. C., que se dividió entre los reinos de Israel y  Judá. El Imperio neoasirio conquistó la región en torno al año 740 a. C., luego el Imperio neobabilónico en torno al año 627 a. C. Este último destruyó el Templo de Jerusalén en el año 586 a. C. y deportó a los líderes judíos a Babilonia. Solo el emperador aqueménida Ciro el Grande les permitió regresar en el año 539 a. C. En el 330 a. C., Alejandro Magno conquistó el Imperio aqueménida, incluida la región Judía de Palestina, que cambió de manos en numerosas ocasiones durante las guerras de sus sucesores, hasta que el imperio seléutico ganó su control entre el 219 y el 200 a. C. En el año 116 a. C., los asmoneos judíos se independizaron de los seléucidas, pero su reino se convirtió progresivamente en vasallo de Roma, que finalmente anexó esta región y creó la provincia de Judea en el año 6 a. C. Sin embargo, el dominio romano se vio perturbado por varias revueltas judías, a las que Roma respondió con el saqueo de Jerusalén, la segunda destrucción del Templo y la deportación de los judíos. Después de la  revuelta final de Bar Kokhba, Adriano unió las provincias de Judea y Siria para formar Siria-Palestina, renombrando Judea como Palestina (que significa tierra de Filisteos), como retaliación a los Judíos por su rebelión. Más tarde, con la cristianización del Imperio romano, la región de Palestina se convirtió en un centro del cristianismo, por lo que atrajo a numerosos monjes y eruditos religiosos.
Esta región fue conquistada por los  omeyas tras la batalla de Yarmuk de 636 d. C. durante la conquista musulmana de Siria, e incorporada a la provincia de Bilad al-Sham como distritos militares de Urdunn y  Filastin, perdiendo estas tierras la designación referencial de provincia de Palestina dada por Roma.  En el año 661, Muawiyah I fundó el califato omeya en Jerusalén. Sus sucesores construyeron la Cúpula de la Roca -la primera gran obra de arquitectura islámica del mundo- y la Mezquita al-Aqsa. Los abasíes los reemplazaron en 750, pero desde 878 la región fue gobernada desde Egipto por gobernantes semiautónomos: los Tuluníes, luego los Ikhshidíes. Los fatimíes conquistaron la región en 969, pero la perdieron en el Gran Imperio Selyuqí en 1073 y la recuperaron en 1098. Sin embargo, al año siguiente los cruzados establecieron el Reino de Jerusalén en la otrora provincia Romana de Palestina, que duró casi un siglo hasta su conquista en 1187 por Saladino, el fundador del Sultanato Ayyubí. A pesar de siete cruzadas más, los cruzados no pudieron recuperar su poder en la región. El  sultanato mameluco egipcio arrebató la región de Palestina a los mongoles (que habían conquistado el sultanato ayubí) tras la batalla de Ain Jalut en 1260. Los turcos otomanos capturaron estas tierras de los mamelucos en 1516. El dominio otomano duró sin interrupción durante tres siglos, hasta su conquista por el Egipto de Muhammad Ali en 1832. Ocho años más tarde, el Reino Unido intervino y devolvió el control del Levante a los otomanos a cambio de derechos extraterritoriales para los europeos que vivían en la región de Palestina. Durante el siglo XIX se produjeron cambios demográficos considerables, con las migraciones regionales de las tribus drusas, circasianas y beduinas. El surgimiento del sionismo también llevó muchos inmigrantes judíos de Europa, y el renacimiento del idioma hebreo.
Durante la Primera Guerra Mundial, el gobierno británico emitió la Declaración Balfour de 1917, que favoreció el establecimiento de un hogar nacional para el pueblo judío en la región de Palestina controlada por los Otomanos. Los británicos capturaron Jerusalén de los otomanos un mes después. La Sociedad de Naciones otorgó formalmente a Gran Bretaña el mandato en 1922 sobre la región que tenía por fin establecer la nación Judía, aunque constituía tan solo una 4.ª parte del territorio total del mandato Británico de Palestina de 1920, las 3 cuartas partes de los territorios del mandato Palestino, serían cedidos por Gran Bretaña a los árabes, conformando el país hoy conocido como Jordania, por eso Jordania y Palestina enarbolan la misma bandera. 
La continua inmigración judía a la tierra prometida, y el dominio colonial británico condujeron a la  revuelta árabe de 1936-1939 en el mandato de Palestina, el primer movimiento nacionalista entre los árabes palestinos. Después del Holocausto nazi, aumentó la presión para el reconocimiento internacional de un estado judío en Palestina, y en 1947 el Gobierno británico anunció su intención de poner fin al Mandato. La Asamblea General de las Naciones Unidas votó a favor de la partición de Palestina en estados árabe y judío independientes. Sin embargo, la situación en Palestina se ha deteriorado hasta convertirse en una guerra civil entre árabes y judíos. Los primeros rechazaron el Plan de Partición, mientras que los segundos declararon la independencia del Estado de Israel en mayo de 1948. Los países árabes cercanos atacaron inmediatamente a Israel, que sin embargo prevaleció en la guerra árabe-israelí de 1948. Gracias a su victoria, Israel invadió mucho más territorio del previsto en el Plan de Partición. En lo que se conoce como la Nakba ("catástrofe"), 700 000 palestinos huyeron o fueron expulsados de sus hogares, mientras que llegó a Israel una ola de refugiados judíos de países árabes. Solo dos regiones de Palestina escaparon al control israelí: Cisjordania (y Jerusalén Este), anexionada por Jordania, y la Franja de Gaza, de hecho controlada por Egipto, que fueron finalmente conquistadas por Israel durante la guerra de los Seis Días en 1967. A pesar de las objeciones internacionales, Israel comenzó a establecer asentamientos en estos territorios ocupados. Mientras tanto, el movimiento nacional palestino fue ganando reconocimiento internacional, en gran medida gracias a la Organización para la Liberación de Palestina (OLP, fundada en 1965) bajo el liderazgo de Yasser Arafat. En 1993, los Acuerdos de Paz de Oslo entre Israel y la OLP establecieron una Autoridad Nacional Palestina (ANP) como órgano provisional para dirigir partes de Gaza y Cisjordania (pero no Jerusalén Oriental) a la espera de una solución acordada del conflicto. Sin embargo, nunca se produjeron nuevos avances en materia de paz y, en la historia reciente, las relaciones entre Israel y los palestinos han estado marcadas por repetidos conflictos militares, especialmente con el grupo islamista Hamás, que también rechaza la ANP. En 2007, Hamás incluso ganó el control de Gaza de la ANP, que ahora se limita a Cisjordania. En noviembre de 2012, el Estado de Palestina (el nombre utilizado por la ANP) fue elevado en la ONU a la categoría de Estado observador no miembro, lo que le permite participar en los debates de la Asamblea General y mejorar sus posibilidades de unirse a otros organismos de la ONU.

## Período antiguo

### Período protocanaíta

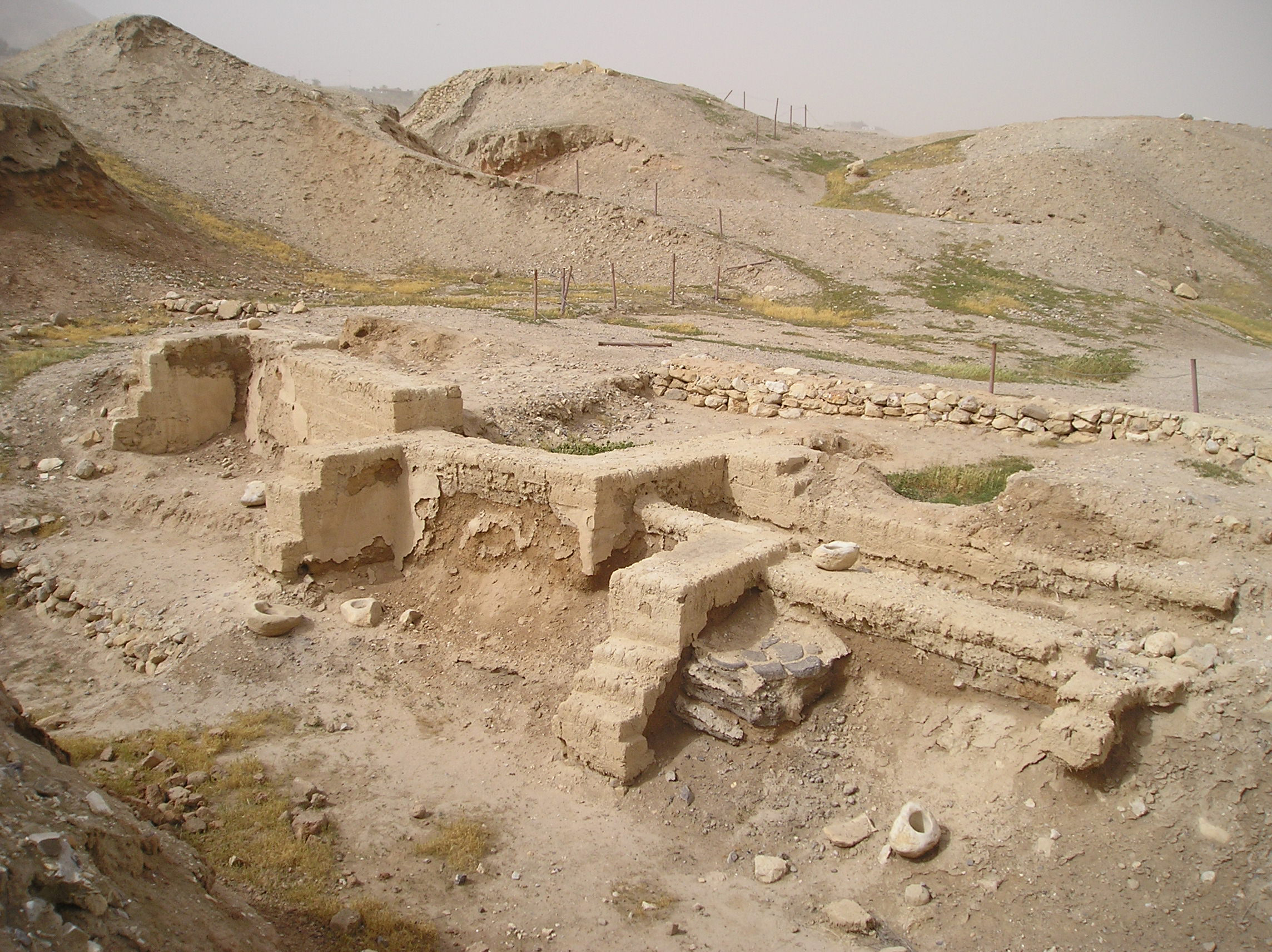
Vivienda desenterrada en Tell es-Sultan, Jericó

Los primeros restos humanos en la región que hoy se conoce como Israel, fueron encontrados en Ubeidiya, a unos 3 km al sur del mar de Galilea o lago de Tiberíades, en el Valle del Rift del  Jordán. Los restos datan del Pleistoceno, hace aproximadamente 1,5 millones de años. Estos son los rastros de la primera migración de Homo erectus fuera de África. En el sitio se encontraron hachas de mano del tipo achelense.
Wadi El Amud, entre Safed y el Mar de Galilea, fue el sitio de la primera excavación prehistórica en la zona de Palestina en 1925. El descubrimiento de restos humanos en la Cueva de Zuttiyeh en Wadi Al-Amud, cerca de Safed, en 1925, proporcionó algunas pistas sobre el desarrollo humano en la zona. Qafzeh es un yacimiento paleoantropológico al sur de Nazaret, donde se han encontrado once importantes esqueletos fosilizados de Homo sapiens en el refugio principal de roca. Estos humanos anatómicamente modernos, tanto adultos como bebés, tienen unos 90 000 a 100 000 años de edad, y muchos de los huesos están manchados de ocre rojo, que se conjetura que se ha utilizado en el proceso de entierro, un indicador significativo del comportamiento ritual y, por lo tanto, del pensamiento simbólico y la inteligencia. 
También había 71 piezas de ocre rojo sin usar en el lugar. El monte Carmelo ha producido varios hallazgos importantes, entre ellos la Cueva de Kebara, que fue habitada entre 60 000 y 48 000 años antes de Cristo y donde se encuentra el esqueleto neandertal más completo hasta la fecha. La cueva Tabún fue ocupada de forma intermitente durante el Paleolítico inferior y  medio (hace 500 000 a unos 40 000 años). Las excavaciones sugieren que presenta una de las secuencias más largas de ocupación humana en el Levante. 
En la cercana  cueva de Es Skhul las excavaciones revelaron las primeras evidencias de la cultura natufiana epipaleolítica tardía, caracterizada por la presencia de abundantes microlitos, enterramientos humanos y herramientas de piedra. Esto también representa un área donde los Neandertales -presentes en la región desde hace 200 000 a 45 000 años- vivían junto a los humanos modernos que datan de hace 100 000 años.
En las cuevas de Shuqba en Ramala y Wadi Khareitun en Belén, se encontraron herramientas de piedra, madera y hueso animal atribuidas a la cultura natufiana (c. 12 800-10 300 AEC). Otros restos de esta época se han encontrado en Tel Abu Hureura, Ein Mallaha, Beidha y Jericó.
Entre los años 10 000 y 5000 a. C. se establecieron comunidades agrícolas. Se encontraron pruebas de tales asentamientos en Tel es-Sultán en Jericó y consistieron en una serie de muros, un santuario religioso y una torre de 7,0 m de altura con una escalera interna. Se cree que Jericó es una de las ciudades más antiguas del mundo habitadas continuamente, con pruebas de asentamientos que datan del año 9000 a. C., lo que proporciona información importante acerca de las primeras viviendas humanas en el Cercano Oriente. A lo largo de la ruta Jericó-Dead Sea-Bir es-Saba-Gaza-Sinai, una cultura originaria de Siria, marcada por el uso de herramientas de cobre y piedra, trajo nuevos grupos de migrantes a la región, contribuyendo a un tejido cada vez más urbano.
A principios de la Edad del Bronce (3000-2200 a. C.), se establecieron ciudades-estado cananeas independientes situadas en llanuras y regiones costeras y rodeadas de murallas de adobe, y la mayoría de estas ciudades dependían de aldeas agrícolas cercanas para sus necesidades alimentarias.  Se han encontrado hallazgos arqueológicos de principios de la era cananea en Tel Megiddo, Jericó, Tel al-Far'a (Gaza), Bisan y Ai (distrito Deir Dibwan/Ramala), Tel an Nasbe (al-Bireh) y Jib (Jerusalén). Las ciudades-estado cananeas mantenían relaciones comerciales y diplomáticas con Egipto y Siria. Partes de la civilización urbana cananea fueron destruidas alrededor del año 2300 a. C., aunque no hay consenso sobre el porqué. Las incursiones de los nómadas del este del río Jordán que se asentaron en las colinas siguieron poco después.
En la Edad Media de Bronce (2200-1500 a. C.), Canaán fue influenciado por las civilizaciones circundantes del antiguo Egipto, Mesopotamia, Fenicia, Creta minoica y Siria. Los diversos lazos comerciales y una economía basada en la agricultura llevaron al desarrollo de nuevas formas de cerámica, el cultivo de uvas y el uso extensivo del bronce. Las costumbres de entierro de esta época parecían estar influenciadas por la creencia en la vida después de la muerte. Los Textos de Execración Egipcia del Reino Medio atestiguan el comercio cananita con Egipto durante este período. La influencia minoica es aparente en Tel Kabri.

### Nuevo reino en la época egipcia

Nuevo Reino en su máxima extensión territorial en el siglo a. C.

Durante los años 1550-1400 a. C., las ciudades cananeas se convirtieron en vasallos de Egipto a medida que el Nuevo Reino egipcio reunía a Egipto y se expandía hacia el Levante bajo Amosis I y Tutmosis I. Los acontecimientos políticos, comerciales y militares hacia el final de este período (1450-1350 a. C.) fueron registrados por los embajadores y los gobernantes cananeos apoderados de Egipto en 379 tablillas cuneiformes conocidas como las Cartas de Amarna, que se refieren a varios gobernantes apoderados locales de Egipto, como Biridiya de Megiddo, Lib'ayu de Shechem y Abdi-Heba en Jerusalén.

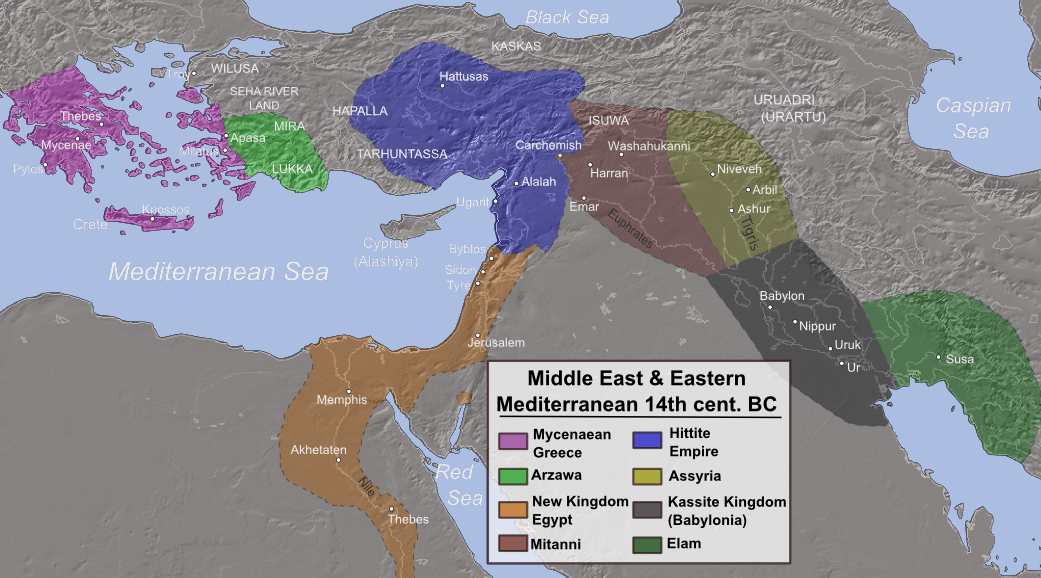
Mapa del Cercano Oriente Antiguo durante el Período Amarna, que muestra los grandes poderes de la época: Egipto (naranja), Hatti (azul), el reino casita de Babilonia (negro), Imperio Asirio Medio (amarillo) y Mitanni (marrón). La extensión de la civilización aquea / micénica se muestra en púrpura.

En el primer año de su reinado, el faraón Seti I (ca.1294-1290 a. C.) emprendió una campaña para volver a someter a Canaán al dominio egipcio, empujando hacia el norte hasta Beit Shean, e instalando vasallos locales para administrar la zona en su nombre. Un cementerio con un escarabajo que lleva su nombre, encontrado en un ataúd cananita excavado en el valle de Jezreel, atestigua la presencia de Egipto en la zona. Las excavaciones han establecido que a finales del siglo XIII, el XII y principios del XI a. C. fueron testigos de la fundación de centenares de asentamientos de pueblos insignificantes y desprotegidos, muchos de los cuales se encontraban en las montañas de Palestina. Alrededor del siglo XI a. C., hubo una reducción en el número de pueblos, aunque esto fue contrarrestado por el aumento de ciertos asentamientos a la categoría de municipios fortificados.
En 1178 a. C., la batalla de Djahy (Canaán) entre Ramsés III y los Pueblos del mar  marcó el comienzo del declive del poder del Nuevo Reino en el Levante durante el colapso más amplio de la Edad de Bronce.[cita requerida]

### Período independiente cananeo, israelita y filisteo
A principios de la Edad de Hierro (c. 1175 a. C.), los filisteos ocuparon la costa sur de Canaán y se mezclaron con la población local, perdiendo su identidad a lo largo de varias generaciones. Los restos de cerámica encontrados en As, Gath (ciudad), Ekron y Gaza, decorados con pájaros estilizados, constituyeron la primera evidencia arqueológica de asentamientos filisteos. A los filisteos se les atribuye la introducción de armas de hierro y carros de guerra a la población local.
Los arqueólogos modernos discuten partes de la tradición bíblica. En La Biblia desenterrada, Finkelstein y Silberman describen cómo, hasta 1967, el corazón israelita en las tierras altas de Palestina occidental era virtualmente una "tierra incógnita" arqueológica. Desde entonces, los territorios tradicionales de las tribus de  Judá,  Benjamín,  Efraín y  Manasés han sido objeto de estudios intensivos. Estas encuestas han revelado el repentino surgimiento de una nueva cultura que contrasta con las sociedades filisteas y cananeas existentes en la zona de Palestina durante la Edad de Hierro I. Esta nueva cultura se caracteriza por la falta de restos de carne de cerdo (mientras que la carne de cerdo constituía el 20% de la dieta filistea en algunos lugares), el abandono de la costumbre filisteo/canananea de tener una cerámica altamente decorada, y la práctica de la circuncisión. Según el Prof. Faust Avraham de la Universidad de Bar-Ilan, la identidad étnica israelita había sido creada, no a partir del Éxodo y una posterior conquista, sino a partir de una transformación de las culturas cananea-filisteas existentes.
Finkelstein y Silberman escribieron:

Estas encuestas revolucionaron el estudio de los primeros tiempos de Israel. El descubrimiento de los restos de una densa red de aldeas de las tierras altas -todas aparentemente establecidas en el lapso de pocas generaciones- indicaba que se había producido una dramática transformación social en la zona montañosa central de Canaán alrededor del año 1200 a.C. No hay señales de invasión violenta ni siquiera de infiltración de un grupo étnico claramente definido. En cambio, parecía ser una revolución en el estilo de vida. En las anteriormente escasamente pobladas tierras altas, desde las colinas de Judea en el sur hasta las colinas de Samaria en el norte, lejos de las ciudades cananeas que estaban en proceso de colapso y desintegración, surgieron repentinamente unas doscientas cincuenta comunidades en las cimas de las colinas. Aquí estaban los primeros israelitas.

Desde entonces, durante un período de cientos de años hasta el regreso de los exiliados de Babilonia, los cananeos fueron gradualmente absorbidos por los israelitas hasta después del período de Esdras (≈450 AEC), cuando ya no hay más registros bíblicos de ellos. El hebreo, un dialecto de cananeos se convirtió en la lengua de la región montañosa y más tarde en los valles y llanuras. El primer uso de la escritura basada en grafemas se originó en la zona, probablemente entre los pueblos cananeos residentes en Egipto. Todos los alfabetos modernos descienden de esta escritura. La evidencia escrita del uso del Hebreo Clásico existe desde el año 1000 a. C. aproximadamente. Fue escrito usando el alfabeto paleohebreo.
Según la Biblia hebrea, el Reino Unido de Israel fue establecido por las tribus israelitas con Saúl como su primer rey en el año 1020 a. C. En el año 1000 a. C., Jerusalén se convirtió en la capital del reino del rey David y se cree que el Primer Templo fue construido en este período por el rey Salomón. En el año 930 a. C., el reino unido se dividió para formar el Reino del norte de Israel (Samaria), y el Reino del sur de Judá. Estos reinos coexistieron con otros reinos en el área metropolitana de la llamada región Palestina, incluyendo ciudades estado filisteas en la costa suroeste del Mediterráneo, Edom, al sur de Judá, y Moab y Ammón al este del río Jordán. El sistema sociopolítico durante este período se caracterizó por la lucha de los mecenas locales contra otros mecenas, que duró hasta mediados del siglo IX a. C., cuando algunos caciques locales fueron capaces de crear grandes estructuras políticas que excedieron los límites de los presentes en el Levante de la Edad de Bronce Tardía.
Se cree que la evidencia arqueológica de esta época corrobora algunos eventos bíblicos. En el año 925 a. C., el faraón Sheshonk I del Tercer Periodo Intermedio invadió Canaán después de la Batalla de los Lagos Amargos, y se cree que es el mismo que Shishak, el primer faraón mencionado en la Biblia que capturó y saqueó Jerusalén. Hubo una retirada al menos parcial de Egipto en este período, aunque es probable que Bet Shean fuera una guarnición egipcia tan tarde como a principios del siglo X a. C.
El monolito de Kurkh, fechado en el año 835 a. C., describe al rey Salmanasar III de la  batalla de Asiria de Qarqar, donde luchó junto a los contingentes de varios reyes, entre ellos el rey Acab y el rey Gindibu. La estela Mesha, de aproximadamente 850 a. C., relata la conquista de Moab, situada al este del Mar Muerto, por el rey Omri, y la exitosa revuelta de Mesha contra el hijo de Omri, presumiblemente el rey Acab (y el erudito francés André Lemaire informó que la línea 31 de la estela lleva la frase "la casa de David" (en Biblical Archaeology Review[mayo/junio de 1994], págs. 30-37). Las inscripciones en  Tel Dan y Tell es-Safi registran partes de la conquista de la región por Hazael de Aram Damasco en la década de 830 a. C.[cita requerida]

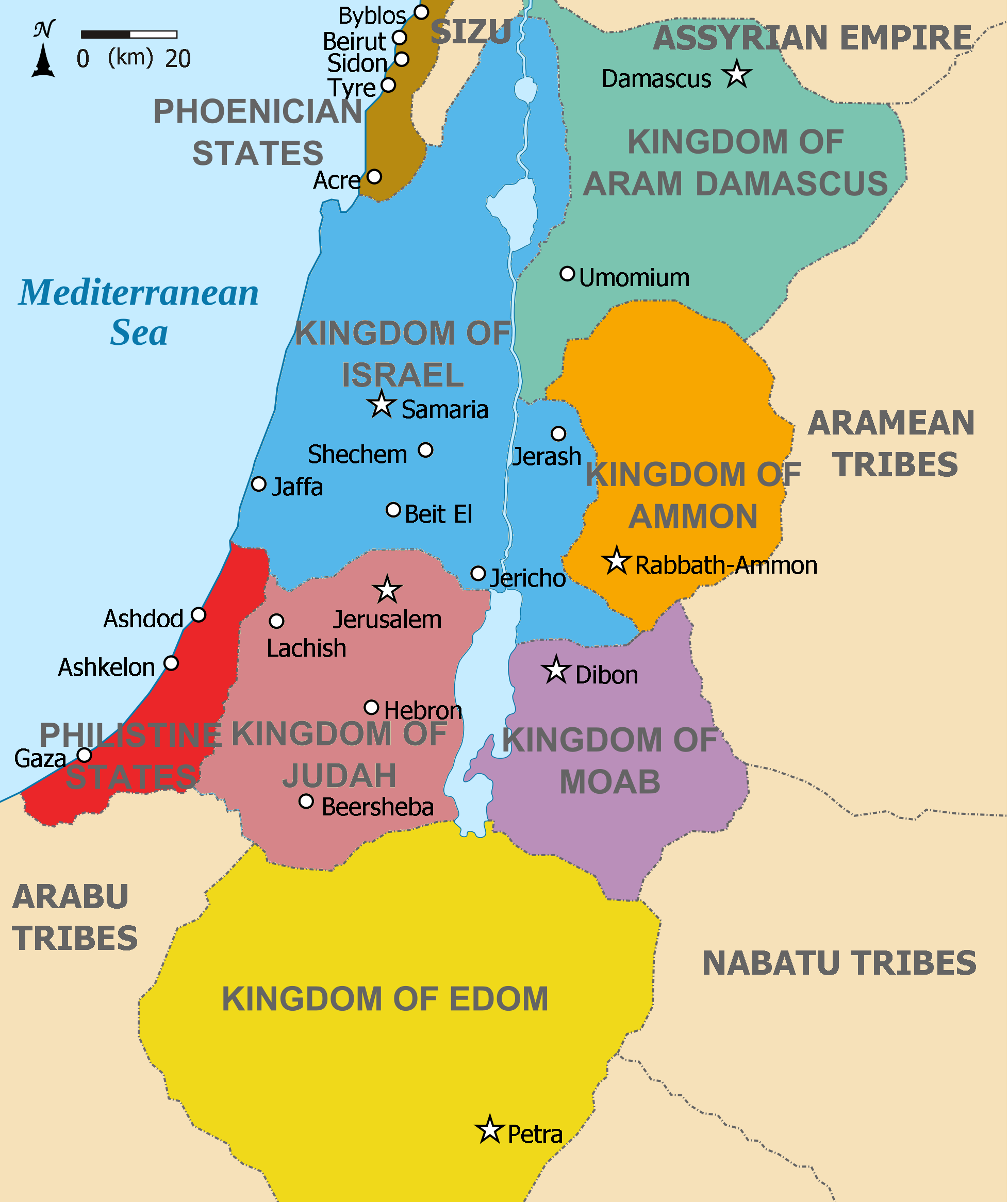
El Levante c. 830 d. C.

Los acontecimientos en la región de Palestina durante este período han sido el centro del debate entre los que aceptan la versión de la Biblia Hebrea de la conquista de Canaán por las tribus israelitas, y los que la rechazan. Niels Peter Lemche, de la Escuela de Estudios Bíblicos de Copenhague, afirma que la imagen bíblica del antiguo Israel "es contraria a cualquier imagen de la antigua sociedad de la zona que pueda establecerse sobre la base de fuentes antiguas, y que no hay manera de reconciliar esta imagen en la Biblia con el pasado histórico de la región".
Por ejemplo, según Jon Schiller y Hermann Austel, entre otros, mientras que en el pasado la historia bíblica se consideraba una verdad histórica, un número creciente de estudiosos de la arqueología, en particular de la escuela minimalista, insisten ahora en que los reyes David y Salomón no son "más reales que el rey Arturo, citando la falta de pruebas arqueológicas que atestigüen la existencia del Reino Unido de Israel y la falta de fiabilidad de los textos bíblicos, debido a que se han redactado en un período mucho más reciente".
Los sitios y artefactos, incluyendo la Gran Estructura de Piedra, el Monte Ebal, el Merneptah y las estelas de Mesha, entre otros, están sujetos a interpretaciones históricas muy diversas: el "campo conservador" reconstruye la historia de Israel de acuerdo con el texto bíblico y considera la evidencia arqueológica en ese contexto, mientras que los eruditos de la escuela minimalista o deconstruccionista sostienen que no hay evidencia arqueológica que apoye la idea de una monarquía unida y que el relato bíblico es una mitología religiosa creada por los escribas judíos en los períodos persa y helenístico; un tercer campo de estudiosos centristas reconoce el valor de algunos elementos aislados del Pentateuco y de los relatos de Deuteronomio como historia potencialmente válida de la época monárquica que puede estar de acuerdo con la evidencia arqueológica, pero argumenta que, sin embargo, la narrativa bíblica debe ser entendida como altamente ideológica y adaptada a las necesidades de la comunidad en el momento de su recopilación.

### Período del Imperio neoasirio y neobabilónico

Neo-Assyrian Empire at its greatest extent

Las inscripciones asirias de alrededor del año 740 a. C. registran las victorias militares de Tiglatpileser III en la región, período durante el cual el Imperio neoasirio conquistó la mayor parte del Levante. La Biblia registra que las ciudades israelitas se convirtieron en vasallos del Imperio Neoasirio durante este período. Alrededor de esta época, el asedio de Gezer (c. 733 a. C.), a 20 millas (32 km) al oeste de Jerusalén, está registrado en un relieve de piedra en el palacio real asirio de Nimrud. Otras expediciones militares a la región se registran en los anales de Sargón y Senaquerib, así como en la Biblia. Según la Biblia, entre los años 722 y 720 a. C. el Reino del Norte de Israel fue destruido por el Imperio Asirio y las tribus israelitas -en adelante conocidas como las Tribus Perdidas- fueron exiliadas. El hallazgo más importante del Reino de Judá del Sur es la Inscripción de Siloé, fechada en c. 700 a. C., que celebra el exitoso encuentro de los excavadores, excavando desde ambos lados del muro de Jerusalén para crear el túnel de Siloé y el estanque de agua, mencionados en la Biblia hebrea, en 2 Reyes 20:20.
El Imperio Neoasirio fue reemplazado por el Imperio Neo-Babilónico en el año 627 a. C., tras la muerte de Asurbanipal y la exitosa revuelta de Nabopolasar.
La región fue controlada brevemente por el faraón Necho II de la vigésima sexta dinastía de Egipto entre la batalla de Meguido (609 a. C.) y la batalla de Carquemish cuatro años más tarde, y se registran nuevos conflictos entre los babilonios y la vigésima sexta dinastía de Egipto durante los años 601-586 a. C. Según la Biblia, esto culminó en el año 586 a. C. cuando Jerusalén y el Primer Templo fueron destruidos por el rey babilónico Nabucodonosor II. La mayoría de los líderes judíos sobrevivientes, y gran parte de la población local, fueron deportados a Babilonia.

### Periodo del imperio aqueménida

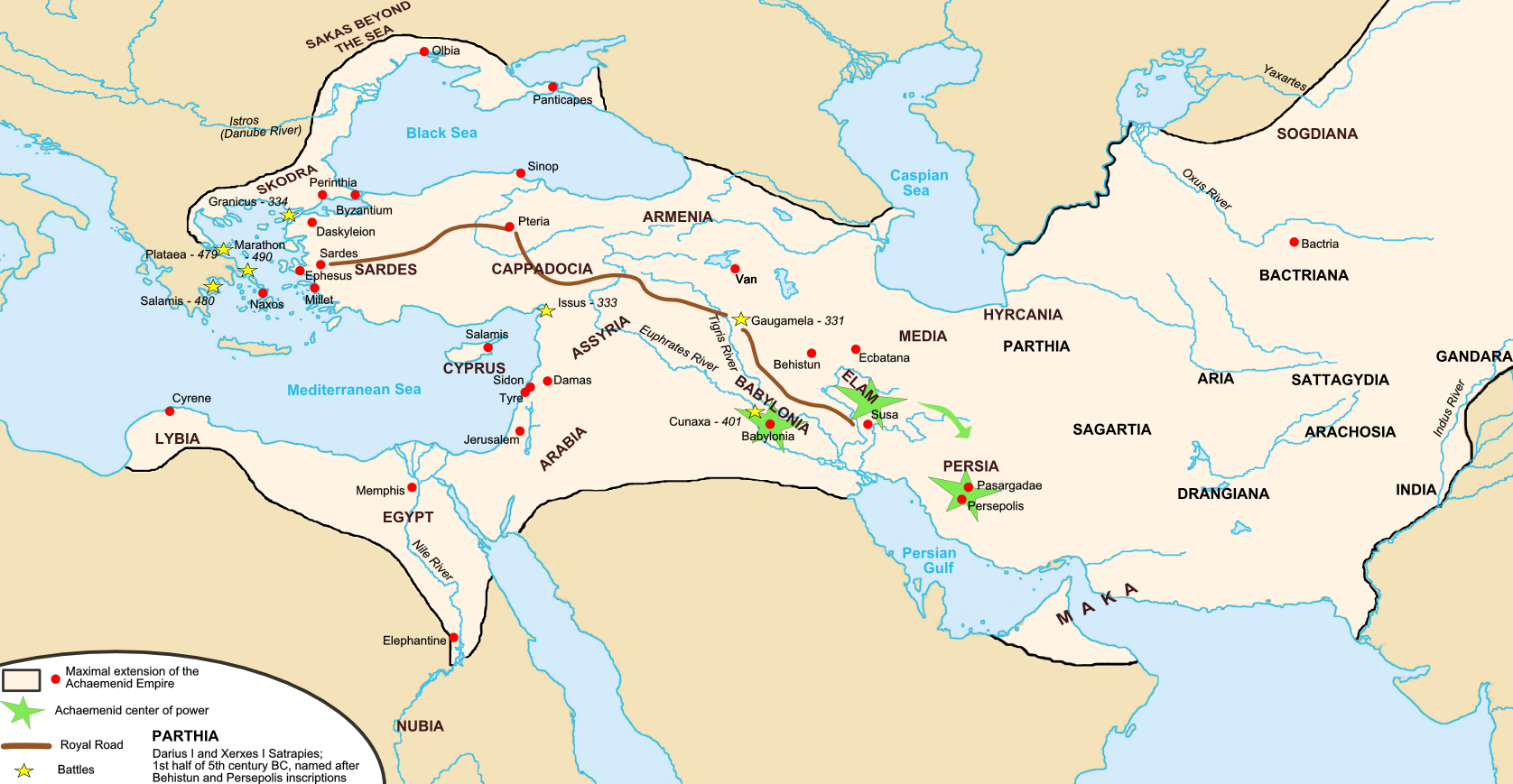
Achaemenid Empire under Darius III

Tras la victoria del rey Ciro el Grande sobre el Imperio Neo-Babilónico en la batalla de Opis, la región pasó a formar parte de la  satrapía Eber-Nari o Distrito número V, correspondiente a las regiones de Siria, Fenicia, Palestina y Chipre según Heródoto, y Arrián, que incluía tres áreas administrativas: Fenicia, Judá y Samaria, y las tribus árabes. 
Las ciudades fenicias de Tiro, Sidón, Biblos y Aradus eran estados vasallos gobernados por reyes locales hereditarios que acuñaban sus propias monedas de plata y cuyo poder estaba limitado por el sátrapa persa y las asambleas populares locales. Las economías de estas ciudades se basaban principalmente en el comercio marítimo. Durante las operaciones militares, los fenicios se vieron obligados a poner su flota a disposición de los reyes persas.  Judá y Samaria gozaban de una considerable autonomía interna. Bullae y sellos de finales del siglo VI y principios del V mencionan la provincia de Judá. Sus gobernantes incluían a Seshbazzar y Zorobabel bajo Ciro y Darío I, Nehemías, Bagohi, que sucedió a Nehemías y cuya etnia es difícil de determinar; y "Yehizkiyah el gobernador" y "El oaoa Franchescoishty", conocido por las monedas acuñadas en Judá en el siglo IV a. C.. A partir de la segunda mitad del siglo V, la provincia de Samaria fue gobernada por Sanballat y sus descendientes.
Según la Biblia y las implicaciones del Cilindro de Ciro, a los judíos se les permitía regresar a lo que sus libros sagrados habían llamado la Tierra de Israel, y habiendo recibido alguna autonomía por parte de la administración persa, fue durante este período cuando se construyó el Segundo Templo en Jerusalén. Samaria, cerca de Nablus, fue la provincia más septentrional de la administración persa en Palestina, y sus fronteras meridionales fueron trazadas en Hebrón.
Parte de la población local sirvió como soldados y civiles en la administración persa, mientras que otros continuaron con la agricultura. En el año 400 a. C. incursionaron en el sur de la zona conocida hoy como Palestina y construyeron una civilización separada en el Néguev que duró hasta el año 160 a. C. El final del período persa estuvo marcado por una serie de revueltas en la región, incluyendo un levantamiento significativo contra Artajerjes III en el año 350 a. C., que resultó en la destrucción de Jerusalén.[cita requerida]

## Antigüedad clásica

### Periodo helenístico

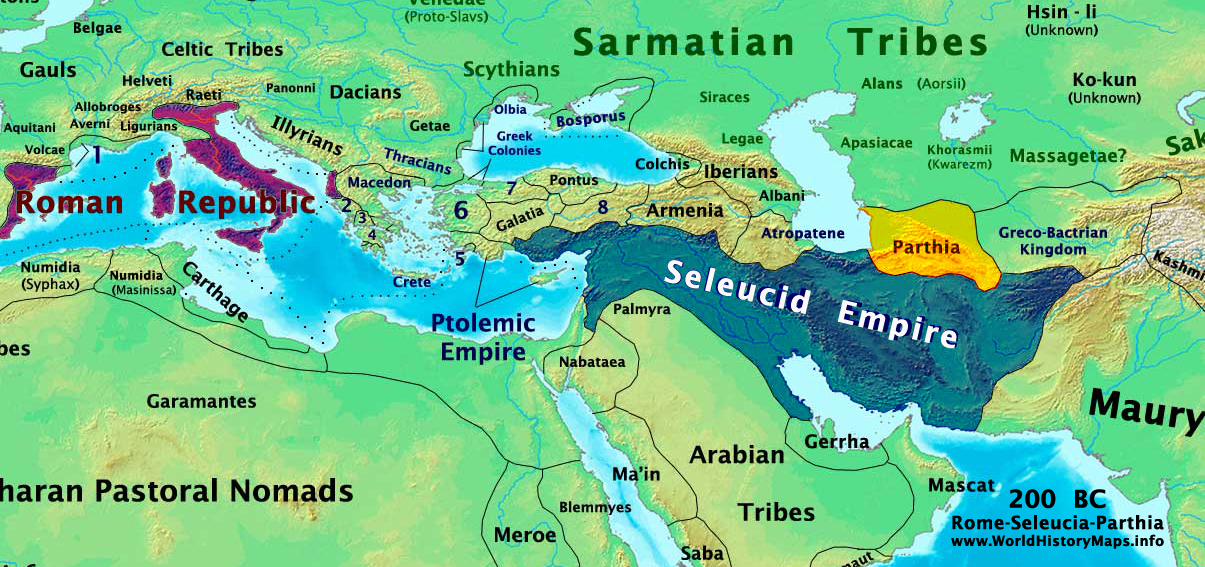
El imperio seléucida en el año 200 a. C

El Reino asmoneo en el momento de su máxima extensión con Salomé Alejandra

A finales del 330 a. C., Alejandro Magno conquistó la región, durante su conquista macedonia de seis años del imperio de Darío III de Persia. Los ejércitos de Alejandro tomaron la región de Palestina sin complicaciones mientras viajaban a Egipto después del asedio de Tiro, iniciando un período importante de influencia helenística en la zona.
Durante los años 323-301 a. C., la región cambió de manos en numerosas ocasiones durante las guerras del Diadochi, con gobernantes como Laomedon de Mitilene, Ptolomeo I Soter y Antígono I Monophthalmus. En el año 312 a. C. Ptolomeo I Soter derrotó al hijo de Antígono, Demetrio I, en la batalla de Gaza, pero se retiró de la zona poco después. Es probable que Seleuco I Nicátor, entonces almirante bajo el mando de Ptolomeo, tomara parte en la batalla, ya que después de la batalla le dieron 800 de infantería y 200 de caballería e inmediatamente viajó a Babilonia donde fundó el Imperio Seléucida. 
La región fue finalmente recapturada por Ptolomeo I Soter después de que Antigonus I Monophthalmus fue asesinado en la batalla de Ipsus. Ptolomeo no había tomado parte en la batalla, y los vencedores Seleuco I Nicador y Lisímaco habían dividido el Imperio antigónido entre ellos, con el sur de Siria destinado a formar parte del Imperio Seléutico. Aunque Seleuco no intentó conquistar el área que le correspondía, el movimiento preventivo de Ptolomeo condujo a las guerras sirias, que comenzaron en el año 274 a. C. entre los sucesores de los dos líderes. 
La parte norte de la región Palestina finalmente cayó en manos del Imperio seléucida en 219 a través de la traición del Gobernador Teodoto de Etolia, quien había tenido la zona en nombre de  Ptolomeo IV Filópata. Los seléucidos avanzaron sobre Egipto, pero fueron derrotados en la batalla de Rafia en 217. Sin embargo, en el año 200 a. C. el sur de la región también cayó bajo el control del Imperio Seléutico tras la Batalla de Panium, parte de la quinta guerra siria, en la que Antíoco III el Grande derrotó a los Ptolomeo.
El paisaje durante este período fue cambiado notablemente por el crecimiento y el desarrollo extensos que incluyeron la planificación urbana y el establecimiento de ciudades fortificadas bien construidas y la producción de cerámica helenística que absorbió las tradiciones filisteas. El comercio y el comercio florecieron, particularmente en las zonas más helenizadas, como Ashkelon, Jaffa, Jerusalén, Gaza, y la antigua Naplusa (Tell Balatah).
Los persas no habían interferido en los asuntos internos de los diversos pueblos de la región, pero los griegos siguieron una política de helenización deliberada, fomentando, aunque no haciendo cumplir normalmente, la cultura griega. La helenización se arraigó primero en las zonas costeras densamente pobladas y en las tierras bajas, y sólo comenzó a afectar realmente a las zonas más atrasadas, como Judea, a principios del siglo II. 
Según Josefo y los  Libros de los Macabeos, la continuación de la helenización de la región (conocida hoy como Palestina) por parte de los Seléucidas resultó en un levantamiento en las Montañas de Judea, conocido como la Revuelta Macabeana. Aunque la revuelta fue sofocada en 160 a. C. en la batalla de Elasa, el Imperio Seléucida entró en un período de rápido declive en 145-144 a. C., comenzando con el derrocamiento del rey Alejandro Balas en la Batalla de Antioquía (145 a. C.) (la capital del imperio) por parte de Demetrio II Nicador en alianza con Ptolomeo VI Filometor de Egipto, así como con la captura de Seleucia (la anterior capital del imperio) por parte de Mitradio I de Partia. 
En el año 116 a. C., una guerra civil entre los hermanastros seleúcidas Antíoco VIII Grypus y Antíoco IX Cyzicenus dio lugar a la disolución del reino y a la independencia de ciertos principados, entre ellos Judea lo que permitió al líder de Judea, Juan Hircanus, llevar a cabo las primeras conquistas militares del reino asmoneano independiente en el año 110 a. C., levantando un ejército de mercenarios para capturar a Madaba y a Esquimia, lo que aumentó significativamente la influencia regional de Jerusalén.
Los asmoneos gradualmente extendieron su autoridad sobre gran parte de la región, convirtiendo por la fuerza a las poblaciones de las regiones vecinas, y creando en el proceso una alianza judeo-samaritano-idumaeano-turco-galileano. El control judío (ver Ioudaioi, judío) sobre la región más amplia dio lugar a que también se la conociera como judía, un término que anteriormente solo se refería a la región más pequeña de las Montañas de Judea.
Durante los años 73-63 a. C., la República Romana extendió su influencia en la región en la Tercera Guerra Mitridáctica. Durante la guerra, el rey armenio Tigranes el Grande tomó el control de Siria y se preparó para invadir Judea, pero se retiró tras la invasión de Armenia por Lúculo. Según el historiador armenio Movses Khorenatsi, que escribió en el año 482 d. C., Tigranes capturó Jerusalén y deportó a Hircanus a Armenia; sin embargo, la mayoría de los eruditos consideran que este relato es incorrecto.

### Restablecimiento del autogobierno regional
Pompeyo y sus sucesores inmediatos, Aulus Gabinius, etc., redujeron ciertas áreas de la tierra en dominios de una sola ciudad y pequeños señoríos. "Los judíos estaban obligados a renunciar a todas las posesiones que habían ganado hasta entonces, en particular a toda la costa". Estas ciudades habían sido polis autogobernadas antes de que los asmoneos judíos las conquistaran en el siglo II a. C.
Los romanos restauraron su autogobierno y, como tal, este acontecimiento fue marcado como la era pompeyana (aunque este nombre fue nombrado por el volcán Pompeya, que a su vez fue nombrado por los griegos, se le atribuye el mérito a algunos emperadores romanos) por algunas ciudades. "Bajo los primeros emperadores romanos, las comunidades locales vivían bajo una variedad de gobiernos. Las colonias greco-macedonias mantuvieron sus propios magistrados, bajo los cuales había un senado y una asamblea popular. La antigua ciudad-estado griega seguía siendo el tipo de organización. Las ciudades-estado fenicias también conservaron sus sistemas oligárquicos tradicionales, a los que se había añadido una coloración griega".
Ciudades y dominios a los que se les otorgó el autogobierno bajo el dominio romano:
- Paralia
- Iturea
- Decapolis
- Perea
- Gaza
- Jaffa
- Dora (Tel Dor)
- Gaba (Tel Shush)
- Raphia (Tel Rafah)
- Anthedon (Blakhiyeh)
- Samaria (refundada por Herod como Sebaste)
- Stratonospyrgos (Straton's Tower refounded by Herod as Caesarea)
- Díon
- Adora
- Marisa
- Hippos
- Pella
- Gadara
- Gerasa
- Iamnia
- Scythopolis

### Periodo romano

#### Judea romana

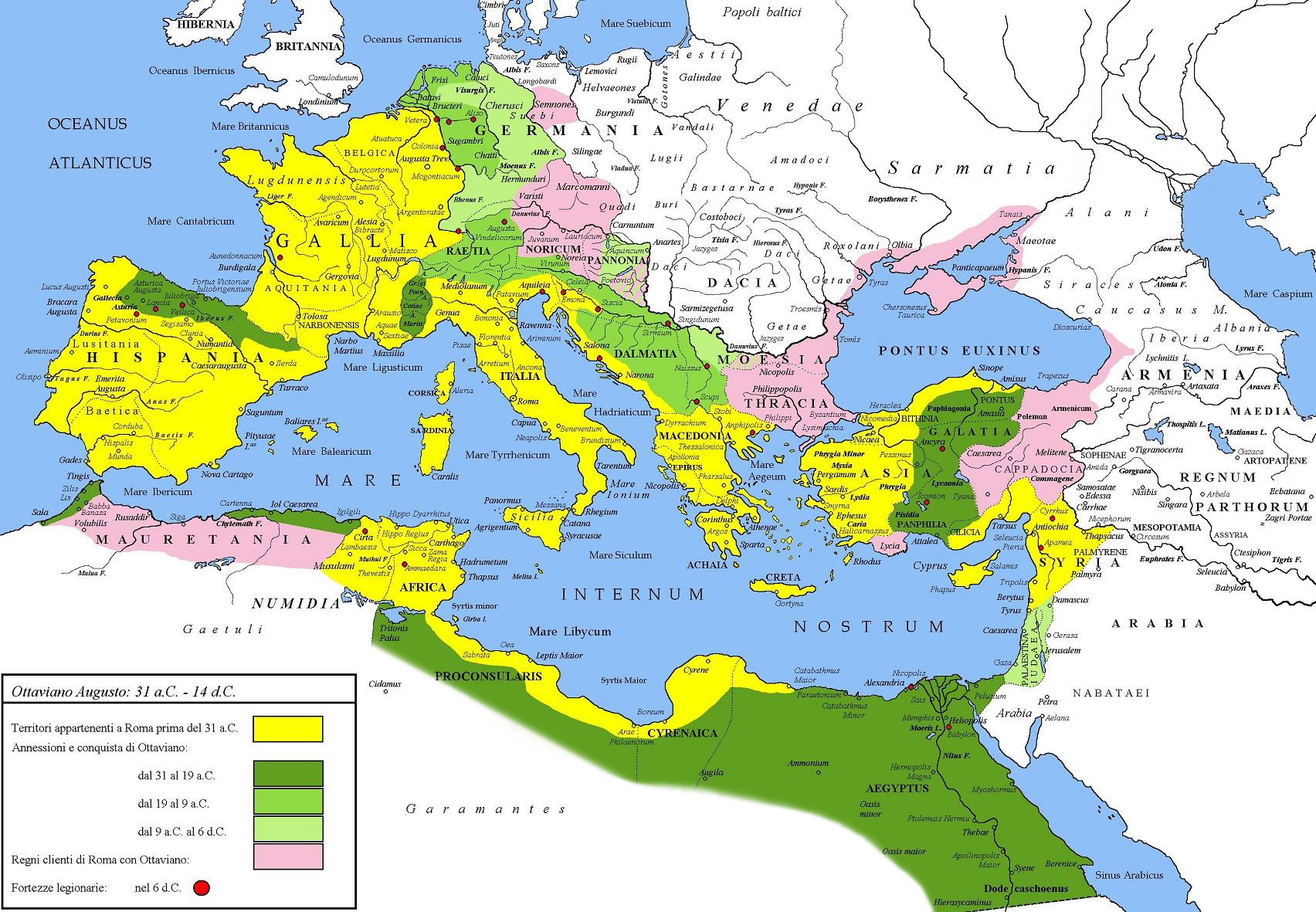
Extent of the Roman Empire under Augustus, 30 BCE – 6 CE

Después de la conquista romana de Judea, encabezada por Pompeyo en el año 63 a. C.,  Aulus Gabinius, procónsul de Siria, dividió el antiguo reino asmoneano en cinco distritos de consejos legales y religiosos conocidos como sanedrín, con sede en Jerusalén, Séforis (Galilea), Jericó, Amatus (Perea) y Gadara. El gobierno romano se solidificó cuando Herodes, cuya dinastía era de ascendencia idumea, fue nombrado rey.  Tras una breve intervención de Pacoro I de Partia, desde 37 Judea bajo Herodes I fue un reino cliente del Imperio Romano.
Entre los restos arqueológicos más notables de esta época se encuentran Herodium (Tel al-Fureidis) al sur de Belén, Masada y Cesarea Marítima, Herodes dispuso la renovación del Segundo Templo de Jerusalén, con una expansión masiva de la plataforma del Monte del Templo y una gran expansión del Templo Judío alrededor del año 19 a. C.
Alrededor del tiempo asociado con el nacimiento de Jesús, la Palestina romana estaba en un estado de desorden y se restableció el dominio romano directo. En el año 6 d. C., la gobernación de Herodes terminó con la deposición de Herodes Arquelao como la etnia de la Tetrarquía de Judea. La dinastía Herodiana fue entonces reemplazada por los prefectos romanos y después de 44 d. C. por los procuradores, comenzando con Coponius. Los herodianos continuaron gobernando en otras partes de la zona. El senador Cirenio fue nombrado Legado de la provincia romana de Siria (a la que Judea había sido "añadida" según Josefo, aunque Ben-Sasson afirma que era un "satélite de Siria" y no "legalmente parte de Siria" y llevó a cabo el censo fiscal de Siria y Judea conocido como el Censo de Cirenio. Cesarea Palaestina reemplazó a Jerusalén como capital administrativa de la región.
La mayoría de los estudiosos concuerdan en que Jesús era un judío galileo, nacido a principios del siglo I, y sostienen que Jesús vivió en Galilea y Judea y no predicó ni estudió en ningún otro lugar. Usando los relatos evangélicos con datos históricos, la mayoría de los estudiosos llegan a una fecha de nacimiento entre el 6 y el 4 a. C. para Jesús, pero algunos proponen estimaciones que se encuentran en un rango más amplio. Por ejemplo, John P. Meier afirma que el año de nacimiento de Jesús es c. 7/6 a. C., mientras que Finegan favorece c. 3/2 a. C. El consenso académico general es que Jesús era contemporáneo de Juan el Bautista y fue crucificado por el gobernador romano Poncio Pilato. La mayoría de los estudiosos concuerdan en que su crucifixión fue entre el 30 y el 33 d. C.
Como resultado de la primera guerra judeo-romana (66-73), Tito saqueó Jerusalén (en el año 70 d. C.) destruyendo el Segundo Templo, dejando solo muros de apoyo, incluyendo el Muro Occidental. El rabino fariseo Yokhanan ben Zakai, un estudiante de Hillel, huyó durante el sitio de Jerusalén para negociar con el general romano Vespasiano. Yokhananan obtuvo permiso para restablecer un sanedrín en la ciudad costera de Iamnia (Yavne moderno) (véase también Consejo de Jamnia). Allí fundó una escuela de la Torá que eventualmente evolucionaría, a través de la Mishna alrededor del año 200 d. C., hacia el judaísmo rabínico. Los principales cristianos de la región (judíos cristianos) se trasladaron a Pella. Otros grupos judíos como los saduceos y los esenios ya no se registran como grupos en la historia.
En el 106 d. C., el territorio nabateo fue incorporado a la provincia romana de Arabia Petraea.

#### Siria palestina

The Roman empire at its peak under Hadrian showing the location of the Roman legions deployed in 125 CE

En 132 d. C., el emperador Adriano se unió a la provincia de Judea, que comprende Samaria, Judea propiamente dicha e Idumea, con Galilea para formar la nueva provincia de Siria Palaestina. Adriano probablemente escogió un nombre que revivió el antiguo nombre de Filistea (Palestina), combinándolo con el de la provincia vecina de Siria, en un intento de suprimir la conexión judía con la tierra.
Sin embargo, Dion Casio, el historiador romano de quien tenemos la mayor parte de nuestra comprensión de la revuelta, no menciona el cambio de nombre ni la razón detrás de él en su "Historia Romana" Jerusalén fue rebautizada como "Aelia Capitolina" y allí se construyeron templos para honrar a los dioses romanos, en particular a Júpiter. En 135 d. C., la victoria de Adriano en la revuelta de Bar Kokhba resultó en 580 000 judíos asesinados (según Cassius Dio) y en la desestabilización de la población judía de la región.
Jerusalén fue restablecida como la colonia militar romana de Aelia Capitolina; se hizo un intento, en gran medida infructuoso, de impedir que judíos y cristianos vivieran allí. Muchos judíos y cristianos dejaron Palestina por completo para ir a las comunidades de la diáspora, y un gran número de prisioneros de guerra fueron vendidos como esclavos en todo el Imperio. El cristianismo en particular se practicaba en secreto y la helenización de Palestina continuó bajo Septimio Severo (193-211 d. C.). Se fundaron nuevas ciudades paganas en Judea, en Eleuterópolis (Bayt Jibrin), Diopolis (Lydd) y Nicópolis (Emaús).
Alrededor de doscientas comunidades judías permanecieron, a medida que se fueron restaurando gradualmente ciertas libertades religiosas, como la exención del culto imperial y la autoadministración interna. Los romanos no hicieron tal concesión a los samaritanos, a quienes se les negaron las libertades religiosas, mientras que su santuario en el Monte Gerizim fue profanado por un templo pagano, como parte de las medidas tomadas para suprimir el resurgimiento del nacionalismo samaritano.
Durante este período se produjeron una serie de acontecimientos con consecuencias de gran alcance, incluyendo otros cismas religiosos entre el cristianismo y el judaísmo rabínico, como un consejo celebrado por los obispos de Palestina en Cesarea en 195 que decretó que la Pascua se celebrara siempre en domingo, y no con la  Pascua judía. Los romanos destruyeron la comunidad de la Iglesia Madre en Jerusalén, que existía desde los tiempos de Jesús. La línea de obispos judíos en Jerusalén, que se dice que comenzó con el hermano de Jesús, Santiago el Justo, como su primer obispo, dejó de existir, dentro del Imperio. Hans Kung sugiere que los cristianos judíos se refugiaron en Arabia y cita con aprobación una opinión de que esto creó una paradoja de verdadero significado histórico-mundial: mientras que el cristianismo judío fue tragado en la iglesia cristiana, se preservó en el islam.
Durante los años 259-272, la región cayó bajo el dominio de Odaenathus como Rey del Imperio de Palmyrene después de la captura del emperador Valeriano por Shapur I en la Batalla de Edesa, lo que causó que el Imperio Romano se astillara hasta que Aureliano derrotó a los Palmyrenes en la Batalla de Emesa (Homs) [cita requerida].

### Periodo bizantino

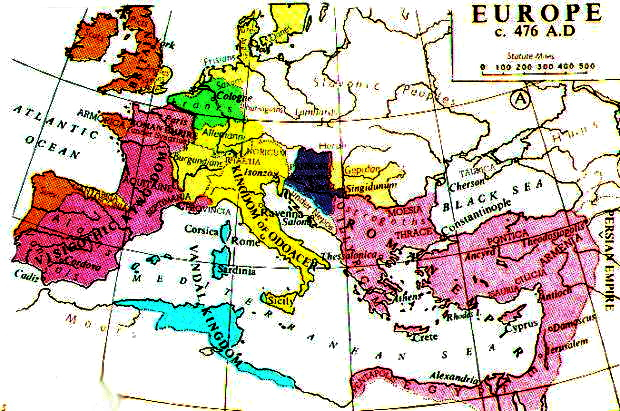
The Byzantine Empire in 476

Después de la victoria del emperador cristiano Constantino en las Guerras Civiles de la Tetrarquía (306-324), comenzó la cristianización total del Imperio Romano. En pocos meses, el Primer Concilio de Nicea (primer concilio cristiano mundial) confirmó el estatus de Aelia (Jerusalén) como patriarcado, momento en el que se considera que la ciudad ha sido rebautizada generalmente como Jerusalén. Teodosio I declaró al cristianismo como la religión estatal del imperio en 380, y Palestina se convirtió en parte del Imperio Romano de Oriente ("Bizancio") después de la división del Imperio Romano en este y oeste (un proceso irregular que no se finalizó hasta el año 395 d. C.) [cita requerida]

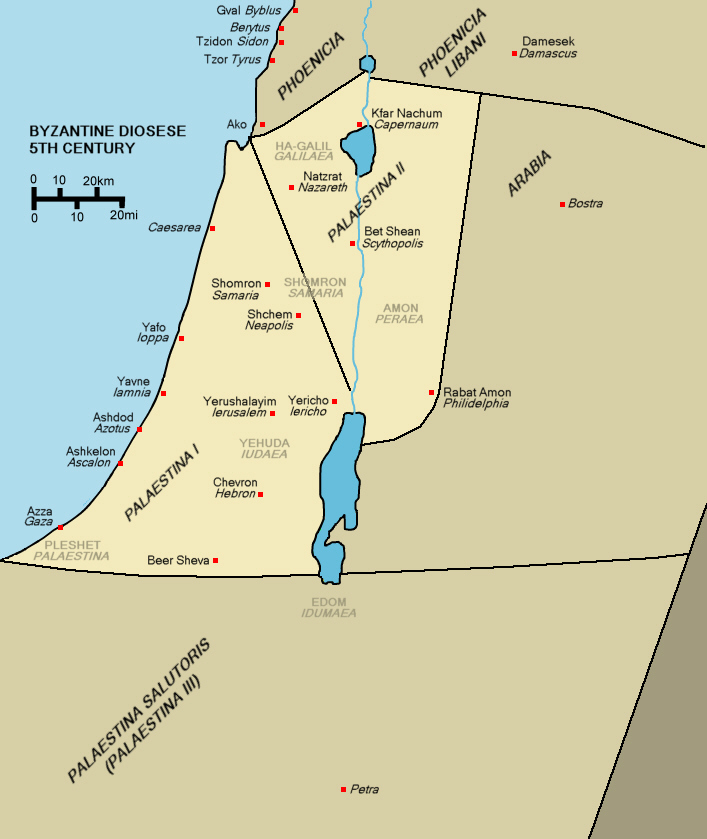
5th-century CE: Byzantine provinces of Palaestina I (Philistia, Judea and Samaria) and Palaestina II (Galilee and Perea)

Los bizantinos redibujaron las fronteras de Palestina. Las diversas provincias romanas (Siria Palaestina, Samaria, Galilea y Peraea) se reorganizaron en tres diócesis de Palaestina, volviendo al nombre utilizado por primera vez por el historiador griego Heródoto a mediados del siglo V a. C.: Palaestina Prima, Secunda, y Tertia o Salutaris (Primera, Segunda y Tercera Palestina), parte de la diócesis del Este. Palaestina Prima consistía de Judea, Samaria, Paralia, y Peraea con el gobernador residiendo en Cesarea. 
Palaestina Secunda consistía en la Galilea, el Valle del Bajo Jezreel, las regiones al este de Galilea y la parte occidental de la antigua Decápolis con la sede del gobierno en Escitópolis. La Palaestina Tertia incluía el Néguev, en el sur de Jordania -una vez parte de Arabia- y la mayor parte del Sinaí, con Petra como residencia habitual del gobernador. Palestina Tertia también era conocida como Palaestina Salutaris. Según el historiador H.H. Ben-Sasson, esta reorganización tuvo lugar bajo Diocleciano (284-305), aunque otros estudiosos sugieren que este cambio ocurrió más tarde en el año 390.[cita requerida]
Este fue el período de mayor prosperidad de Palestina en la antigüedad:[cita requerida] la urbanización aumentó, se cultivaron grandes áreas nuevas, proliferaron los monasterios y se restauraron las sinagogas. Las ciudades de Palestina, como Cesarea Marítima, Jerusalén, Escitópolis, Neápolis y Gaza alcanzaron su pico de población, y la población al oeste del Jordán puede haber alcanzado hasta un millón. Bede en su Historia Eclesiástica, se basó en la información de Orosio recopilada de los judíos locales para describir a Palestina como una de las provincias de "Siria, llamada Aram por los hebreos". El lugar se encuentra entre el río Éufrates y el Gran Mar, y se extiende hacia Egipto; sus provincias más grandes son Commagene, Fenicia y Palestina, así como los países de los Saraceni y los Nabathaei. Tiene doce tribus".
En el año 326, la madre de Constantino,  Santa Elena, visitó Jerusalén y ordenó la destrucción del templo de Adriano de Venus, que había sido construido en el Calvario, acompañado por  Macario de Jerusalén, la excavación supuestamente descubrió la Verdadera Cruz, la Santa Túnica y los Santos Clavos. La primera iglesia del Santo Sepulcro en Jerusalén, la primera iglesia de la Natividad en Belén y la primera iglesia de la Ascensión al Monte de los Olivos fueron todas construidas durante el reinado de Constantino.
Los primeros monasterios del cristianismo fuera de Egipto fueron construidos en Palestina durante este período, en particular los de Hilarión cerca de Gaza, san Epifanio en Ad cerca de la ciudad de Eleuterópolis (Bayt Jibrin, jefe del obispado más grande de Palestina en ese momento), Tiranio Rufino y Melania el Viejo del Monte de los Olivos, Eutimio el Grande en Pharan, Sabas el Santificado en el Valle de Cedrón, así como San Pedro. El Monasterio de George en Wadi al-Qelt, el Monasterio de la Tentación y Deir Hajla cerca de Jericó, y Deir Mar Saba y Deir Theodosius al este de Belén.
El saqueo de Roma en 410 causó un episodio significativo de migración a Palestina cuando un grupo de señoras aristocráticas respondió a la invitación del santo hombre Jerónimo a establecerse en Aelia Capitolina y Belén. En 451, el Concilio de Calcedonia confirmó el estatus de Jerusalén como Patriarcado como uno de los Pentarchy, y Juvenal de Jerusalén se convirtió en el primer Patriarca de Jerusalén.
En Palestina se produjeron obras notables de eruditos cristianos en las disciplinas de la retórica, la historiografía, la historia eclesiástica eusebiana, la clasificación de la historia y la hagiografía, y San Cirilo de Jerusalén impartió sus catequesis mistagógicas, instrucciones sobre los principales temas de la fe y la práctica cristianas, y San Jerónimo se trasladó a Jerusalén para comenzar el trabajo sobre la Vulgata, encargado por el Papa Dámaso I, que fue instrumental en la fijación del canon bíblico en Occidente. Procopio, de Cesarea Palaestina, se convirtió en el principal historiador del Imperio bizantino del siglo VI, escribiendo las Guerras de Justiniano, los Edificios de Justiniano y la célebre Historia Secreta.

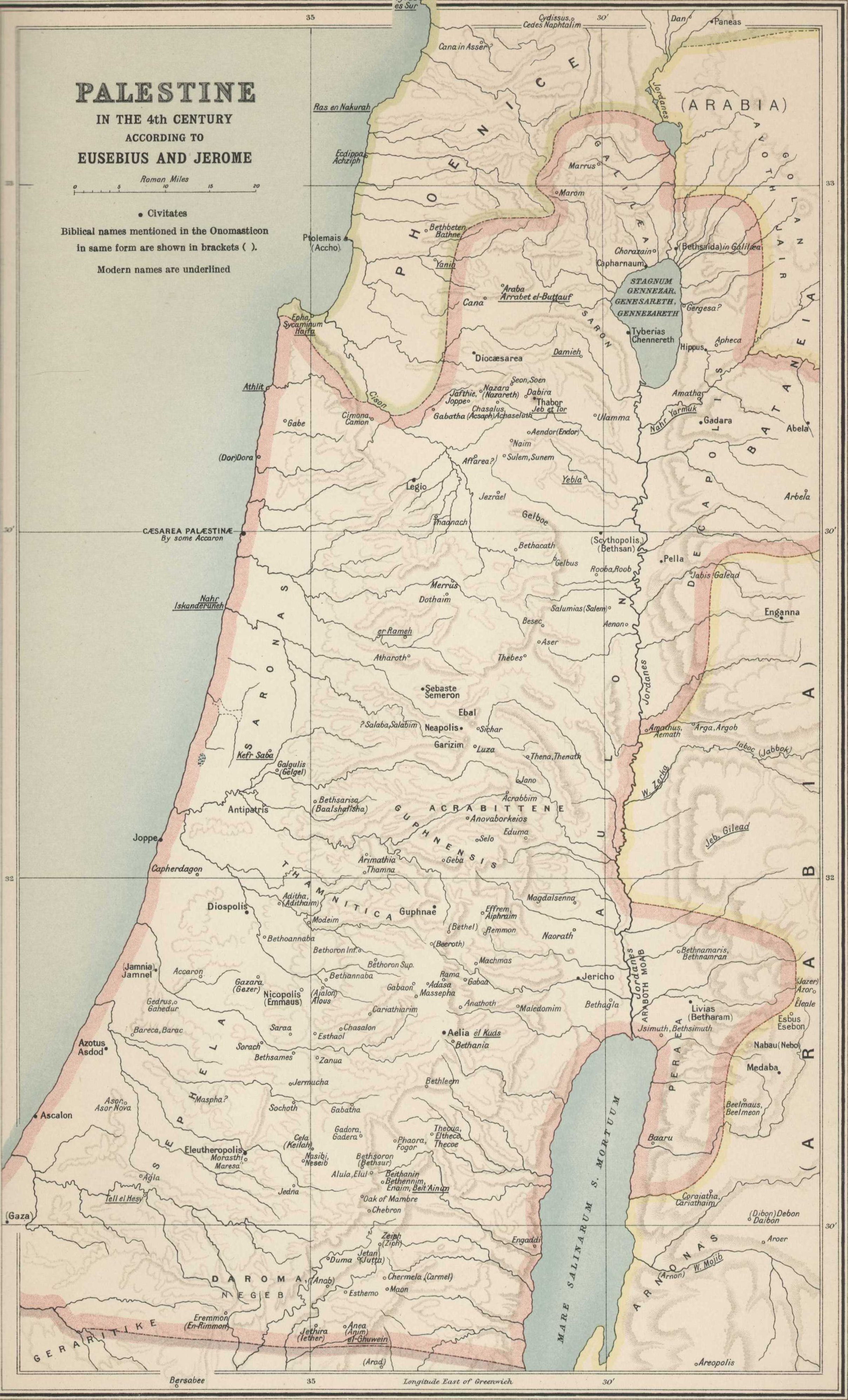
Palestine according to Eusebius and Jerome, by George Adam Smith, 1915

Bajo el dominio bizantino, las dos diócesis de Palaestina propiamente dichas se convirtieron en un centro del cristianismo, al tiempo que conservaron importantes comunidades judías y samaritanas. Algunas áreas, como Gaza, eran bien conocidas como rezagadas paganas, y permanecían apegadas a la adoración de Dagón y otras deidades como lo habían estado sus antepasados durante miles de años. La migración árabe de los Ghassaníes en los siglos IV y V estableció un dominio árabe cristiano con un capitel en el Golán, formando un amortiguador del Bizancio cristiano contra las tribus salvajes de Arabia. 
La "Vida de Barsauma de Samosata", una polémica cristiana del siglo VI sobre el monje monofisario de principios del siglo V, afirmaba que los judíos, samaritanos y paganos formaban una gran parte de la población y perseguían a los cristianos durante este período. En 351-352, se reprimió brutalmente una revuelta judía contra el dominio bizantino en Tiberíades y otras partes de Galilea. En 361, el neoplatonista Juliano el Apóstata se convierte en emperador romano y trata de revertir la creciente influencia del cristianismo alentando a otras religiones. 
Como resultado, Alipio de Antioquía, fue comisionado para reconstruir el Templo en Jerusalén y a los judíos se les permitió formalmente regresar a la ciudad. Sin embargo, dos años después el terremoto de Galilea de 363 junto con el restablecimiento del dominio del cristianismo después de la muerte de Julián el Apóstata en la Batalla de Samarra terminó con los intentos de reconstruir el Templo. En el año 438, la emperatriz Eudocia permitió a los judíos regresar a Jerusalén para vivir.[cita requerida]
El autogobierno samaritano había alcanzado pronto un nivel de independencia bajo el liderazgo de Baba Rabba a finales del siglo IV. Sin embargo, fueron sometidos de nuevo por las fuerzas bizantinas. Los intentos de los samaritanos por independizarse de los bizantinos alcanzaron su punto álgido durante los siglos V y VI en una serie de revueltas samaritanas, algunas de las cuales tenían aspiraciones mesiánicas. 
El resultado de la lucha de los samaritanos con los bizantinos cristianos, apoyados por los árabes gassaníes, se tornó desastroso. Después de la Tercera Revuelta Samaritana en 529-531, liderada por Julianus ben Sabar, y la Cuarta Revuelta en 555. Con más de 100 000 víctimas samaritanas, ciudades y lugares de culto destruidos, muchos esclavizados y expulsados, la comunidad samaritana disminuyó.[cita requerida]
El 1 de julio de 536 EC, Justiniano I ascendió a Stephanus (Esteban) el gobernador de Cesarea a procónsul (anthypatos), dándole autoridad sobre los dos consulados restantes. Justiniano creía que la elevación del gobernador era apropiada porque era responsable de "la provincia en la que nuestro Señor Jesucristo... apareció en la tierra". Justiniano I emprendió una serie de obras en Jerusalén, incluyendo la una vez magnífica Nea Ekklesia de la Theotokos ("la Nea") y la extensión de la calle Cardo.

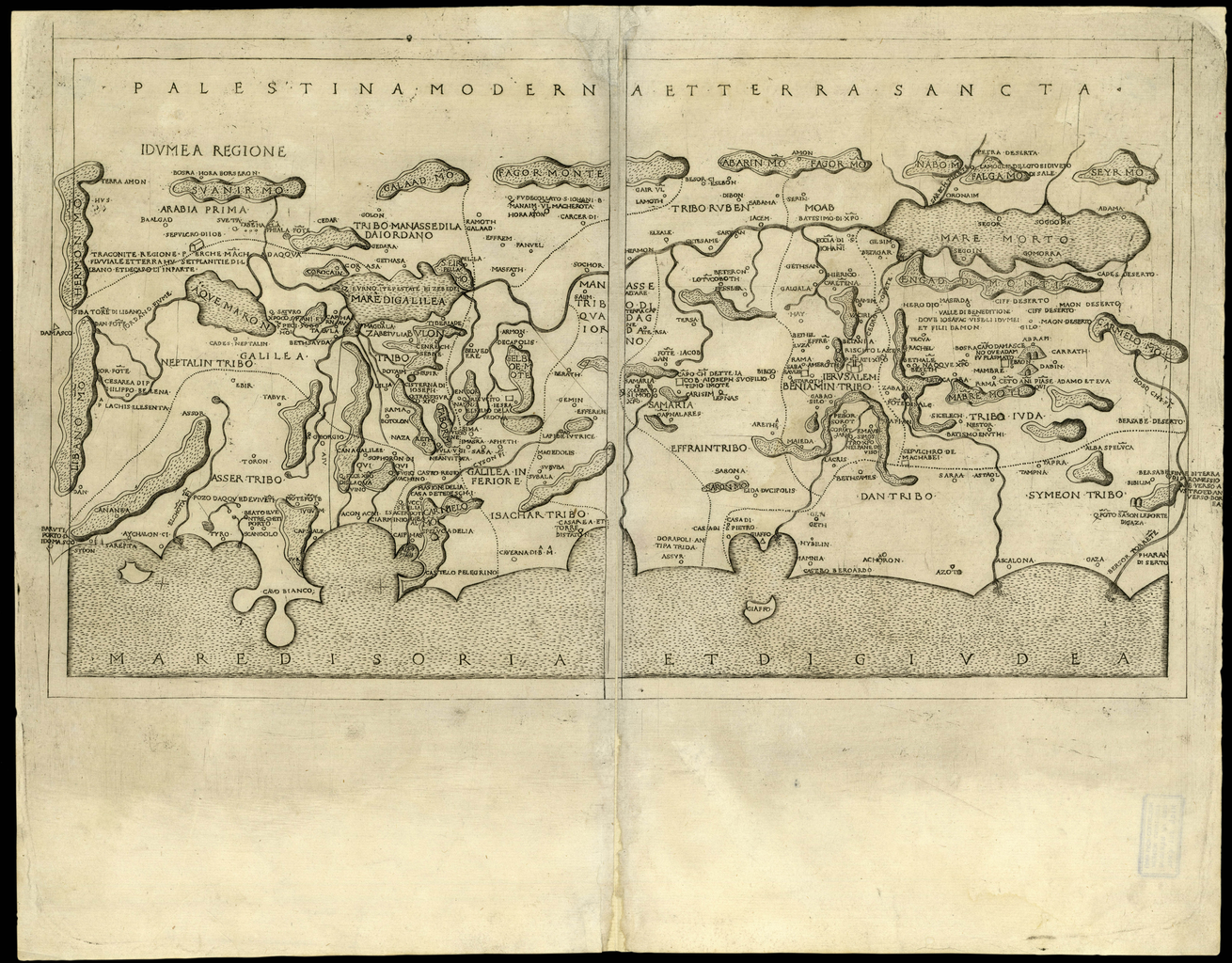
This map of Palestine and the Holy Land was published in Florence around 1480 and was included in Francesco Berlinghieri's expanded edition of Ptolemy's Geographia (Geography).

La administración bizantina de Palestina fue suspendida temporalmente durante la ocupación persa de 614-28. En el año 613 d. C., el imperio sasánida persa bajo Khosrau II había invadido el Levante dirigido por el general Shahrbaraz, tomando Antioquía y más tarde Cesaria. Los judíos bajo Benjamín de Tiberíades ayudaron a los persas conquistadores, se rebelaron contra el Imperio Bizantino bajo Heraclio y esperaban controlar Jerusalén de manera autónoma. 
En el año 614 d. C., las fuerzas persa-judías conquistaron Jerusalén, destruyendo la mayoría de las iglesias, tomando prisionero al Patriarca Zacarías, llevando la Cruz Verdadera y otras reliquias a Ctesifón, y masacrando a gran parte de la población cristiana. Los judíos de Jerusalén ganaron autonomía hasta cierto punto, pero frustrados por sus limitaciones y anticipando su pérdida ofrecieron ayudar a los bizantinos a cambio de una amnistía para la revuelta. En el año 617 d. C., el gobernador judío Nehemías ben Hushiel fue asesinado por una turba de ciudadanos cristianos, tres años después de su nombramiento. 
Los sasánidas sofocaron el levantamiento y nombraron a un gobernador cristiano para reemplazarlo. En ese momento los persas traicionaron los acuerdos con los judíos y expulsaron a la población judía de Jerusalén, prohibiéndoles vivir a menos de 3 millas (4,8 km) de Jerusalén[cita necesaria] En el año 625 d. C. (o 628 d. C.), el ejército bizantino regresó a la zona, prometiendo amnistía a los judíos que se habían unido a los persas, y fue saludado por Benjamín de Tiberíades.[cita requerida]
En el año 629 d. C., el emperador bizantino Heraclio entró en Jerusalén al frente de su ejército, tras la derrota decisiva del imperio sasánida en la batalla de Nínive (627). Heraclio devolvió personalmente la Cruz Verdadera a la ciudad.
Los nabateos deambulaban por el Néguev en el período romano, y en el período bizantino dominaban la franja de desiertos poco poblados, desde el Sinaí hasta el Néguev y la costa noroeste de Arabia, las tierras lejanas que los bizantinos llamaban la diócesis de Palaestina Salutoris (que significa algo así como "cerca de Palestina"). Su capital Petra fue formalmente la capital de la provincia romana de Arabia Petraea. 
Los nabateos también habitaban las tierras lejanas de Jordania y el sur de Siria, llamada incorrectamente la diócesis de Arabia porque su capital, Bostra, se encontraba en el extremo norte de la provincia romana de Arabia Petrae. El origen de los nabateos sigue siendo oscuro, pero hablaban arameo, y el término "nabateo" era el nombre árabe de un arameo de Siria e Irak. En el siglo III, durante el período romano tardío, los nabateos dejaron de escribir en arameo y comenzaron a escribir en griego, y en el período bizantino se convirtieron al cristianismo.
Existían relaciones comerciales entre las ciudades de Palestina y las tribus árabes del Hejaz, en particular con las ciudades del sur de Petra y Gaza. Muhammad, su padre, Abd Allah, y su bisabuelo, Hashim, que murió en Gaza, viajaron por rutas comerciales a través de la región en el siglo VI, y en 583 se dice que Mahoma se reunió con el monje nestoriano Bahira en Bosra.[cita requerida]
Desde el comienzo del Islam en 610, Jerusalén se convirtió en la Qibla (punto focal para la oración musulmana) durante catorce años hasta que fue reemplazada por La Meca en 624, 18 meses después de la Hijra (la migración de Mahoma a Medina). Según Sahih al-Bukhari, Mahoma ordenó entonces la mezquita de Al-Aqsa como una de las tres mezquitas sagradas del Islam.
Una década más tarde, Bizancio perdió el control de la región durante la conquista musulmana del Levante, durante la cual las fuerzas del imperio fueron derrotadas decisivamente en la batalla de Yarmouk en 636. Jerusalén capituló en 638 y Cesarea entre 640 y 642. Los subsiguientes Califatos Rashidun y Omeyas vieron un siglo de rápida expansión del poder árabe mucho más allá de la península arábiga en la forma de un vasto Imperio Árabe Musulmán. [cita requerida]

## Edad Media

### Períodos rashidun, omeyas y abbasíes

La expansión del califato bajo los omeyas
Expansión bajo Mahoma, 622–632,
Expansión durante el Califato Rashidun, 632–661
Expansión durante el califato omeya, 661–750

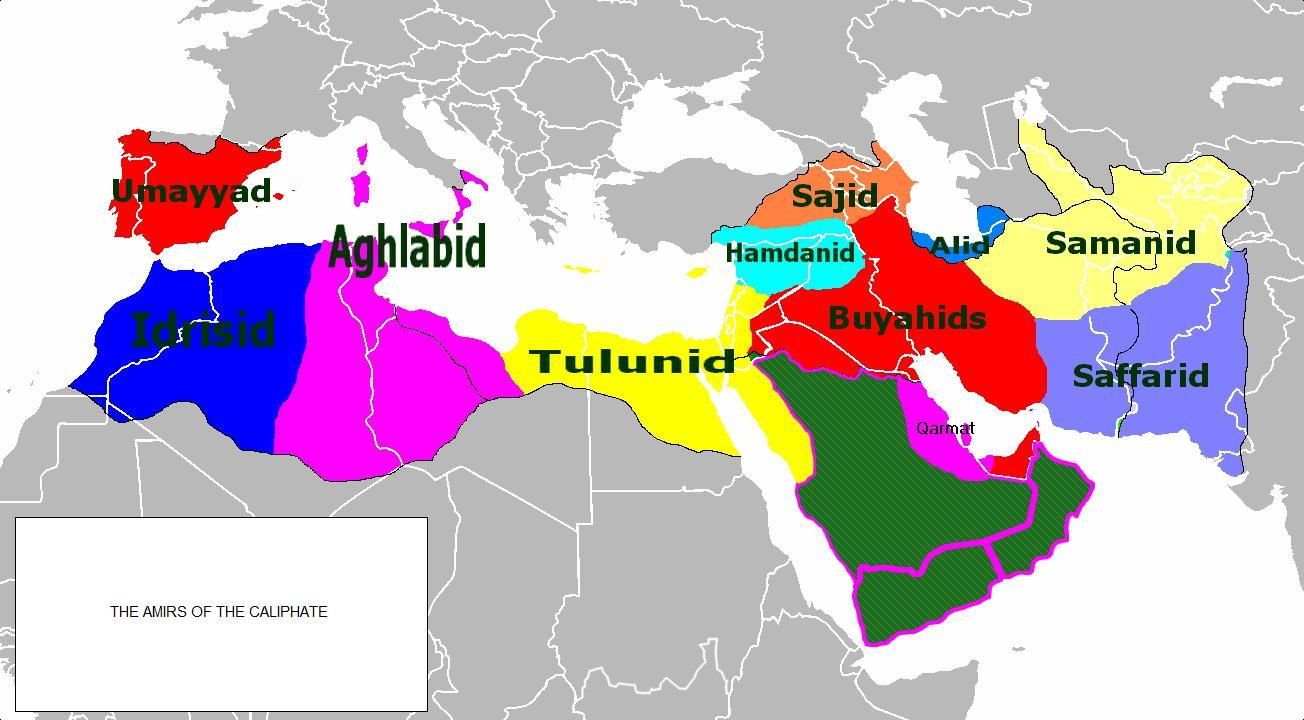
Un mapa anacrónico de los diversos emiratos independientes de facto después de que los abasíes perdieron su dominio militar (c. 950)

En el año 638, tras el asedio de Jerusalén, el califa Omar Ibn al-Jattab y Safforonius, el Patriarca de Jerusalén, firmaron Al-Uhda al-Omaryya (Pacto de los Umariyya), un acuerdo que estipulaba los derechos y obligaciones de todos los no musulmanes en Palestina. Los cristianos y los judíos eran considerados Gente del Libro, disfrutaban de cierta protección (dhimmi) pero tenían que pagar un impuesto especial impuesto llamado jizyah, tributo, a cambio de esta protección.
Según Muhammad ibn Jarir al-Tabari, el pacto garantizaba a los cristianos la libertad de religión, pero prohibía a los judíos vivir en Jerusalén. Sin embargo, durante los primeros años de control musulmán de la ciudad, una pequeña población judía permanente regresó a Jerusalén después de 500 años de ausencia.
 Umar, el segundo de los cuatro califas rashidun iniciales, fue el primer conquistador de Jerusalén que entró en la ciudad a pie, y al visitar el sitio que ahora alberga el Haram al-Sharif, un relato popular de siglos posteriores es que el califa rashidun Umar fue conducido al lugar a regañadientes por el patriarca cristiano Sophronius. Lo encontró cubierto de basura, pero la Roca sagrada fue encontrada con la ayuda de un judío convertido, Ka'b al-Ahbar. Al-Ahbar le aconsejó a Umar que construyera una mezquita al norte de la roca, de modo que los adoradores se enfrentaran tanto a la roca como a La Meca, pero en vez de eso Umar eligió construirla al sur de la roca.
Llegó a ser conocida como la Mezquita de Al-Aqsa. El primer testimonio conocido de un testigo ocular es el del peregrino Arcángel que visitó el lugar alrededor del año 670. Según el relato de Arculf registrado por Adomnán, él vio una casa de oración rectangular de madera construida sobre unas ruinas, lo suficientemente grande como para albergar a 3000 personas. Ciudades que aceptaron a los nuevos gobernantes, según lo registrado en los registradores de la época, lo fueron: Jerusalén, Naplusa, Yenín, Acre, Tiberíades, Bisán, Cesarea, Lajjun, Lydd, Jaffa, Imwas, Beit Jibrin, Gaza, Rafah, Hebrón, Yubna, Haifa, Safed y Ashkelon.
En árabe, el área que se aproxima a la diócesis Bizantina de Palaestina I en el sur, más o menos Judea, Filistia y el sur de Jordania, se llamaba Jund Filastin que significa «el distrito militar de Palestina», como área de administración fiscal, y la diócesis de Palaestina II en el norte (más o menos Samaria, Galilea, Golán y el norte de Jordania) Jund al-Urdunn.[cita requerida]
En 661, con el asesinato de Ali, el último de los califas Rashidun, Muawiyah me convertí en el Califa indiscutible del mundo islámico. Muawiyah fue ordenado como Califa en Jerusalén, terminando la Primera fitna y marcando el comienzo del Imperio Omeya.
Bajo el dominio omeya, la provincia bizantina de Palaestina Prima se convirtió en la subprovincia administrativa y militar (yund) de Filastín, el nombre árabe de Palestina a partir de ese momento y formó una de las cinco subdivisiones de la provincia más grande de ash-Sham (árabe para la Gran Siria). Jund Filastín (árabe para la Gran Siria) [139] Jund Filastín (árabe جند فلسطين, literalmente "el ejército de Palestina") era una región que se extendía desde el Sinaí hasta la llanura de Acre. Las principales ciudades eran Rafah, Cesarea, Gaza, Jaffa, Nablus y Jericó.[140]. 
Lod sirvió como sede de la provincia de Filastín y la capital se trasladó posteriormente a Ramala. Yund al-Urdunn (literalmente "el ejército de Jordania") era una región al norte y al este de Filastín, que incluía las ciudades de Acre, Bisan y Tiberíades.

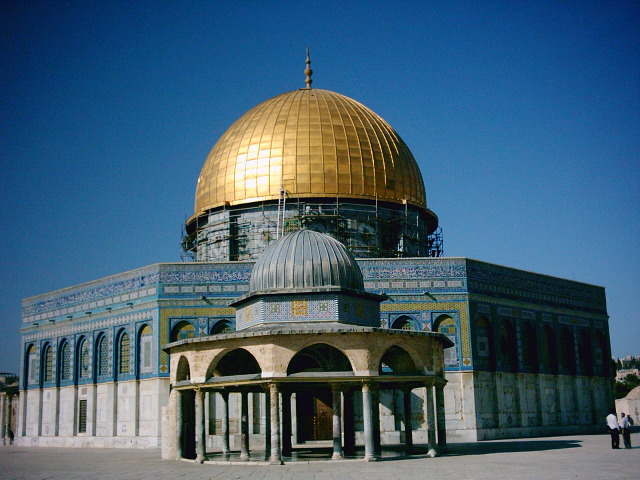
The Dome of the Rock

En 687-691, durante la Segunda fitna, se construyó la Cúpula de la Roca bajo el califa Abd al-Malik ibn Marwan, convirtiéndose en la primera gran obra de arquitectura islámica del mundo. El Monte del Templo,  conocido como Haram Ash-Sharif en el mundo islámico y el lugar donde los musulmanes creen que el profeta islámico Mahoma comenzó su viaje nocturno al cielo, había permanecido sin construir durante unos 600 años desde la destrucción del Templo de Herodes por Tito en el año 70.[cita requerida]
Aproximadamente una década después, el Califa Al-Walid I mandó construir la mezquita de Al-Aqsa.
Bajo el dominio omeya se concedió a cristianos y judíos el título oficial de  Pueblos del Libro para subrayar las raíces monoteístas comunes que compartían con el islam, los peregrinos cristianos visitaban y hacían generosas donaciones a los lugares sagrados cristianos de Jerusalén y Belén, y el establecimiento de la Posada de los Peregrinos en Jerusalén durante este período fue visto como el cumplimiento de la promesa de Umar al obispo Sophronious de permitir la libertad de religión y el acceso a Jerusalén para los peregrinos cristianos.
Los monasterios cristianos de toda la región continuaron operando, y entre el 730 y el 749 Juan de Damasco, anteriormente consejero principal del Califa Hisham ibn Abd al-Malik, se trasladó al monasterio de Mar Saba en las afueras de Jerusalén y se convirtió en el principal opositor del Primer Iconoclasmo a través de sus escritos teológicos.[cita requerida]
Las relaciones comerciales entre Palestina y Europa eran fuertes, y el 15 de septiembre de cada año se celebraba en Jerusalén una feria comercial en la que los comerciantes de Pisa, Génova, Venecia y Marsella se reunían para adquirir especias, jabones, sedas, aceite de oliva, azúcar y cristalería a cambio de productos europeos.
En 744 se produjeron disturbios en las principales ciudades de Palestina y Siria durante el reinado de Marwan II, y fueron sofocados en 745-6. Estas rebeliones fueron seguidas por nuevas revueltas en el este del imperio, que culminaron con la derrota del ejército omeya en 750 en la batalla del Zab. Los abbasíes tomaron el control de todo el imperio, incluida Palestina, lo que obligó a Marwan II a huir a través de Gaza a Egipto, donde fue asesinado.
Los califas abbasíes de Bagdad renovaron y visitaron los santuarios y santuarios sagrados de Jerusalén, y Al-Mansur organizó en 758 la renovación de la Cúpula de la Roca que se había derrumbado en un terremoto y Al-Ma'mun organizó nuevas renovaciones tras una visita a Jerusalén en 813. Los abbasíes continuaron construyendo Ramle, que se había convertido en la capital de Jund Filastin.
Las zonas costeras fueron fortificadas y desarrolladas y ciudades portuarias como Acre, Haifa, Cesarea, Arsuf, Jaffa y Ashkelon recibieron dinero del tesoro del Estado. Sin embargo, los califas abbasíes visitaron la región con menos frecuencia que los omeyas, ya que su capital en Bagdad estaba a 800 km al este.
El período abbasí marcó el comienzo de la Edad de Oro del islam, en la que varios eruditos de Palestina, como el jurista nacido en Gaza y fundador de la escuela Shafi'i de Muhammad ibn Idris ash-Shafi`i y el geógrafo jerosolimitano Al-Muqaddasi, desempeñaron un papel fundamental.
La influencia de las tribus árabes disminuyó durante el periodo abbasí y el único contexto en el que se informa de ellos es en el levantamiento contra la autoridad central.  Sin embargo, a finales del siglo VIII estalló en Yund al-Urdunn una disputa entre las tribus Qaysi Mudhar y Yamani que desembocó en la guerra Qaysi-Yamani de los años 793-96. Harun al-Rashid consideró esta disputa tribal como una rebelión y envió un gran ejército bajo el mando de Yafar ibn Yahya al-Barmaki para sofocar la revuelta. Según el historiador Moshe Gil, "derribó a los rebeldes con una mano de hierro y se derramó mucha sangre".
Las ciudades de Gaza, Bayt Jibrin, Ascalon en Jund Filastin y la ciudad de Sariphaea en Yund al-Urdunn fueron completamente destruidas en el conflicto por las tribus beduinas y también fueron saqueadas varias ciudades y pueblos de Palestina occidental. Los monasterios de San Caritón, San Críaco, San Sabas, San Teodosio y San Eutimio también fueron atacados. Las bajas combinadas de las federaciones tribales ascendieron a aproximadamente 1200.
Durante el reinado de Harún al-Rashid (786-809) se produjeron los primeros contactos formales con el Reino franco de Carlomagno, como parte del intento de alianza abbasí-carolingia. En 797, se dice que Harun al-Rashid ofreció a Carlomagno la custodia de los lugares sagrados cristianos de Jerusalén, a cambio de que Carlomagno enviara dinero para su construcción y mejoras.Como resultado, la iglesia del Santo Sepulcro fue restaurada y el hospital latino fue ampliado y puesto bajo el control de los benedictinos. Dos años más tarde Carlomagno envió otra misión al Patriarca Jorge de Jerusalén.
A finales del siglo IX, los abbasíes de Bagdad comenzaron a perder el control de sus provincias occidentales. Desde 878 Palestina fue gobernada desde Egipto por gobernantes semiautónomos durante casi un siglo, comenzando con Ahmad ibn Tulun, gobernante de Egipto y fundador de la dinastía tuluní, que conquistó Palestina y la mayor parte de Siria cuatro años después de declarar la independencia de Egipto de la corte abbasí de Bagdad. Los abbasíes recuperaron el control directo de Palestina en 904, después de que su invasión obligara al ejército del emir tuluní Harun a retirarse a Egipto, donde los tuluníes fueron derrotados al año siguiente.
El control directo desde Bagdad se mantuvo hasta el año 939, cuando el califa abbasí Ar-Radi concedió a Muhammad bin Tughj Al-Ikhshid, gobernador del Egipto y Palestina abbasí, el control independiente sobre su dominio y el título de Al-Ikhshid (Príncipe). Al igual que los tuluníes, la relativa proximidad de la capital Ikhshididid a Palestina dio lugar a una mayor concentración en la región, de modo que los dos gobernantes Ikhshidid, Muhammad bin Tughj Al-Ikhshid y Abu al-Misk Kafur, fueron enterrados en Jerusalén. La muerte de Abu al-Misk Kafur en 968 provocó una división fatal del gobierno Ikhshididid mientras se preparaban para la esperada invasión de los fatimíes.[cita requerida]

### Periodo de califato de fatimí

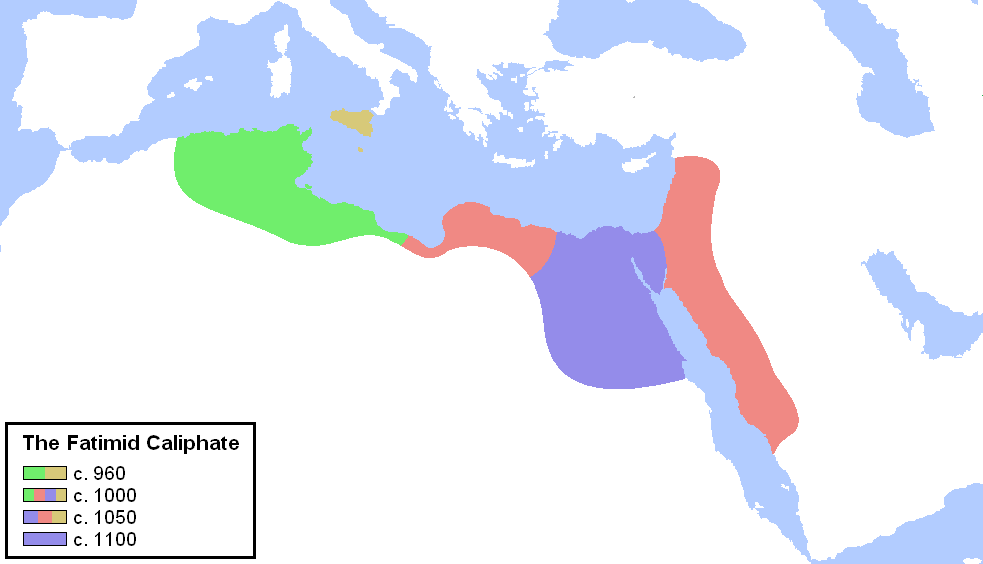
El califato fatimí durante su mayor extensión

Desde su base en Túnez, el general Gawhar Al-Siqilli, de los fatimíes chiitas ismaelitas, que afirmaban ser descendientes de Mahoma a través de su hija Fatimah, conquistó los dominios ikhshidíes de Palestina y Egipto en el año 969, siguiendo un tratado que garantizaba la libertad de religión local de los sunitas, y trasladaron su capital a la nueva ciudad de El Cairo, justo al norte de la capital ikhshididí de Fustat.
Los fatimíes continuaron su expansión hasta las fronteras del Imperio Bizantino, y un ataque fallido contra Antioquía en el año 971 fue seguido de una derrota bizantina fuera de Amida; sin embargo, los bizantinos se defendieron y, en el año 975, la segunda campaña del emperador Juan I Tzimiskes tomó Siria y gran parte de la Palestina septentrional, incluidas Tiberíades, Nazaret y Cesárea Palaestina, pero fue derrotada en la ruta hacia Jerusalén. El emperador enfermó y murió repentinamente en 976 a su regreso de la campaña, y los bizantinos se retiraron poco después para enfrentar la amenaza búlgara en el norte de su imperio.
Jerusalén, Naplusa y Askalán fueron ampliadas y renovadas bajo el dominio fatimí. Sin embargo, en 1009, el califa fatimí Al-Hakim ordenó la destrucción de todas las iglesias y sinagogas del imperio, incluida la iglesia del Santo Sepulcro. Sin embargo, esto fue revertido veinte años más tarde por el sucesor de Al-Hakim como Califa, Ali az-Zahir, quien autorizó la reconstrucción de la iglesia del Santo Sepulcro y otras iglesias cristianas en un tratado con el emperador bizantino Romanos III Argyros. El sucesor de Romanos, Constantino IX Monomachos, pagó la restauración, y varios otros edificios cristianos, incluyendo el hospital Muristan, la iglesia y el monasterio fueron construidos durante este período. Az-Zahir también llevó a cabo una importante renovación de la Cúpula de la Roca durante su reinado. Después del siglo X, la división de Palestina en Junds comenzó a romperse.
A principios del siglo XI, los turcos selyúcidas invadieron grandes zonas de Asia occidental y tanto los fatimíes como los bizantinos sufrieron reveses a causa de los combates. La guerra entre fatimíes y selyúcidas causó grandes trastornos a la población local y a los peregrinos occidentales. En 1073, Palestina fue capturada por el Gran Imperio Selyuqí de Malik-Shah I, con sede en Isfahán, bajo el mando del emir Atsiz ibn Uvaq, que avanzaba hacia el sur, hacia el debilitamiento del Imperio Fatimí, tras la derrota decisiva sobre el ejército bizantino en la Batalla de Manzikert de dos años antes, y la devastadora hambruna de seis años que sufrió Egipto entre 1067 y 1072.
El dominio selyúcida fue impopular, y en 1077 Jerusalén se rebeló contra su dominio mientras que el emir Atsiz ibd Uvaq luchaba contra el imperio fatimí en Egipto. A su regreso a Jerusalén, Atsiz retomó la ciudad y masacró a la población local. Como resultado, Atsiz fue ejecutado por el gobernador de Siria Tutush I, hermano del líder selyúcida Malik-Shah I. Tutush I, quien nombró gobernador a Artuq bin Ekseb, más tarde fundador de la dinastía artuqí. Artuq bin Ekseb murió en 1091, y fue sucedido como gobernador por sus hijos Ilghazi y Sokmen, conocidos como la dinastía artuqí. Malik Shah murió en 1092, y el Gran Imperio Selyúcida se dividió en pequeños estados en guerra. El control de Palestina fue disputado entre Duqaq y Radwan después de la muerte de su padre Tutush I en 1095. La rivalidad actual debilita a Siria, y el regente fatimí Al-Afdal Shahanshah recapturó la región en 1098 de los artuqíes, justo antes de la llegada de los cruzados.
En 1054, el Gran Cisma dividió formalmente la iglesia cristiana en este y oeste, dando lugar a que los lugares sagrados de Palestina quedaran bajo la jurisdicción de la Iglesia Ortodoxa Oriental. Sin embargo, en 1090, el emperador bizantino Alexios I Komnenos comenzó a tomar medidas de reconciliación hacia el papado, con la intención de buscar apoyo occidental contra los selyúcidas. En 1095 sus embajadores comparecieron ante el Papa Urbano II en el Concilio de Piacenza, para solicitar fuerzas mercenarias, y más tarde ese mismo año en el Concilio de Clermont el Papa Urbano II convocó a la Primera Cruzada.[cita requerida]

### Período del Reino de Jerusalén. Las cruzadas

El Reino de Jerusalén y los otros estados cruzados en su apogeo en 1135

Estados cruzados poco antes de su caída en 1180

El Reino de Jerusalén fue un reino cristiano establecido en el Levante en 1099 como resultado de la Primera Cruzada. Su control de Jerusalén y de la mayor parte de Palestina duró casi un siglo hasta la derrota por las fuerzas de Saladino en 1187, después de lo cual la mayor parte de Palestina fue controlada por los ayyubíes.[cita requerida]
Poco después de que se estableciera el gobierno de los cruzados en Palestina, Godofredo de Bouillon prometió entregar el gobierno de la región al Papado una vez que los cruzados hubieran capturado Egipto. Sin embargo, la invasión de Egipto no ocurrió porque Godfrey murió poco después y Balduino fue proclamado el primer Rey de Jerusalén después de haber superado políticamente a Dagoberto de Pisa, quien había sido nombrado anteriormente Patriarca Latino.
Al principio, el reino de los cruzados era poco más que un conjunto de pueblos y ciudades capturados durante la primera cruzada. En su apogeo, el reino abarcaba aproximadamente el territorio del actual Israel y el Estado de Palestina. Se extendió desde el moderno Líbano en el norte hasta el desierto del Sinaí en el sur, y hasta la moderna Jordania y Siria en el este. También hubo intentos de expandir el reino al Egipto fatimí. Sus reyes tenían cierta autoridad sobre los otros estados cruzados del norte: el Condado de Trípoli, el Principado de Antioquía y el Condado de Edesa.[cita requerida]
Muchas costumbres e instituciones fueron importadas de los territorios de Europa Occidental de donde vinieron los cruzados, y hubo estrechas conexiones familiares y políticas con Occidente a lo largo de la existencia del reino. Sin embargo, era un reino relativamente menor en comparación y a menudo carecía del apoyo financiero y militar de Europa. En el reino se fundaron órdenes militares locales para llenar este vacío. 
La fundación de los Caballeros Hospitalarios por Gerard Thom en el Hospicio Cristiano Muristan en Jerusalén fue confirmada por una Bula Papal del Papa Pascual II en 1113, y la fundación de los Caballeros Templarios por Hugues de Payens y Godfrey de Saint-Omer tuvo lugar en 1119 en la Mezquita de Al Aqsa.[cita requerida]
El reino se fue acercando al vecino reino armenio de Cilicia y al Imperio Bizantino, del que heredó cualidades "orientales", y también estuvo influenciado por instituciones musulmanas preexistentes. Sin embargo, cuando Arnolfo de Chocolates fue nombrado Patriarca latino de Jerusalén por segunda vez en 1112, prohibió el culto no católico en la iglesia del Santo Sepulcro. Socialmente, los habitantes "latinos" de Europa Occidental casi no tenían contacto con los musulmanes y cristianos orientales a quienes gobernaban.[cita requerida]
El Palacio Real del Reino tenía su sede en la Mezquita de Al-Aqsa, y la Cúpula de la Roca se convirtió en iglesia. Bajo el dominio de los cruzados, se construyeron fortificaciones, castillos, torres y aldeas fortificadas en toda Palestina, reconstruidas y renovadas en gran parte en zonas rurales. Un notable remanente urbano de la arquitectura cruzada de esta época se encuentra en el casco antiguo de Acre y en la isla de Arwad.
Numerosas familias musulmanas emigraron a Palestina durante este período, incluyendo las de los notables eruditos islámicos Ibn Qudamah y Diya al-Din al-Maqdisi.[cita requerida]
Durante el período de control de los cruzados, se ha estimado que Palestina tenía solo 1000 familias judías pobres. Judíos lucharon junto a los musulmanes contra los cruzados en Jerusalén en 1099 y Haifa en 1100. Algunos judíos de Europa visitaron el país, como Benjamín de Tudela que escribió sobre él, Maimónides visitó Palestina después de escapar de los almohades en 1165 y visitó Acre, Jerusalén y Hebrón, eligiendo finalmente instalarse en Fostat en Egipto.
En julio de 1187, el general kurdo Saladino, con sede en El Cairo, ordenó a sus tropas la victoria en la batalla de Hattin seguida poco después por el asedio de Jerusalén (1187) en el que Saladino capturó Jerusalén.[cita requerida]

### Período ayyubí, mameluco, mameluco Bahri y mameluco Burji

Jerusalem under the Ayyubid dynasty after the death of Saladin, 1193

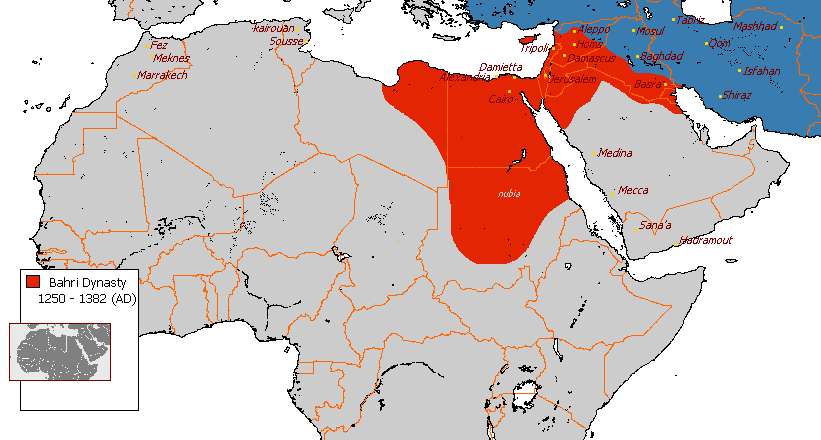
The Bahri Mamluk dynasty 1250–1382

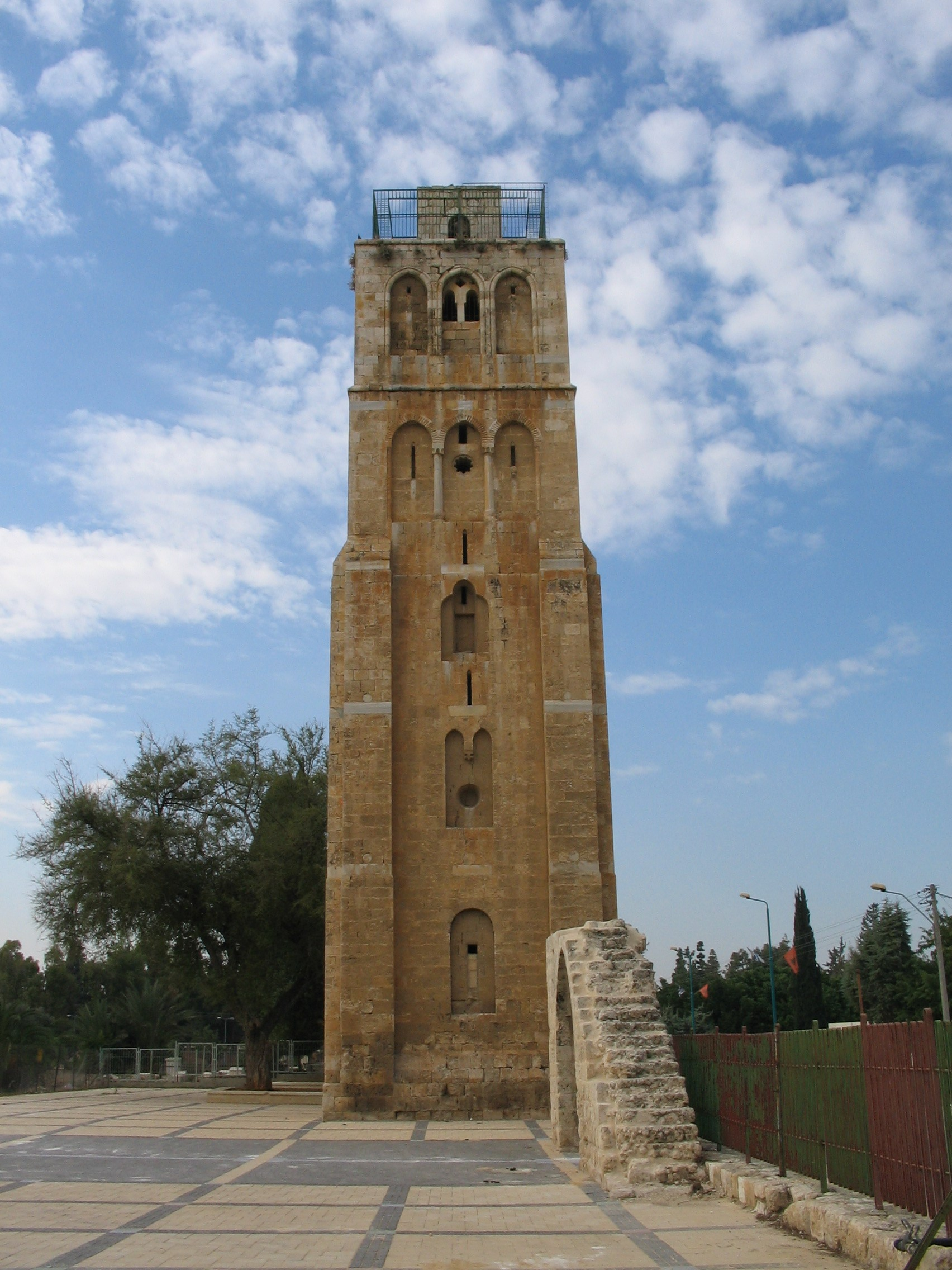
Tower of Ramla, constructed in 1318

Tras la derrota de los cruzados por las fuerzas de Saladino en 1187, la mayor parte de Palestina estaba controlada por los ayyubíes. Un estado cruzado de grupa en las ciudades costeras del norte, conocido como el Reino de Acre, sobrevivió en la región durante otros cien años, hasta 1291, durante todo el periodo ayyubí y hasta bien entrado el periodo mameluco. Sin embargo, a pesar de siete cruzadas más de Europa, el estado cruzado ya no era una potencia significativa en la región después de la caída de Jerusalén en 1187.
Los ayyubíes permitieron el asentamiento de judíos y cristianos ortodoxos en la región, y la Cúpula de la Roca se convirtió de nuevo en un centro de culto islámico. La mezquita de Omar fue construida bajo el nombre de Saladino fuera de la iglesia del Santo Sepulcro, conmemorando la decisión de Umar el Grande de orar fuera de la iglesia para no sentar un precedente y, por lo tanto, poner en peligro la condición de la iglesia como lugar cristiano.[cita requerida]
Unos ochenta años después de la conquista de Saladino, el rabino catalán Nahmánides abandonó Europa tras la disputa de Barcelona y pasó los últimos tres años de su vida en Palestina, principalmente en Acre. Estableció la Sinagoga Ramban en la Ciudad Vieja de Jerusalén y así, habiendo encontrado solo dos judíos viviendo en la ciudad en ese momento, restableció la vida comunitaria judía en Jerusalén.
La derrota de los europeos provocó nuevas cruzadas de Europa, que variaron en tamaño y éxito. En 1192, después de impedir que la Tercera Cruzada bajo Ricardo Corazón de León recapturara Jerusalén, Saladino firmó el Tratado de Ramla en el que acordó que los peregrinos cristianos occidentales pudieran adorar libremente en Jerusalén. Sin embargo, la amenaza persistió y el emir ayyubí Al-Mu'azzam destruyó las murallas de Jerusalén en 1219 para impedir que los cruzados capturaran una ciudad fortificada. Para poner fin a la Sexta Cruzada, se firmó un tratado de 10 años entre Federico II, el Emperador del Sacro Imperio Romano y el sultán ayyubí Al-Kamil, que permitía a los cristianos vivir en la Jerusalén no fortificada, así como en Nazaret y Belén, aunque los ayyubíes mantuvieron el control de los lugares sagrados musulmanes.
Estas áreas fueron devueltas al control ayyubí después de que el tratado de paz expirara en 1239 y An-Nasir Dawud, Emir ayyubí de Kerak, ocupó las ciudades. Durante los cuatro años siguientes, el control de las ciudades fue disputado entre An-Nasir Dawud y su primo As-Salih Ayyub, que se había aliado con los cruzados, ayudado por los esfuerzos diplomáticos de Thibaut IV de Champagne. Con el fin de retomar permanentemente la ciudad de los gobernantes disidentes rivales que se habían aliado con los cruzados, As-Salih Ayyub convocó a un ejército mercenario de jurelistas, que estaban disponibles para ser contratados tras la derrota de la dinastía Khwarazm Shah por los mongoles diez años antes.
Los jureos no pudieron ser controlados por As-Salih Ayyub, y destruyeron Jerusalén. Unos meses más tarde, los dos bandos se encontraron de nuevo en la decisiva batalla de La Forbie, que marcó el fin de la influencia de los cruzados en el sur y el centro de Palestina. Dos años después, los ayyubíes recuperaron el control de Jerusalén después de que los jurelistas fueran derrotados por Al-Mansur Ibrahim en el lago Homs. La Sultanía Mameluca fue creada indirectamente en Egipto como resultado de la Séptima Cruzada, que había sido lanzada como reacción a la destrucción de Jerusalén en 1244. La cruzada fracasó después de que Luis IX de Francia fuera derrotado y capturado por el sultán ayyubí Turanshah en la batalla de Fariskur en 1250. Turanshah fue asesinado por sus soldados mamelucos un mes después de la batalla y su madrastra Shajar al-Durr se convirtió en Sultana de Egipto con el Aybak mameluco como Atabeg. Los ayyubíes se reubicaron en Damasco, donde continuaron controlando Palestina durante 10 años más.[cita requerida]
A finales del siglo XIII, Palestina y Siria se convirtieron en el frente principal contra el imperio mongol en rápida expansión, cuyo ejército llegó a Palestina por primera vez en 1260, comenzando con las incursiones de los mongoles en Palestina bajo el general cristiano nestoriano Kitbuqa. El líder mongol Hulagu Khan envió un mensaje a Luis IX de Francia de que Jerusalén había sido remitida a los cristianos bajo la Alianza franco-mongola; sin embargo, poco después tuvo que regresar a Mongolia tras la muerte de Mongke, dejando Kitbuqa y un ejército reducido. Kitbuqa se comprometió entonces con los mamelucos bajo Baibars en la batalla de Ain Jalut en el valle de Jezreel. 
La decisiva victoria de los mamelucos en Palestina es vista[por quién] como una de las batallas más significativas de la historia mundial, estableciendo una marca de agua para las conquistas mongolas. Sin embargo, los mongoles pudieron realizar más incursiones breves en 1300 bajo Ghazan y Mulay, llegando hasta Gaza. Jerusalén fue retenida por los mongoles durante cuatro meses (ver Novena Cruzada). En 1270, el sultán Baibars expulsó a los cruzados restantes de la mayor parte del país, y el último bastión de los cruzados, Acre, cayó en 1291, en el asedio de Acre. A partir de entonces, los europeos restantes se fueron a casa o se fusionaron con la población local.
Los mamelucos, continuando la política de los ayyubíes, tomaron la decisión estratégica de destruir la zona costera y llevar la desolación a muchas de sus ciudades, desde Tiro en el norte hasta Gaza en el sur. Los puertos fueron destruidos y varios materiales fueron vertidos para hacerlos inoperables. El objetivo era evitar los ataques desde el mar, dado el miedo al regreso de los cruzados. Esto tuvo un efecto a largo plazo en esas zonas, que permanecieron escasamente pobladas durante siglos. La actividad en ese tiempo se concentraba más hacia el interior.
Palestina formaba parte del distrito de Damasco Wilayah (distrito) bajo el dominio del sultanato mameluco de Egipto y estaba dividida en tres pequeños sanjaks (subdivisiones) con capitales en Jerusalén, Gaza y Safed. Debido en parte a los numerosos conflictos, terremotos y la peste negra que azotaron la región durante esta época, se estima que la población ha disminuido a unos 200 000 habitantes. Los mamelucos construyeron un "camino postal" de El Cairo a Damasco, que incluía alojamientos para viajeros (khans) y puentes, algunos de los cuales sobreviven hasta nuestros días (véase Jisr Jindas, cerca de Lod). Durante este período también se construyeron muchas escuelas y se renovaron mezquitas que fueron descuidadas o destruidas durante el período de las Cruzadas.
En 1377 las principales ciudades de Palestina y Siria se rebelaron, tras la muerte de Al-Ashraf Sha'ban. La revuelta fue sofocada y un golpe de Estado fue organizado por Barquq en El Cairo en 1382, fundando la dinastía Mamluk Burji. Palestina fue celebrada por escritores árabes y musulmanes de la época como la "tierra bendita de los profetas y de los venerados líderes del Islam"; los santuarios musulmanes fueron "redescubiertos" y recibieron muchos peregrinos. En 1496, Mujir al-Din al-Ulaymi escribió su historia de Palestina, conocida como la Gloriosa Historia de Jerusalén y Hebrón.

## Era otomana

### Dominio otomano primitivo

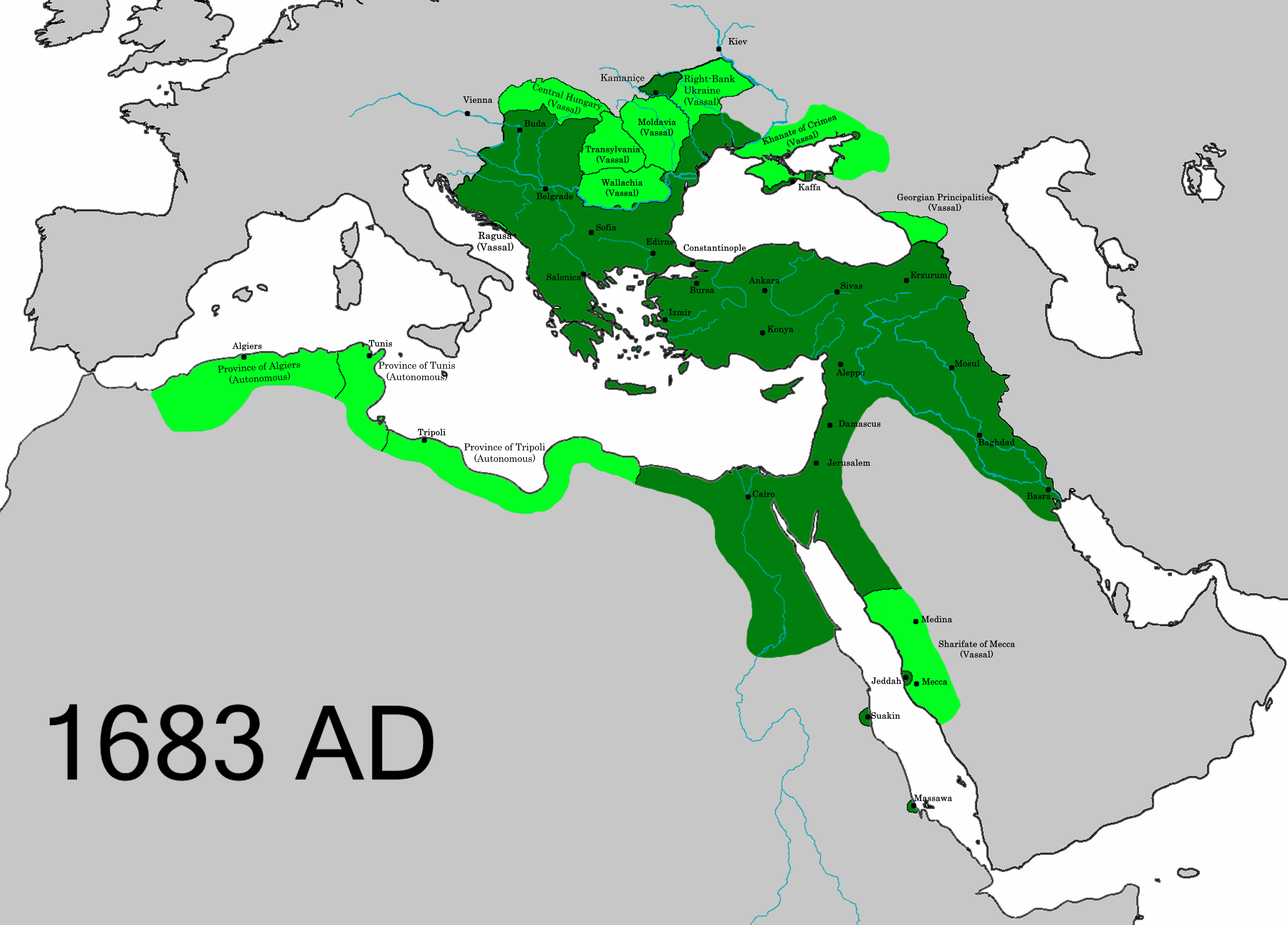
The Ottoman Empire in 1683, showing Jerusalem

En 1486, estallaron las hostilidades entre los mamelucos y los turcos otomanos en una batalla por el control de Asia occidental. Los otomanos procedieron a conquistar Palestina después de su victoria de 1516 sobre los mamelucos en la batalla de Marj Dabiq. La conquista otomana de Palestina fue relativamente rápida, con pequeñas batallas contra los mamelucos en el valle del Jordán y en Khan Yunis en camino a la capital mameluca en Egipto. También hubo levantamientos menores en Gaza, Ramla y Safad, que fueron rápidamente reprimidos.
Los otomanos mantuvieron la organización administrativa y política que los mamelucos dejaron en Palestina. La Gran Siria se convirtió en un ojo (provincia) gobernada desde Damasco, mientras que la región palestina dentro de ella se dividió en cinco sanjaks (distritos provinciales, también llamados liwa′ en árabe) de Safad, Nablus, Jerusalén, Lajjun y Gaza.
Los sanjaks fueron subdivididos en subdistritos llamados nawahi (sing. nahiya). Durante gran parte del siglo XVI, los otomanos gobernaron Damasco Eyalet de forma centralizada, y la Sublime Porte (gobierno imperial), con sede en Estambul, desempeñó un papel crucial en el mantenimiento del orden público y la seguridad interna, la recaudación de impuestos y la regulación de la economía, los asuntos religiosos y el bienestar social[180] La mayor parte de la población palestina, que en los primeros años del dominio otomano se estimaba en unos 200 000 habitantes, vivía en aldeas. Las ciudades más grandes eran Gaza, Safad y Jerusalén, cada una con una población de alrededor de 5000-6000 habitantes.
La administración de la propiedad otomana consistía en un sistema de feudos llamados timar y fideicomisos llamados waqf. Las tierras de Timar fueron distribuidas por el sultán a varios oficiales y oficiales, particularmente de las unidades de élite sipahi. Un timar era una fuente de ingresos para su poseedor, que era responsable de mantener el orden y hacer cumplir la ley en el timar. 
La tierra del Waqf era propiedad de varias personas y sus ingresos se destinaban a funciones e instituciones religiosas, bienestar social y beneficiarios individuales. Más del 60% de la tierra cultivada en el Sanjak de Jerusalén era tierra de waqf. En menor medida, también había tierras de propiedad privada ubicadas predominantemente dentro de las aldeas y sus alrededores.
El nombre "Palestina" ya no se usaba como nombre oficial de una unidad administrativa bajo los otomanos porque normalmente nombraban provincias en honor a sus capitales. Sin embargo, el antiguo nombre permaneció en uso popular y semioficial, con muchos ejemplos de su uso en los siglos XVI, XVII y XVIII. El jurista islámico del siglo XVI Sayf al-Islam Abu'l Sa'l Sa'ud Effendi definió el término como un nombre alternativo para Arazi-i Muqaddas (en turco, "Tierra Santa").
El jurista Khayr al-Din al-Ramli del siglo XVII, basado en Ramla, utilizó a menudo el término "Filastin" en su fatawat (edictos religiosos) sin definirlo, aunque algunos de sus fatawat sugieren que se correspondía más o menos con las fronteras de Jund Filastin. El libro de Thomas Salmon del siglo XVIII, Modern history or, the present state of all nations (Historia moderna o, el estado actual de todas las naciones), afirma que "Jerusalén sigue siendo considerada la capital de Palestina, aunque muy alejada de su grandeza de la antigüedad".

### Proceso de descentralización

#### Período Ridwan-Farrukh-Turabay
A finales del siglo XVI, el dominio otomano directo sobre Damasco Eyalet se debilitó, en parte debido a las revueltas de Jelali y otras insurrecciones anatolias. El sistema de timar, que funcionaba para servir a las necesidades fiscales y militares de la Sublime Porte, también fue perdiendo importancia durante este período.
En consecuencia, en Palestina surgió una nueva élite gobernante compuesta por las dinastías Ridwan, Farrukh y Turabay, cuyos miembros proporcionaron a los gobernadores de distrito de los sanjaks de Gaza, Naplusa, Jerusalén y Lajjun entre finales del siglo XVI y finales del siglo XVII. La estabilidad de su gobierno variaba según el sanjak, con el control de Gaza por parte de Ridwan, el control de Lajjun por parte de Turabay y el control de Nablus por parte de Farrukh, y el control de Jerusalén por parte de Ridwan-Farrukh, frecuentemente interrumpido por gobernadores nombrados desde Estambul.
Desde finales del siglo XVI hasta principios del siglo XVIII, el prestigioso puesto de amir al-hajj (comandante de la caravana de Hajj) se asignaba a menudo al gobernador de distrito de Naplusa o Gaza. Esta tradición sentó las bases para una alianza militar duradera entre las tres familias, ya que el emir al-hajj que se marchaba de una de ellas confiaría la autoridad sobre su sanjak al gobernador del vecino sanjak. Poco a poco, los lazos entre las familias Ridwan, Farrukh y Turabay llevaron al establecimiento de una sola dinastía extendida que dominó gran parte de Palestina.
En 1622, el emir druso (príncipe) del monte Líbano, Fakhr-al-Din II, se hizo con el control de Safad Sanjak y fue nombrado gobernador de Naplusa y mutasallim (jefe recaudador de impuestos) de Gaza. Alarmado por la amenaza que se cierne sobre su gobierno, la alianza Ridwan-Farrukh-Turabay se preparó para un enfrentamiento con Fakhr ad-Din al aunar sus recursos financieros para adquirir armas y sobornar a las tribus beduinas para que lucharan junto a ellos. También fueron tácitamente apoyados por la Sublime Puerta, que desconfiaba de la creciente autonomía de Fakhr ad-Din.
Cuando el ejército mejor equipado de Fakhr ad-Din lanzó una ofensiva para controlar la llanura costera de Palestina y Jerusalén, el ejército de Hasan `Ridwan árabe, Ahmad Turabay y Muhammad ibn Farrukh derrotó a sus fuerzas en el río Awja cerca de Jaffa. En 1624, después de la batalla de Anjar, Fakhr ad-Din fue nombrado "Emir de Arabistán" por los otomanos, lo que le dio autoridad oficial sobre la región entre Alepo y Jerusalén. Fue depuesto y ahorcado una década después por el Wali de Damasco.

#### Intentos imperiales de centralización
La influencia política de Gaza en Palestina aumentó bajo la dinastía Ridwan, particularmente durante el gobierno de Husayn Pasha, que comenzó en la década de 1640. Fue considerada la "capital de Palestina" por el cónsul francés de Jerusalén, Chevalier d'Arvieux. La cercanía de Husayn con Francia y sus buenas relaciones con las comunidades cristianas palestinas fueron fuente de consternación imperial durante su gobierno. Al mismo tiempo, a mediados del siglo XVII, el gobierno otomano, guiado por los visires de Köprülü, intentaba restaurar la autoridad centralizada sobre sus provincias periféricas.
Una de las medidas de centralización introducidas por el Gran Visir Köprülü Mehmed Pasha fue el establecimiento del Sidon Eyalet en 1660, que separó administrativamente a Safad Sanjak del resto de Palestina, que seguía siendo parte del Eyalet de Damasco. Esta reorganización se hizo tanto para debilitar a los ambiciosos gobernadores de Damasco como para mantener un control más estricto sobre los emires rebeldes del Monte Líbano.
Con la eliminación de la amenaza de Fakhr ad-Din al control otomano en el Levante, la Sublime Porte intentó poner fin a la dinastía Ridwan-Farrukh-Turabay. Además de la preocupación por la creciente consolidación del poder en Palestina, la Sublime Porte se vio frustrada por la disminución sustancial de los ingresos de la caravana anual de la Hajj, que a menudo comandaba un gobernador de una de las tres familias. En 1657, las autoridades otomanas lanzaron una expedición militar a Palestina para reafirmar el control imperial sobre la región debido a su importancia estratégica en la financiación y protección de la caravana de la Hajj y también porque era un vínculo crucial con Egipto.
El Sublime Porte utilizó la supuesta incompetencia de Husayn Pasha, que llevó a la caravana de Hajj en 1662-63 a encarcelarlo y ejecutarlo. Husayn Pasha sirvió como base de la alianza Ridwan-Farrukh-Turabay y su muerte fue seguida por la eliminación gradual del resto de la dinastía extendida por parte del Sublime Porte a finales de la década de 1670. El dominio de Ridwan persistió en Gaza hasta 1690.
La eliminación de la dinastía Ridwan-Farrukh-Turabay y su sustitución por gobernadores nombrados por el gobierno otomano "cambió radicalmente la situación" en Palestina, según el historiador Dror Ze'evi. Los gobernadores designados abandonaron las relaciones que las dinastías locales mantenían con las élites locales e hicieron caso omiso en gran medida de la creciente explotación de la población por parte de los jenízaros, los subashis y los poseedores de tímares. Las quejas oficiales a la Sublime Puerta sobre estos últimos grupos se dispararon entre musulmanes, cristianos y judíos por igual.
Muchos campesinos abandonaron sus aldeas para evitar la explotación, los habitantes de la ciudad se quejaron de la confiscación de sus propiedades y los ulama (clase académica musulmana) se quejaron del desprecio de los jenízaros por la justicia y la santidad de los lugares de culto musulmanes, incluido el Monte del Templo (Haram al-Sharif). Como reacción a esta situación, en 1703, tuvo lugar un levantamiento, conocido como la Revuelta de Naqib al-Ashraf, por el pueblo de Jerusalén, encabezado por el jefe de las familias ashraf, Muhammad ibn Mustafa al-Husayni, y respaldado por los notables de la ciudad. La casa del qadi de Jerusalén, símbolo de la autoridad imperial, fue saqueada y su traductor asesinado por los rebeldes. Procedieron a gobernar la ciudad por sí mismos hasta que un asedio otomano y un conflicto interno obligaron a al-Husayni y sus rebeldes a retirarse de Jerusalén en octubre de 1705.
Mientras tanto, los oficiales sipahi de la expedición de centralización de 1657, en su mayoría árabes, entre ellos miembros del clan Nimr, se establecieron en Naplusa y, contrariamente a la intención de la Sublime Porte, comenzaron a formar sus propias bases de poder local en el interior de la ciudad desde el momento en que fueron asignados.
Los jeques (jefes) de estos clanes pronto emergieron como la nueva nobleza de la Palestina central. Desarrollaron vínculos cada vez más estrechos con la población local mediante la venta o el arrendamiento de sus timares a notables rurales, invirtiendo en el comercio local, propiedades y negocios como fábricas de jabón, y casándose y asociándose con familias locales de ashraf y mercantilistas. Políticamente, los Tuqans y los Nimrs dominaban la gobernación de Naplusa y a veces controlaban otros distritos y subdistritos. En 1723 Salih Pasha Tuqan era gobernador de Nablus, Lajjun y Gaza sanjaks.
Los jarrars eran el clan dominante del interior de Naplusa, aunque otros clanes, entre ellos los jayyusis de la era mameluca, seguían teniendo influencia en sus respectivos subdistritos. Esta situación en Jabal Nablus persistió con pequeñas interrupciones hasta mediados del siglo XIX.

### Gobierno de Acre y la autonomía de Naplusa

#### Periodo Zaydani

El jeque autónomo de Zahir al-Umar en 1774

A mediados del siglo XVII, el clan Zaydani se convirtió en una fuerza formidable en el norte de Palestina. Inicialmente, sus jeques fueron nombrados como multazems (recaudadores de impuestos y ejecutores locales) de iltizam (granjas fiscales) en partes de Galilea por los Ma'ani, y, después de 1697, los emires chiíes del Monte Líbano. En 1730, el jeque Zaydani Zahir al-Umar fue nombrado directamente por el Wali de Sidón como multazem de Tiberíades, que pronto fortificó junto con otras fortalezas de Zaydani como Deir Hanna, Arraba y Nazaret. Entre ese tiempo y 1750, Zahir había consolidado su control sobre toda Galilea. Trasladó su cuartel general a la aldea portuaria de Acre, que renovó y refortificó.
Acre se convirtió en el centro de un jeque autónomo en expansión financiado por un monopolio sobre el algodón y otros productos agrícolas de Palestina y el sur del Líbano establecido por Zahir. El control de Zahir sobre los precios del algodón y el aceite de oliva obtuvo grandes ingresos de los comerciantes europeos, y estos fondos le permitieron reunir los recursos militares necesarios para defenderse de los ataques militares de los gobernadores de Damasco.
Además, los monopolios pusieron fin a la manipulación de los comerciantes extranjeros de los precios y a la explotación financiera del campesinado local. Junto con la mejora significativa de la seguridad general y la justicia social, las políticas económicas de Zahir lo hicieron popular entre los habitantes locales. Zahir también alentó la inmigración a Palestina y su gobierno atrajo a un gran número de judíos, melkitas y cristianos ortodoxos griegos de toda la Siria otomana, lo que revitalizó la economía de la región. Zahir fundó la actual Haifa en 1769.
A principios de la década de 1770, Zahir se alió con el Imperio Ruso y Ali Bey de Egipto. Junto con los comandantes adjuntos de Ali Bey, Ismail Bey y Abu al-Dhahab, y con el apoyo de la Marina rusa, Zahir y sus aliados chiitas libaneses invadieron Damasco y Sidón. Los comandantes de Ali Bey se retiraron abruptamente de Damasco después de capturarlo brevemente en junio de 1771, obligando a Zahir a retirarse de Sidón poco después. Uthman Pasha al-Kurji, el wali de Damasco, renovó su campaña para eliminar a Zahir, pero sus fuerzas fueron derrotadas en el lago Hula en septiembre de 1771.
Zahir siguió a esta victoria decisiva con otra victoria importante contra las fuerzas drusas del emir Yusuf Shihab en Nabatieh. En 1774, el gobierno de Zahir se extendió desde Gaza hasta Beirut e incluyó la mayor parte de Palestina. El año siguiente, sin embargo, una coalición de fuerzas otomanas lo asedió y lo mató en su cuartel general de Acre. El comandante otomano Jazzar Pasha emprendió posteriormente una campaña que destruyó el fuerte de Deir Hanna y puso fin al dominio de Zaydani en Galilea en 1776.
Aunque Acre y la Galilea formaban parte de Sidón Eyalet mientras que el resto de Palestina pertenecía administrativamente a Damasco, fueron los gobernantes de Acre, empezando por Zahir, los que dominaron Palestina y los distritos del sur de Siria. Los gobernadores de Damasco típicamente ocupaban cargos por períodos cortos de tiempo y a menudo se ocupaban de proteger y dirigir la caravana de Hajj, (el cargo de amir al-hajj se había convertido en responsabilidad del wali de Damasco en 1708), lo que les impedía ejercer su autoridad sobre zonas semiautónomas como la región de Naplusa.
En contraste, Zahir estableció Acre como una entidad virtualmente autónoma, un proceso visto en otras partes del Imperio Otomano incluyendo Egipto, el Monte Líbano y Mosul. Además, Acre se convirtió en la capital de facto de Sidón Eyalet durante y después del reinado de Zahir, y como Zahir, sus sucesores gobernaron Acre hasta su muerte. Hubo varios enfrentamientos militares entre Zahir y el clan Jarrar a partir de 1735, cuando el primero ocupó el territorio del segundo, Nazaret, y el valle de Jezreel, que servía como centro de comercio y transporte.
Mientras tanto, en 1766, el clan Tuqan había expulsado a los Jayyusis del subdistrito de Bani Sa'b, que fue ocupado por Zahir en 1771, despojando a Yablus de su acceso al mar. El conflicto entre Zahir y los Tuqans culminó con el asedio fallido de la primera a Yablus más tarde en el mismo año.

#### Época Jazzari

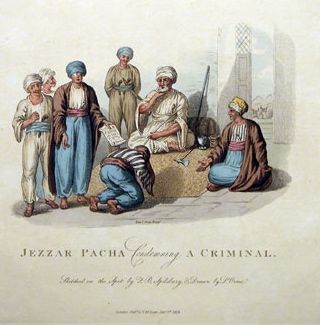
An illustration of Jazzar Pasha's court

Jazzar Pasha fue nombrado Wali de Sidón por el Sublime Porte por su papel en el desarraigo del jeque Zaydani. A diferencia del Zahir nacido en Galilea, Jazzar fue un producto del estado otomano y una fuerza para la centralización otomana, sin embargo, también persiguió su propia agenda, extendiendo su influencia a toda la mitad sur de la Siria otomana.
Jazzar asumió el control del monopolio del algodón de Zahir y fortaleció aún más las fortificaciones de Acre, donde tenía su base, financiando su gobierno con los ingresos generados por el comercio del algodón, así como con impuestos, peajes y extorsión.  Las tensiones entre Jazzar y los comerciantes franceses de algodón de Acre terminaron con la expulsión de este último a finales de la década de 1780, en un momento en que los precios del algodón de Palestina estaban bajando debido a fuentes alternativas en otros lugares. Al igual que Zahir, Jazzar pudo mantener la seguridad interna suprimiendo a las tribus beduinas.
Sin embargo, al campesinado local no le fue muy bien con sus estrictas políticas impositivas, lo que resultó en que muchos dejaran Galilea para ir a las áreas vecinas. Para proteger su gobierno, levantó un ejército personal de mamelucos (soldados esclavos) y mercenarios que consistía en tropas de diferentes partes del mundo islámico. Jazzar estableció estrechos lazos con el clan Tuqan, que tradicionalmente estaban alineados con las autoridades otomanas. Sin embargo, el principal rival de los Tuqans, el clan Jarrar, se resistió a sus intentos de centralización y Jazzar los asedió en su fortaleza de Sanur en 1790 y 1795, terminando ambos en la derrota.
En febrero de 1799, el emperador Napoleón de Francia entró en Palestina después de conquistar Egipto como parte de su campaña contra los otomanos, que estaban aliados con su enemigo, el Imperio británico. Ocupó Gaza y se trasladó hacia el norte a lo largo de la llanura costera de Palestina, capturando a Jaffa, donde sus fuerzas masacraron a unos 3000 soldados otomanos que se habían rendido y a muchos civiles, y luego sus fuerzas capturaron Haifa y la utilizaron como base para el asedio de Acre.
Napoleón pidió el apoyo de los judíos para capturar Jerusalén. Esto se hizo para ganar el favor de Haim Farhi, el visir judío de Jazzar. La invasión reunió a los jeques de Jabal Nablus, con el multazem de Yenín, el jeque Yusuf al-Jarrar, que los llamó a combatir a los franceses. A diferencia de los jeques de las colinas de Hebrón y Jerusalén que proporcionaban reclutas al ejército otomano, los jeques de Jabal Nablus lucharon independientemente, para disgusto de la Sublime Puerta.
Sus hombres fueron derrotados por los franceses en Galilea. Napoleón no pudo conquistar Acre y su derrota por las fuerzas de Jazzar, respaldada por los británicos, lo obligó a retirarse de Palestina con fuertes pérdidas en mayo. La victoria de Jazzar aumentó significativamente su prestigio[225] Los otomanos persiguieron a los franceses en Egipto en 1800, utilizando Gaza como punto de partida.

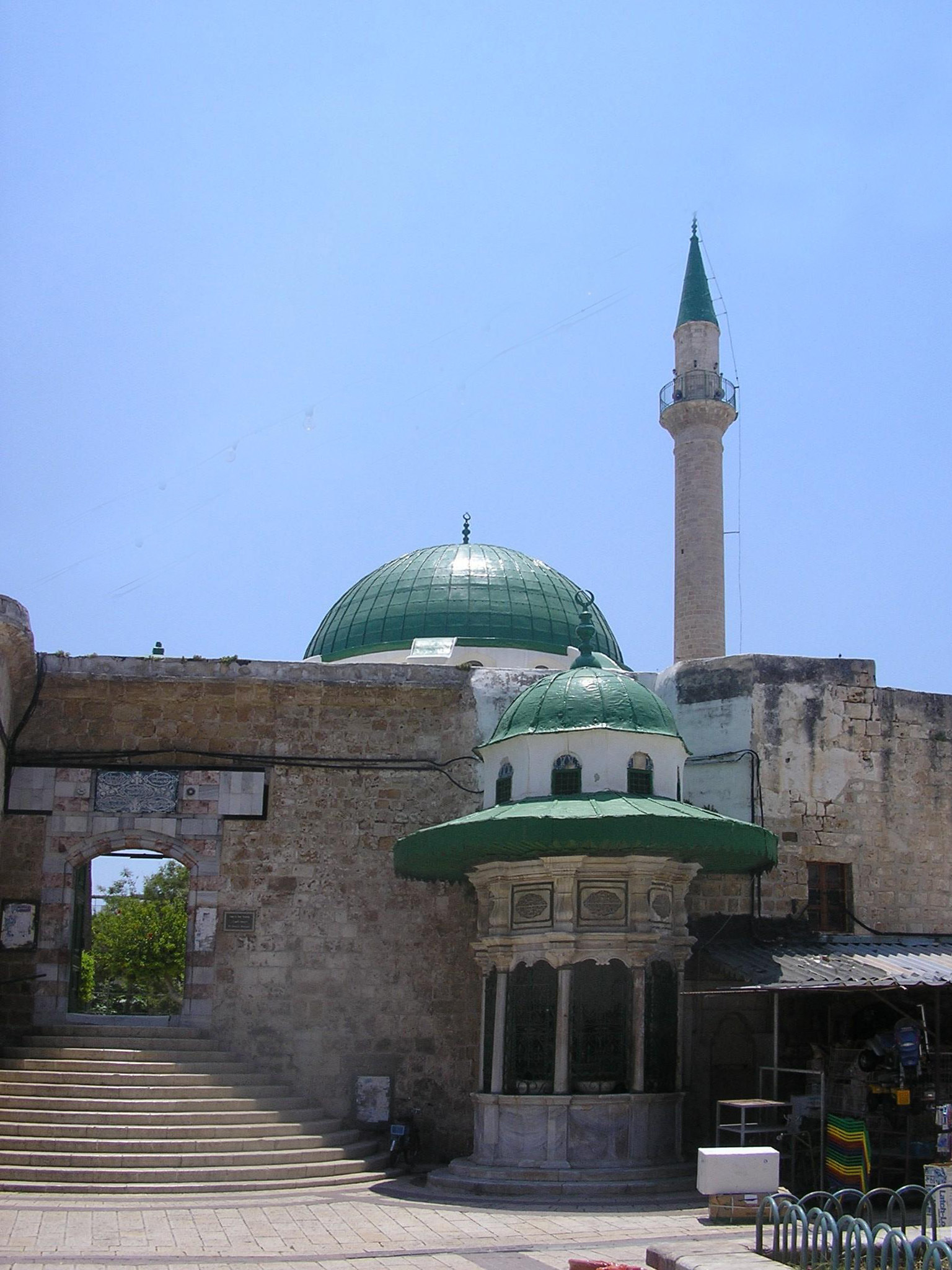
La Mezquita de Jazzar en Acre. Su fundador, Jazzar Pasha, y su sucesor, Sulayman Pasha al-Adil, están enterrados en el patio de la mezquita

Jazzar murió en 1804 y fue sucedido como Wali de Sidón por su mameluco Sulayman Pasha al-Adil. Sulayman, bajo la dirección de Farhi, emprendió una política de aflojar los monopolios de sus predecesores en el comercio del algodón, el aceite de oliva y el grano, pero también estableció Acre como la única ciudad portuaria levantina a la que se le permitía exportar estos cultivos comerciales. También hizo recortes significativos al ejército de Acre y adoptó una política de descentralización de no interferencia con sus vicegobernadores, como Muhammad Abu-Nabbut de Jaffa, y de diplomacia con varios jeques autónomos, como Musa Bey Tuqan de Nablus. Esto marcó una ruptura con el enfoque violento de Jazzar.
En 1810, Sulayman fue nombrado a Damasco Eyalet, lo que le dio el control sobre la mayor parte de la Siria otomana. Antes de ser despedido de este último en 1812, consiguió que los sanjaks de Latakia, Trípoli y Gaza se anexionaran a Sidón Eyalet. Hacia el final de su mandato, en 1817, estalló una guerra civil en Jabal Nablus entre los Tuqans y una coalición de los clanes Nimr, Jarrar, Qasim y Abd al-Hadi por el intento de Musa Bey de monopolizar el poder en Nablus destituyendo a los Nimrs. Sulayman, mediado por los clanes, y aseguró una paz temporal en 1818.
Abdullah Pasha, preparado por Farhi para el liderazgo, sucedió a Sulayman en 1820 nueve meses después de su muerte en 1819. La vacilación otomana a la hora de nombrar a Abdullah se vio mitigada por el persistente cabildeo y soborno de los funcionarios imperiales otomanos por parte de Farhi. A diferencia de los mamelucos de Jazzar que buscaban la gobernación, Farhi no veía a su protegido Abdullah como una amenaza a su influencia. Sin embargo, Abdullah había ejecutado a Farhi menos de un año después de su gobierno como resultado de una lucha de poder.
Abdullah continuó más o menos la alianza de su predecesor con el Emir Bashir Shihab II del Monte Líbano y juntos se enfrentaron al Wali de Damasco. Las autoridades otomanas, instigadas por parientes de Farhi, intentaron derrocar a Abdullah en un asedio contra Acre, pero Muhammad Ali, Wali de Egipto, persuadió a los otomanos de mantener a Abdullah como gobernador. En 1830, al Sidon Eyalet se le asignaron los sanjaks de Naplusa, Jerusalén y Hebrón, reuniendo así a toda Palestina bajo una sola provincia. Ese año, los Jarrars lideraron una revuelta contra Abdullah, quien a partir de entonces asedió y destruyó la fortaleza de Sanur, que había resistido con éxito los asedios de sus predecesores. El gobierno de Abdullah se caracterizó por la disminución de los ingresos procedentes del comercio del algodón, los esfuerzos por reafirmar los monopolios de Acre y la pobreza en Palestina. No obstante, Acre bajo Abdullah siguió siendo la principal fuerza en la Siria otomana debido a la inestabilidad en Damasco y a la preocupación de los otomanos por la guerra de la independencia griega.

### Centralización

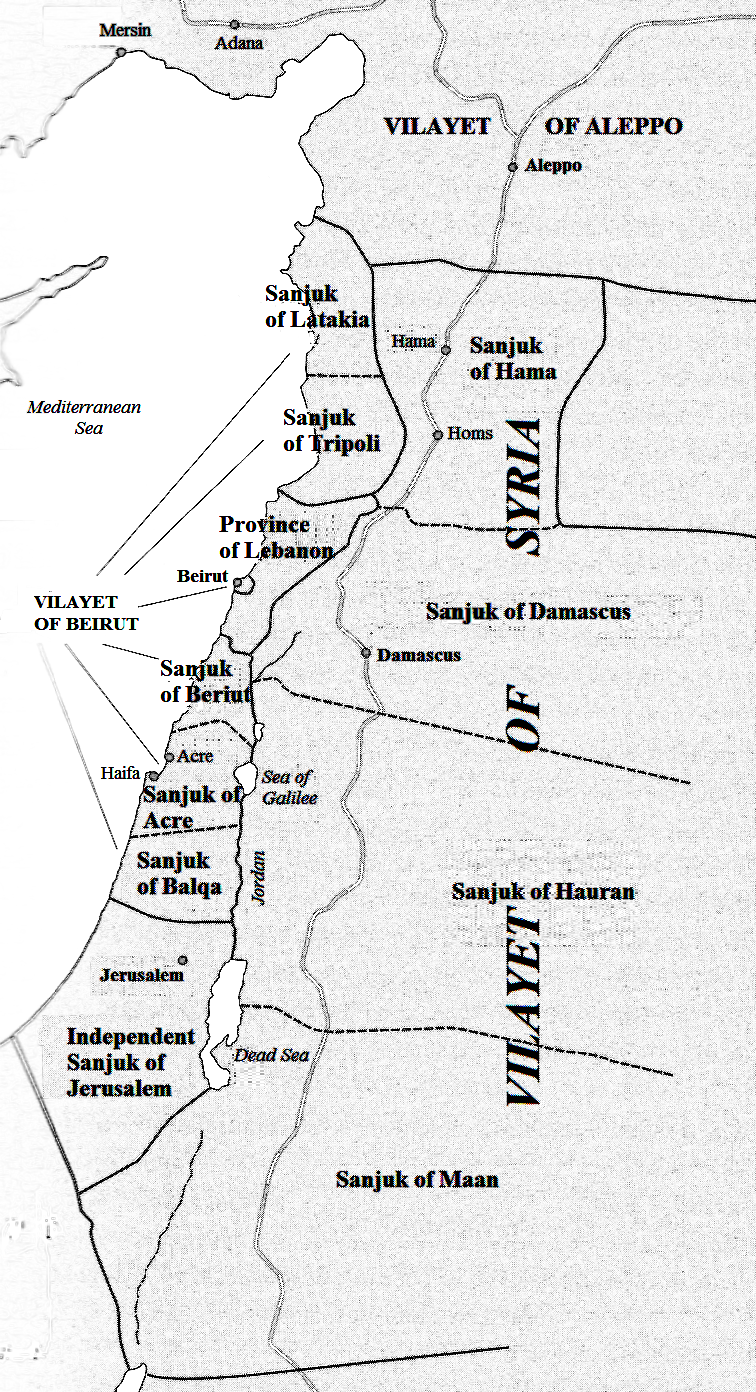
"Independent" Vilayet of Jerusalem shown within Ottoman administrative divisions in the Eastern Mediterranean coast after the reorganisation of 1887–88

#### Periodo egipcio
En octubre de 1831, Muhammad Ali de Egipto envió a su ejército modernizado comandado por su hijo Ibrahim Pasha en una campaña para anexar Siria otomana, incluida Palestina. Las fuerzas de Ibrahim Pasha habían derrotado previamente a los otomanos y habían ganado el control de Sudán y de la Península arábiga occidental. Su entrada en Palestina no fue resistida por los habitantes locales ni por los jeques rurales de las tierras altas centrales, sin embargo, Abdullah Pasha resistió la conquista de Acre, que fue asediada y finalmente entregada en mayo de 1832.
El gobierno egipcio llevó a cabo importantes reformas políticas y administrativas en Palestina y en la Siria otomana en general, y representó un cambio radical con respecto al régimen semiautónomo que existía en la región antes de la conquista de Muhammad Ali. Entre las medidas importantes establecidas por Ibrahim Pachá para reunir a toda Siria bajo una sola administración se encontraba la introducción de los consejos consultivos cuyo propósito era estandarizar las diversas configuraciones políticas de Siria. 
Los consejos, con sede en las principales ciudades, estaban compuestos por líderes religiosos, comerciantes ricos y líderes urbanos, y funcionaban como centros administrativos. En efecto, consolidaron el control urbano y la dominación económica del interior, según el historiador Beshara Doumani. Ibrahim Pasha también instituyó el desarme y el reclutamiento del campesinado, una política llevada a cabo por Muhammad Ali en Egipto para establecer un gobierno centralizado y un ejército moderno.
El reclutamiento y el desarme fueron muy impopulares entre el campesinado y sus líderes, quienes se negaron a implementar las órdenes. Las nuevas políticas fiscales también amenazaban el papel de los notables urbanos y los jeques rurales como mutasallims, mientras que las medidas efectivas de aplicación de la ley en Egipto amenazaban el sustento de las tribus beduinas que obtenían sus ingresos de la extorsión de comerciantes y viajeros. La diversidad de grupos sociales y políticos hostiles a las reformas egipcias en toda Palestina se convirtió en una coalición, por lo que esta coalición lanzó lo que se conoció como la Revuelta de los Campesinos en 1834.
El núcleo de los rebeldes estaba basado en Jabal Nablus y dirigido por el jefe de subdistrito Qasim al-Ahmad, que anteriormente había aportado campesinos irregulares a las fuerzas de Ibrahim Pasha durante la conquista de Siria. La revuelta representó una gran amenaza para el flujo de armas y reclutas entre Egipto y Siria y para el programa de modernización de Egipto de Muhammad Ali.[2 56]. 
Las fuerzas rebeldes capturaron la mayor parte de Palestina, incluyendo Jerusalén, en junio. Sin embargo, Muhammad Ali llegó a Palestina, abrió negociaciones con varios líderes rebeldes y simpatizantes, y consiguió una tregua en julio. También logró asegurar la deserción del poderoso clan Abu Ghosh del interior de Jerusalén de las fuerzas rebeldes.
Durante el período de tregua, numerosos líderes religiosos y políticos de Jerusalén y otras ciudades fueron arrestados, exiliados o ejecutados. Posteriormente, Qasim reinició la rebelión, considerando la tregua como una treta. Las fuerzas egipcias lanzaron una campaña para derrotar a los rebeldes en Jabal Naplusa, destruyendo 16 aldeas antes de capturar la propia Naplusa el 15 de julio, fue perseguido hasta Hebrón, que fue arrasada en agosto y posteriormente capturada y ejecutada por la mayoría de los dirigentes rebeldes. Tras la victoria de Egipto, la autonomía virtual de Jabal Nablus se debilitó significativamente, las órdenes de reclutamiento se llevaron a cabo con 10 000 reclutas campesinos enviados a Egipto, y la población fue desarmada en gran medida.
Esta última medida introdujo efectivamente un monopolio de la violencia en Palestina, como parte de las políticas de centralización de Egipto, y el dominio egipcio y la derrota de los poderosos jeques rurales de Jabal Nablus llevaron a la elevación política del clan Abd al-Hadi de Arraba. Su jeque, Husayn Abd al-Hadi, apoyó a Ibrahim Pasha durante la revuelta y fue promovido como el Wali de Sidón, que incluía a toda Palestina Sus parientes y aliados fueron nombrados mutantes de Jerusalén, Nablus y Jaffa.
Gran Bretaña envió a la marina a bombardear Beirut y una fuerza expedicionaria anglo-otomana aterrizó, causando levantamientos locales contra los ocupantes egipcios. Un escuadrón naval británico anclado en Alejandría. El ejército egipcio se retiró a Egipto. Muhammad Ali firmó el Tratado de 1841. 
Gran Bretaña devolvió el control del Levante a los otomanos, y como resultado pudo aumentar los derechos extraterritoriales que varias naciones europeas habían disfrutado a lo largo de los siglos anteriores bajo los términos de las Capitulaciones del Imperio Otomano. Un diplomático norteamericano escribió que "los privilegios e inmunidades extraordinarios se habían plasmado de tal manera en tratados sucesivos entre las grandes potencias cristianas y la Sublime Puerta que, para la mayoría de los intentos y propósitos, muchas nacionalidades del imperio otomano formaban un estado dentro del estado".

#### Restauración del control otomano
De uso común a partir de 1840, "Palestina" se utilizó para describir las jurisdicciones consulares de las potencias occidentales o para una región que se extendía en dirección norte-sur, típicamente desde Rafah (sureste de Gaza) hasta el río Litani (ahora en el Líbano). El límite occidental era el mar, y el límite oriental era el lugar mal definido donde comenzó el desierto sirio. En varias fuentes europeas, el límite oriental estaba situado en cualquier lugar desde el río Jordán hasta ligeramente al este de Amán. El desierto del Néguev no estaba incluido. Los Cónsules eran originalmente magistrados que juzgaban casos que involucraban a sus propios ciudadanos en territorios extranjeros. Mientras que las jurisdicciones de los estados laicos de Europa se habían convertido en territoriales, los otomanos perpetuaban el sistema legal que habían heredado del Imperio Bizantino. La ley en muchos asuntos era personal, no territorial, y el ciudadano individual llevaba consigo la ley de su nación dondequiera que fuera.
La ley capitular se aplica a los extranjeros en Palestina. Solo los tribunales consulares del Estado de los extranjeros interesados son competentes para juzgarlos. Esto es cierto, no solo en los casos relacionados con el estatuto personal, sino también en los asuntos penales y comerciales. Según el embajador estadounidense Morgenthau, Turquía nunca ha sido una soberanía independiente. Las Potencias occidentales tienen sus propios tribunales, mariscales, colonias, escuelas, sistemas postales, instituciones religiosas y prisiones. Los Cónsules también extendieron la protección a grandes comunidades de protegidos judíos que se habían establecido en Palestina.
A las comunidades musulmana, cristiana y judía de Palestina se les permitió ejercer jurisdicción sobre sus propios miembros de acuerdo con las cartas que les fueron otorgadas. Durante siglos, los judíos y los cristianos habían gozado de un alto grado de autonomía comunitaria en materia de culto, jurisdicción sobre el estado civil, impuestos y en la gestión de sus escuelas e instituciones de caridad. En el siglo XIX esos derechos fueron reconocidos formalmente como parte de las reformas de Tanzimat y cuando las comunidades fueron puestas bajo la protección del derecho público europeo.
En la década de 1860, el ejército otomano pudo restaurar el orden al este de Jordania al detener los conflictos tribales y las incursiones beduinas. Esto invitaba a emigrar hacia el este, en particular a la zona de la sal, desde diversas poblaciones del Líbano, Siria y Palestina para aprovechar las nuevas tierras. 
Esta afluencia ascendió a unas 12 000 personas entre 1880 y poco antes de la Primera Guerra Mundial, mientras que la población beduina al este de Jordania aumentó a 56 000. Sin embargo, con la creación del emirato transjordano en 1921-22, la aldea de Amán, que había sido recientemente reasentada por los circasianos, atrajo a la mayoría de los nuevos inmigrantes procedentes de Palestina, y muchos de los que se habían trasladado previamente a Salt.

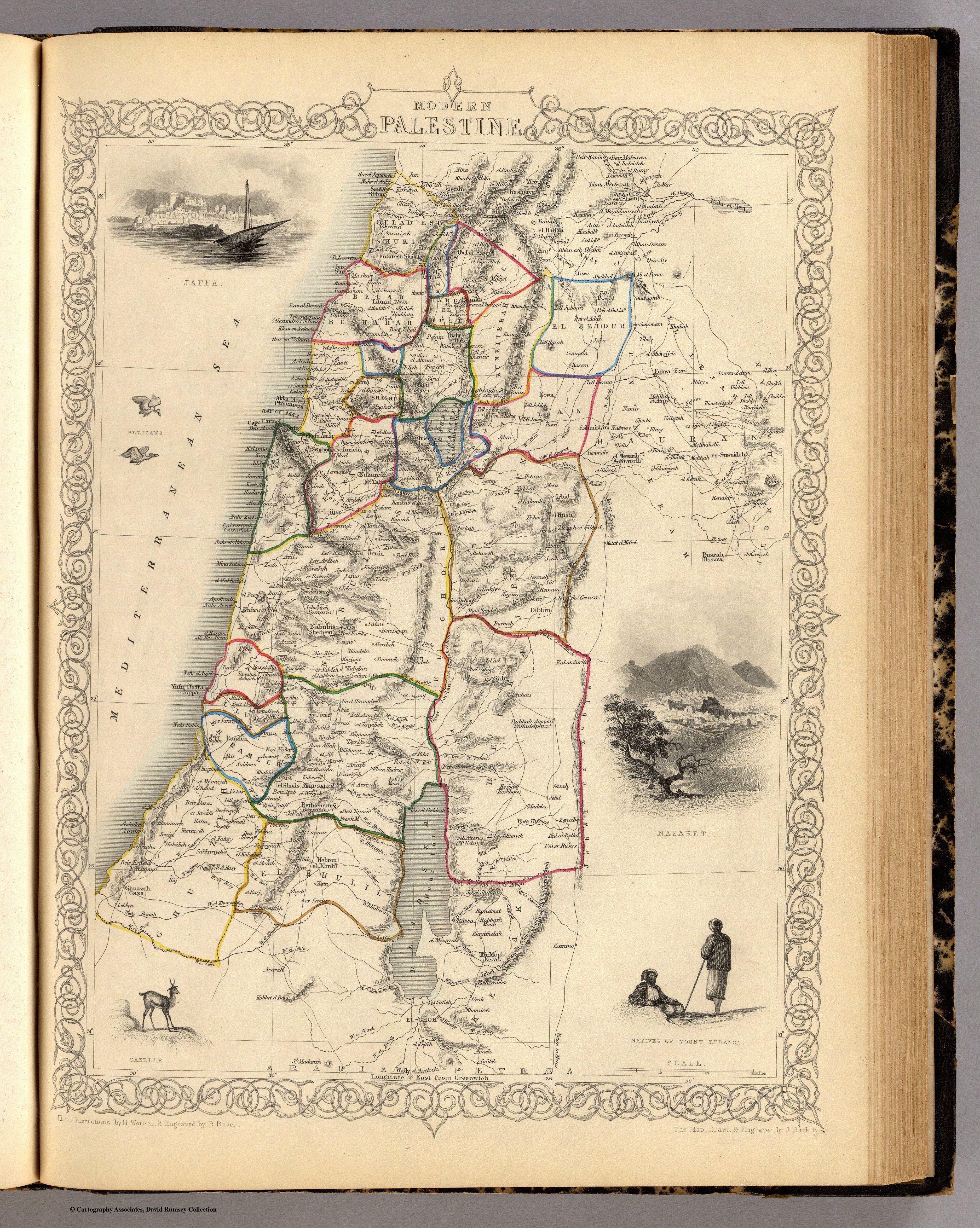
Map of "Palestine" in 1851, showing the Kaza subdivisions. At the time, the region shown was split between the Sidon Eyalet and the Damascus Eyalet

En la reorganización de 1873, que estableció las fronteras administrativas que se mantuvieron hasta 1914, Palestina se dividió en tres grandes unidades administrativas. La parte septentrional, sobre una línea que conectaba Jaffa con el norte de Jericó y el Jordán, fue asignada al vilayet de Beirut, subdividido en los sanjaks (distritos) de Acre, Beirut y Naplusa.
La parte sur, desde Jaffa hacia abajo, formaba parte del Mutasarrifato de Jerusalén, un distrito especial bajo la autoridad directa de Estambul. Sus límites meridionales eran confusos, pero se agotaron en el este de la península del Sinaí y en el norte del desierto del Néguev. La mayor parte del Néguev central y meridional estaba asignada al vilayet de Hejaz, que también incluía la península del Sinaí y la parte occidental de Arabia.
Los otomanos consideraban "Filistin" como un término abstracto que se refería a la "Tierra Santa", y no como un término aplicado consistentemente a un área claramente definida. Entre el público árabe culto, Filastin era un concepto común, que se refería a toda Palestina o solo al sanjak de Jerusalén o solo a la zona alrededor de Ramle. La publicación del diario Falastin (Palestina) de 1911 fue un ejemplo de la creciente vigencia de este concepto.
El ascenso del sionismo, el movimiento nacional del pueblo judío, comenzó en Europa en el siglo XIX con la intención de recrear un estado judío en Palestina y devolver la patria original del pueblo judío. A finales del siglo XIX se inició la inmigración sionista, y la "Primera Aliá" fue la primera ola moderna de aliá sionista generalizada. Los judíos que emigraron a Palestina en esta ola vinieron en su mayoría de Europa del Este y de Yemen. Esta ola de aliá comenzó en 1881-82 y duró hasta 1903.
Esta ola de aliá comenzó en 1881-82 y duró hasta 1903. Se calcula que 25 000 -35 000
La Primera Aliá colocó la piedra angular para el asentamiento judío en Israel y creó varios asentamientos como Rishon LeZion, Rosh Pina, Zikhron Ya'akov y Gedera. En 1891, un grupo de notables de Jerusalén envió una petición al gobierno central otomano en Estambul pidiendo el cese de la inmigración judía y la venta de tierras a los judíos.

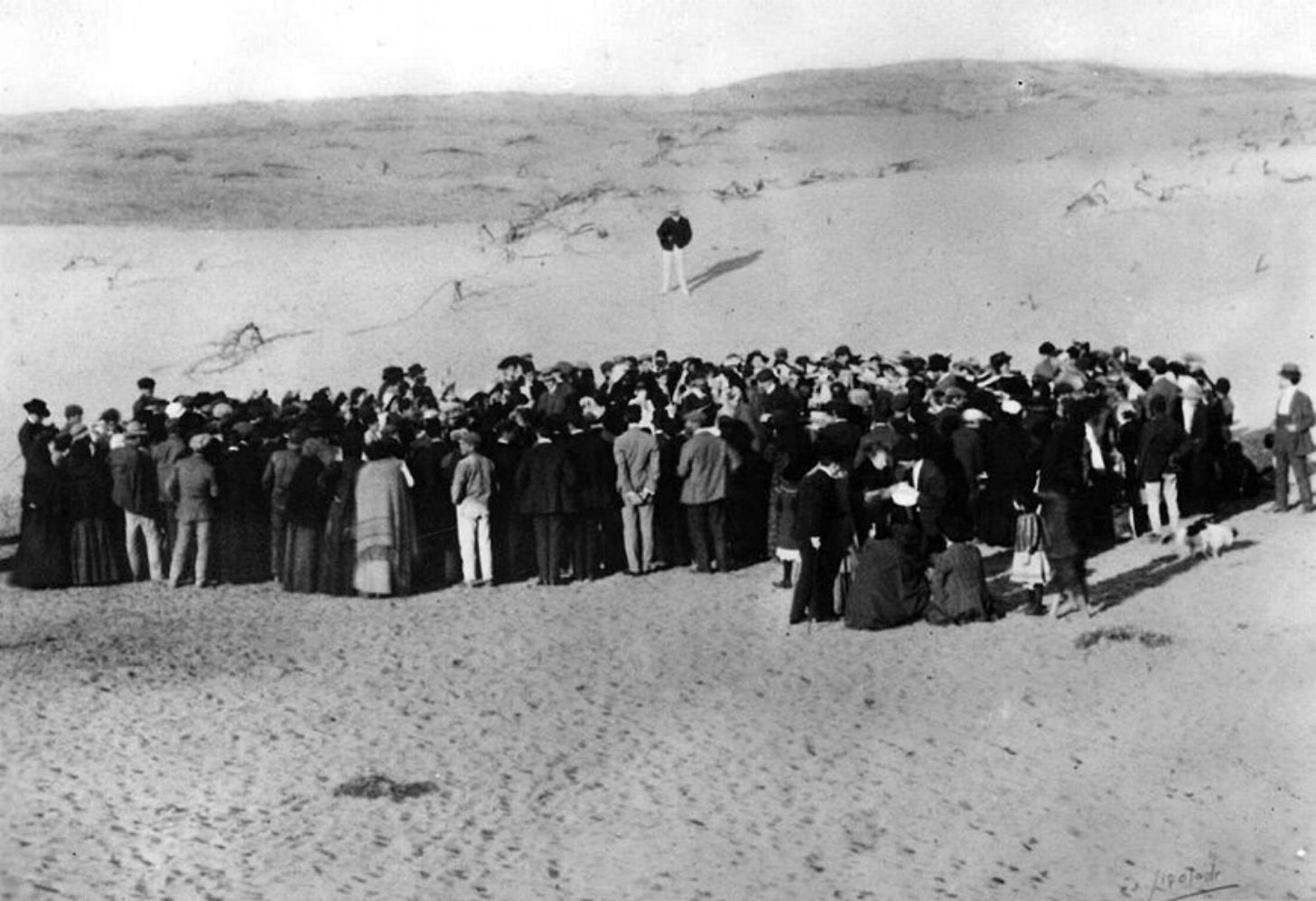
Tel Aviv se fundó en terrenos adquiridos a los beduinos al norte de Jaffa. Esta es la subasta de 1909 de los primeros lotes.

La Segunda Aliá tuvo lugar entre 1904 y 1914, durante la cual aproximadamente 40 000 judíos emigraron, en su mayoría de Rusia y Polonia y algunos de Yemen. Los inmigrantes de la Segunda Aliá eran principalmente idealistas, inspirados por los ideales revolucionarios que entonces dominaban el Imperio Ruso y que buscaban crear un sistema de asentamientos agrícolas comunales en Palestina. Así fundaron el movimiento kibbutz. El primer kibutz, Degania, fue fundado en 1909. Tel Aviv fue fundada en esa época, aunque sus fundadores no eran necesariamente de los nuevos inmigrantes.
A la Segunda Aliá se le atribuye en gran medida el renacimiento del idioma hebreo y su establecimiento como el idioma estándar para los judíos de Israel. Eliezer Ben-Yehuda contribuyó a la creación del primer diccionario de hebreo moderno. Aunque era un inmigrante de la Primera Aliá, su trabajo dio sus frutos durante la segunda.
El dominio otomano sobre el Mediterráneo oriental duró hasta la Primera Guerra Mundial, cuando los otomanos se pusieron del lado del Imperio Alemán y de las Potencias Centrales. Durante la Primera Guerra Mundial, los otomanos fueron expulsados de gran parte de la región por el Imperio británico durante la disolución del Imperio Otomano.

## Era moderna

### Período del mandato británico

Zonas de influencia y control francés y británico propuestas en el Acuerdo Sykes-Picot

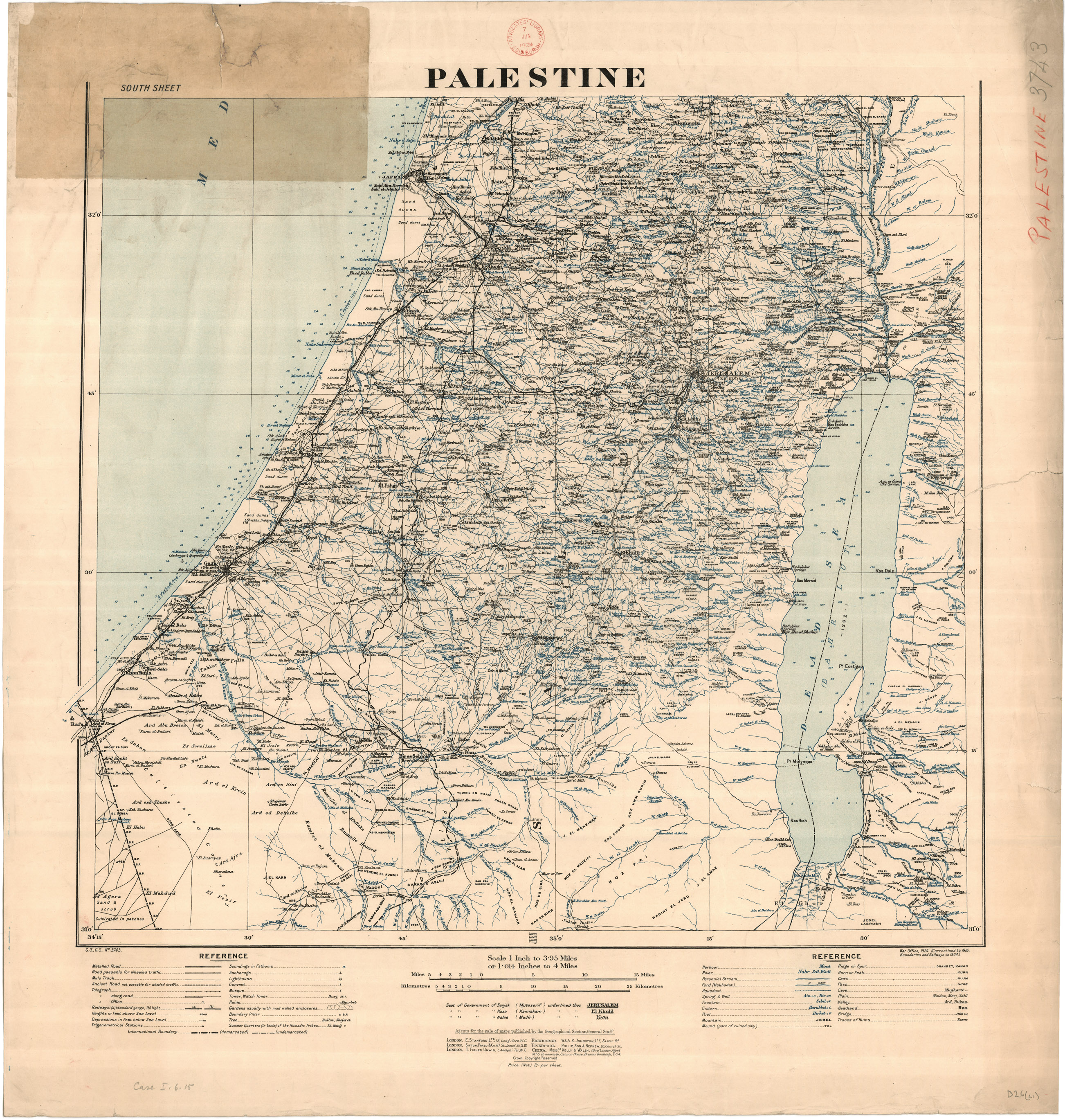
Palestina en un mapa británico de 1924. El mapa ahora se encuentra en la Biblioteca Nacional de Escocia.

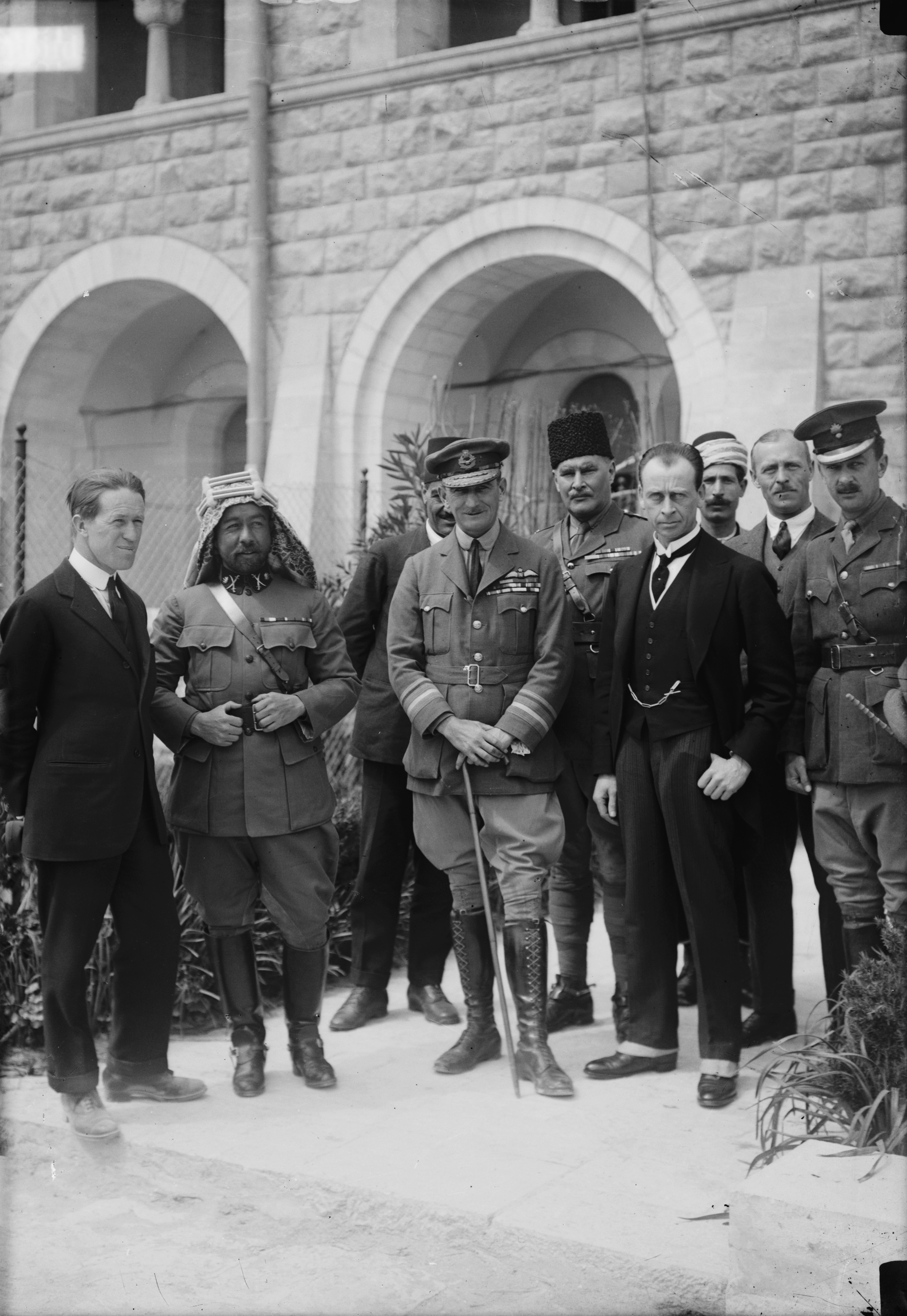
La nueva era en Palestina. La llegada de Herbert Louis Samuel, alto comisionado de Su Majestad, con el coronel Lawrence, el emir Abdalá I, el mariscal del aire Salmond y sir Wyndham Deedes, 1920.

En la Primera Guerra Mundial, el Imperio Otomano se puso del lado de Alemania. Como resultado, se vio envuelta en un conflicto con el Reino Unido. Bajo el secreto Acuerdo Sykes-Picot de 1916, se preveía que la mayor parte de Palestina, cuando fuera liberada del control otomano, se convertiría en una zona internacional que no estaría bajo control colonial francés o británico directo. 
Poco después, el ministro de Asuntos Exteriores británico Arthur Balfour emitió la Declaración Balfour de 1917, que prometía establecer un "hogar nacional judío" en Palestina pero que parecía contradecir la Correspondencia Hussein-McMahon de 1915-16, que contenía el compromiso de formar un Estado árabe unido a cambio de la Gran Rebelión árabe contra el Imperio Otomano en la Primera Guerra Mundial. 
Las promesas de McMahon podrían haber sido vistas por los nacionalistas árabes como una promesa de independencia árabe inmediata, una empresa violada por la posterior división de la región en mandatos de la Liga de las Naciones británica y francesa bajo el Acuerdo secreto Sykes-Picot de mayo de 1916, que se convirtió en la verdadera piedra angular de la geopolítica que estructuraba toda la región. La Declaración Balfour, de la misma manera, fue vista por los nacionalistas judíos como la piedra angular de una futura patria judía.
La Fuerza Expedicionaria Egipcia dirigida por los británicos, comandada por Edmund Allenby, capturó Jerusalén el 9 de diciembre de 1917 y ocupó todo el Levante tras la derrota de las fuerzas turcas en Palestina en la Batalla de Meguido en septiembre de 1918 y la capitulación de Turquía el 31 de octubre. Allenby, famoso por haber desmontado de su caballo cuando entró en Jerusalén en señal de respeto por la Ciudad Santa, y fue recibido por los líderes cristianos, judíos e islámicos de la ciudad.[cita requerida]
Tras la Primera Guerra Mundial y la ocupación de la región por los británicos, las principales potencias aliadas y asociadas redactaron el mandato, que fue aprobado formalmente por la Sociedad de Naciones en 1922. Gran Bretaña administró Palestina en nombre de la Sociedad de las Naciones entre 1920 y 1948, un período conocido como el "Mandato Británico". El preámbulo del mandato decía:

Considerando que las Principales Potencias Aliadas también han acordado que el Mandatario sea responsable de hacer efectiva la declaración originalmente hecha el 2 de noviembre de 1917 por el Gobierno de Su Majestad Británica, y adoptada por dichas Potencias, a favor del establecimiento en Palestina de un hogar nacional para el pueblo judío, entendiéndose claramente que no se debe hacer nada que pueda perjudicar los derechos civiles y religiosos de las comunidades no judías existentes en Palestina, o los derechos y el estatus político de los judíos en cualquier otro país.

No todos estaban satisfechos con el mandato. El objetivo de la Liga de las Naciones con el sistema de mandatos era administrar las partes del antiguo Imperio Otomano, que Oriente Medio había controlado desde el siglo XVI, "hasta el momento en que pudieran estar solos". Algunos de los árabes consideraban que Gran Bretaña estaba violando la Correspondencia McMahon-Hussein y la comprensión de la Rebelión árabe. 
Algunos querían una unificación con Siria: en febrero de 1919, varios grupos musulmanes y cristianos de Jaffa y Jerusalén se reunieron y adoptaron una plataforma que apoyaba la unidad con Siria y la oposición al sionismo (a esto se le llama a veces el Primer Congreso Nacional Palestino). Se envió una carta a Damasco autorizando a Faisal a representar a los árabes de Palestina en la Conferencia de Paz de París. En mayo de 1919 se celebró en Damasco un Congreso Nacional Sirio, al que asistió una delegación palestina a sus sesiones.
El censo de Palestina de 1922 registró una población de 757 000 habitantes, de los cuales el 78% eran musulmanes, el 11% judíos, el 10% cristianos y el 1% drusos. En los primeros años del Mandato, la inmigración judía a Palestina fue bastante sustancial. En abril de 1920, se produjeron violentos disturbios árabes contra los judíos en Jerusalén, lo que llegó a conocerse como los disturbios de 1920 en Palestina. 
Las protestas siguieron a las crecientes tensiones en las relaciones árabe-judías sobre las implicaciones de la inmigración sionista. La respuesta errática de la administración militar británica no logró contener los disturbios, que continuaron durante cuatro días. Como resultado de los acontecimientos, la confianza entre los británicos, judíos y árabes se erosionó. Una consecuencia fue que la comunidad judía aumentó sus movimientos hacia una infraestructura autónoma y un aparato de seguridad paralelo al de la administración británica.
En abril de 1920, el Consejo Supremo Aliado (Estados Unidos, Gran Bretaña, Francia, Italia y Japón) se reunió en Sanremo y se tomaron decisiones formales sobre la asignación de territorios de mandato. El Reino Unido obtuvo un mandato para Palestina y Francia un mandato para Siria. No se determinaron los límites de los mandatos ni las condiciones en que debían celebrarse. El representante de la Organización Sionista en Sanremo, Chaim Weizmann, informó posteriormente a sus colegas en Londres:

Todavía quedan importantes detalles pendientes, como los términos reales del mandato y la cuestión de las fronteras en Palestina. Se delimita la frontera entre la Siria francesa y Palestina, que constituirá la frontera septentrional y la línea oriental de demarcación, adyacente a la Siria árabe. No es probable que este último se fije hasta que el Emir Feisal asista a la Conferencia de Paz, probablemente en París

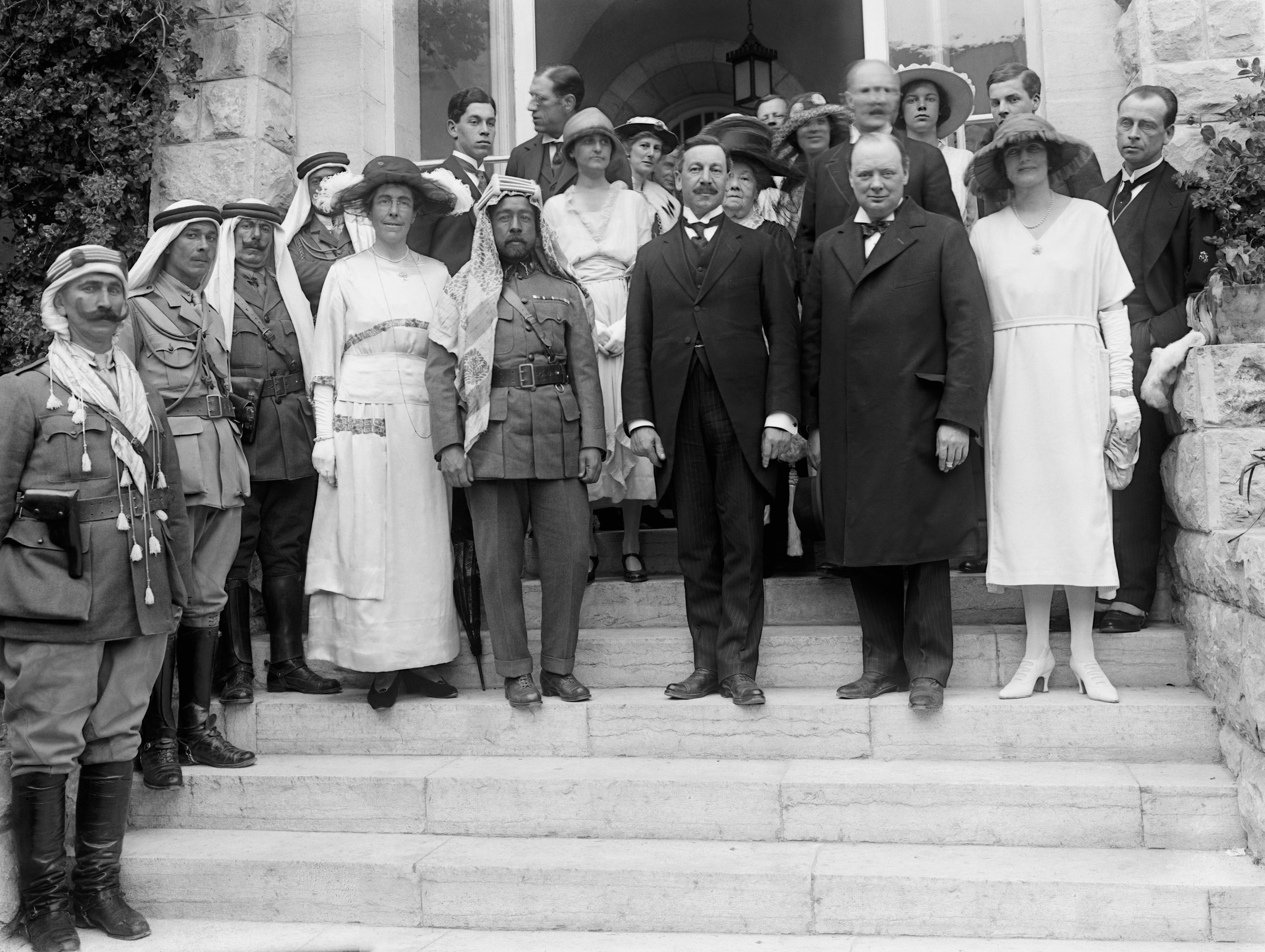
Churchill y Abdalá (con Herbert Samuel) durante sus negociaciones en Jerusalén, marzo de 1921

En julio de 1920, los franceses expulsaron a Faisal bin Husayn de Damasco, poniendo fin a su ya insignificante control sobre la región de Transjordania, donde los jefes locales tradicionalmente se resistían a cualquier autoridad central. Los jeques, que anteriormente habían prometido su lealtad al Sharif de La Meca, pidieron a los británicos que asumieran la administración de la región. Herbert Samuel pidió la extensión de la autoridad del gobierno palestino a Transjordania, pero en las reuniones celebradas en El Cairo y Jerusalén entre Winston Churchill y el Emir Abdullah en marzo de 1921 se acordó que Abdullah administraría el territorio (inicialmente solo durante seis meses) en nombre de la administración palestina. En el verano de 1921, Transjordania fue incluida en el Mandato, pero excluida de las disposiciones para un Hogar Nacional Judío.
El 24 de julio de 1922, la Sociedad de Naciones aprobó los términos del mandato británico sobre Palestina y Transjordania. El 16 de septiembre, la Liga aprobó formalmente un memorando de Lord Balfour confirmando la exención de Transjordania de las cláusulas del mandato relativas a la creación de un hogar nacional judío y de un asentamiento judío. Con Transjordania bajo la administración del Mandato Británico, el territorio colectivo del mandato quedó constituido por un 23% de Palestina y un 77% de Transjordania. 
El mandato para Palestina, al tiempo que especificaba acciones en apoyo de la inmigración y el estatus político de los judíos, establecía, en el Artículo 25, que en el territorio al este del río Jordán, Gran Bretaña podría "posponer o retener" los artículos del Mandato relativos a un Hogar Nacional Judío. Transjordania era una región muy poco poblada (especialmente en comparación con la Palestina propiamente dicha) debido a sus recursos relativamente limitados y a su entorno mayormente desértico.
Palestina y Transjordania se incorporaron (en virtud de diferentes acuerdos legales y administrativos) al "Mandato para Palestina y el Memorando Transjordano" emitido por la Sociedad de las Naciones a Gran Bretaña el 29 de septiembre de 1923.
En 1923, un acuerdo entre el Reino Unido y Francia confirmó la frontera entre el Mandato Británico de Palestina y el Mandato Francés de Siria. 
Los británicos entregaron los Altos del Golán meridional a los franceses a cambio del Valle del Jordán septentrional. La frontera se redibujó de manera que ambos lados del río Jordán y todo el Mar de Galilea, incluida una franja de 10 metros de ancho a lo largo de la costa noreste, se convirtieron en parte de Palestina, con las disposiciones de que Siria tiene derechos de pesca y navegación en el lago.
El Fondo de Exploración de Palestina publicó estudios y mapas de Palestina Occidental, también conocido como Cisjordania, a partir de mediados del siglo XIX. Incluso antes de que el Mandato entrara en vigor legal en 1923, la terminología británica utilizaba a veces "Palestina" para la parte occidental del río Jordán y "Trans-Jordania" (o Transjordania) para la parte oriental del río Jordán.

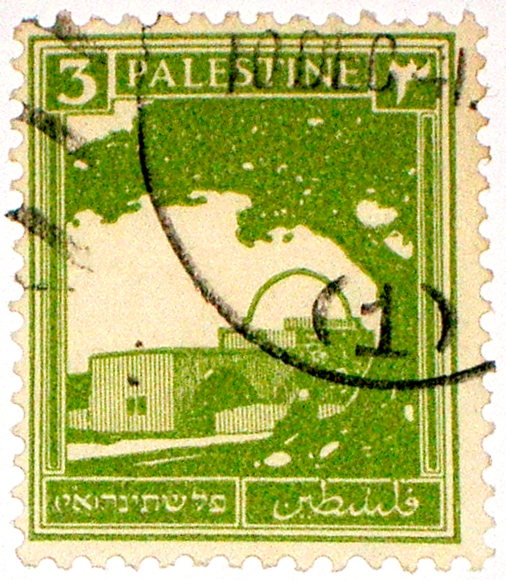
La tumba de Raquel en un sello del mandato británico de 1927. "Palestina" se muestra en inglés, árabe (فلسطين) y hebreo, este último incluye el acrónimo א״י de Eretz Yisrael (Tierra de Israel).

La primera referencia a los palestinos, sin calificarlos de árabes, se encuentra en un documento del Comité Ejecutivo Permanente, compuesto por musulmanes y cristianos, que presenta una serie de quejas formales a las autoridades británicas el 26 de julio de 1928.

#### Infraestructura y desarrollo
Entre 1922 y 1947, la tasa de crecimiento anual del sector judío de la economía fue del 13,2%, debido principalmente a la inmigración y al capital extranjero, mientras que la del árabe fue del 6,5%. Per cápita, estas cifras fueron de 4,8% y 3,6% respectivamente. Para 1936, el sector judío había eclipsado al sector árabe, y los individuos judíos ganaban 2,6 veces más que los árabes. En términos de capital humano, había una gran diferencia. Por ejemplo, las tasas de alfabetización en 1932 eran del 86% para los judíos contra el 22% para los árabes, pero la alfabetización árabe aumentaba constantemente.
En 1933, Adolf Hitler llegó al poder en Alemania, Haavara acuerdo está en vigor entre la Federación Sionista y el gobierno alemán del Tercer Reich para facilitar la emigración de los judíos alemanes.
La oficina del "muftí de Jerusalén", tradicionalmente limitada en autoridad y alcance geográfico, fue remodelada por los británicos para convertirse en la del "gran muftí de Palestina". Además, se estableció un Consejo Supremo Musulmán (SMR) al que se encomendaron diversas funciones, como la administración de las dotaciones religiosas y el nombramiento de jueces religiosos y muftíes locales. Durante la revuelta (véase más adelante) se estableció el Alto Comité Árabe como órgano político central de la comunidad árabe de Palestina.
Durante el período del Mandato, se establecieron muchas fábricas y se construyeron carreteras y ferrocarriles en todo el país. El río Jordán fue aprovechado para la producción de energía eléctrica y el Mar Muerto fue explotado para obtener minerales, potasio y bromo.

#### Revuelta árabe en Palestina de 1936-1939
Desencadenados por la muerte de Izz ad-Din al-Qassam a manos de la policía británica cerca de Yenín en noviembre de 1935, en los años 1936-1939 los árabes participaron en el gran levantamiento para protestar contra el dominio británico y contra la inmigración judía masiva. La revuelta manifestada en una huelga e insurrección armada comenzó esporádicamente, organizándose con el tiempo. Los ataques se dirigieron principalmente contra instalaciones estratégicas británicas como el Gasoducto Transárabe (TAP) y los ferrocarriles, y en menor medida contra asentamientos judíos, barrios judíos aislados en las ciudades mixtas, y judíos, tanto individualmente como en grupos.
La violencia disminuyó durante aproximadamente un año mientras la Comisión Peel deliberaba y finalmente recomendaba la partición de Palestina. Con el rechazo árabe de esta propuesta, la revuelta se reanudó durante el otoño de 1937. La violencia continuó a lo largo de 1938 y finalmente se agotó en 1939.
Los británicos respondieron a la violencia expandiendo en gran medida sus fuerzas militares y reprimiendo la disidencia árabe. La "detención administrativa" (encarcelamiento sin cargos ni juicio), los toques de queda y las demoliciones de casas fueron algunas de las prácticas británicas durante este período. Más de 120 árabes fueron condenados a muerte y unos 40 ahorcados. Los principales líderes árabes fueron arrestados o expulsados.
La Haganá (del hebreo "defensa"), una organización paramilitar judía, apoyó activamente los esfuerzos británicos para sofocar la insurgencia, que alcanzó a 10 000 combatientes árabes en su apogeo durante el verano y el otoño de 1938. Aunque la administración británica no reconoció oficialmente a la Hanagá, las fuerzas de seguridad británicas cooperaron con ella formando la Policía de Asentamientos Judíos y los Escuadrones Nocturnos Especiales. Un grupo terrorista escindido de la Hanagá, llamado el Irgún (o Etzel), adoptó una política de represalias violentas contra los árabes por sus ataques contra los judíos. En una reunión en Alejandría en julio de 1937 entre Jabotinsky y el comandante del Irgún, el coronel Robert Bitker, y el jefe de personal Moshe Rosenberg, se explicó la necesidad de represalias indiscriminadas debido a la dificultad de limitar las operaciones solo a los "culpables". El Irgún lanzó ataques contra lugares públicos de reunión como mercados y cafés.

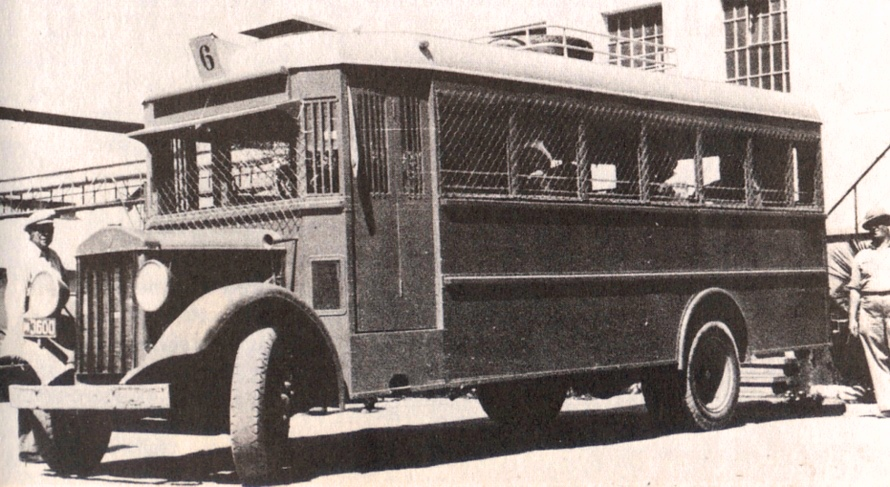
The Arab revolt of 1936–39 in Palestine. A Jewish bus equipped with wire screens to protect civilian riders against rocks and grenades

La revuelta no alcanzó sus objetivos, aunque se le "atribuye el nacimiento de la identidad árabe palestina" y, en general, se le atribuye el haber forzado la publicación del Libro Blanco de 1939, que renunciaba a la intención de Gran Bretaña de crear un hogar nacional judío en Palestina, tal como se proclamó en la Declaración Balfour de 1917. Otro resultado de las hostilidades fue la retirada parcial de las economías judía y árabe de Palestina, que estaban más o menos entrelazadas hasta ese momento. Por ejemplo, mientras que la ciudad judía de Tel Aviv dependía anteriormente del cercano puerto marítimo árabe de Jaffa, las hostilidades dictaron la construcción de un puerto marítimo separado dirigido por judíos para Tel Aviv.[cita requerida]

#### Segunda Guerra Mundial
Cuando estalló la Segunda Guerra Mundial, la población judía se puso del lado de Gran Bretaña. David Ben-Gurión, jefe de la Agencia Judía para la Tierra de Israel, definió la política con lo que se convirtió en un famoso lema: Lucharemos la guerra como si no hubiera Libro Blanco, y lucharemos contra el Libro Blanco como si no hubiera guerra. Si bien esto representaba a la población judía en su conjunto, había excepciones. 
Como en la mayor parte del mundo árabe, no hubo unanimidad entre los árabes palestinos en cuanto a su posición respecto a los combatientes en la Segunda Guerra Mundial. Varios líderes y figuras públicas consideraron la victoria del Eje como el resultado probable y una forma de asegurar que Palestina vuelva a estar a salvo de los sionistas y los británicos. Mohammad Amin al-Husayni, gran muftí de Jerusalén, pasó el resto de la guerra en la Alemania nazi y en las zonas ocupadas. Unos 6000 árabes palestinos y 30 000 judíos palestinos se unieron a las fuerzas británicas.
El 10 de junio de 1940, Italia declaró la guerra a la Mancomunidad Británica de Naciones y se puso del lado de Alemania. En un mes, los italianos atacaron Palestina desde el aire, bombardeando Tel Aviv y Haifa.
En 1942, hubo un período de ansiedad para el Yishuv, cuando las fuerzas del general alemán Erwin Rommel avanzaron hacia el este en el norte de África hacia el Canal de Suez y se temía que conquistaran Palestina. Este período fue referido como los "doscientos días de ansiedad". Este acontecimiento fue la causa directa de la fundación, con el apoyo británico, del Palmaj, una unidad regular altamente entrenada perteneciente a Hanagá, que estaba compuesta en su mayoría por tropas de reserva.
El 3 de julio de 1944, el gobierno británico consintió el establecimiento de una brigada judía con oficiales superiores judíos y no judíos cuidadosamente seleccionados. La brigada luchó en Europa, sobre todo contra los alemanes en Italia desde marzo de 1945 hasta el final de la guerra en mayo de 1945. Los miembros de la Brigada desempeñaron un papel clave en los esfuerzos de Berihah para ayudar a los judíos a escapar de Europa hacia Palestina. Más tarde, los veteranos de la Brigada Judía se convirtieron en participantes clave de las Fuerzas de Defensa de Israel del nuevo Estado de Israel.
A partir de 1939 y durante toda la guerra y el Holocausto, los británicos redujeron el número de inmigrantes judíos permitidos en Palestina, tras la publicación del Libro Blanco de MacDonald. Una vez que se superó la cuota anual de 15000, los judíos que huían de la persecución nazi fueron puestos en campos de detención o deportados a lugares como Mauricio.
En 1944 Menájem Beguín asumió el liderazgo del Irgún, decidido a obligar al gobierno británico a retirar completamente sus tropas de Palestina. Citando que los británicos habían incumplido su promesa original de la Declaración Balfour, y que el Libro Blanco de 1939 que restringía la inmigración judía era una escalada de su política proárabe, decidió romper con la Hanagá. Poco después de asumir el mando, se publicó una "Declaración de Revuelta" formal y se iniciaron ataques armados contra las fuerzas británicas. Leji, otro grupo escindido, se opuso al cese de operaciones contra las autoridades británicas todo el tiempo. La Agencia Judía, que se opuso a esas acciones y al desafío a su papel como gobierno en la preparación, respondió con "La Temporada de Caza": acciones severas contra los partidarios del Irgún y del Leji, incluyendo su entrega a los británicos.
El país se desarrolló económicamente durante la guerra, con un aumento de la producción industrial y agrícola y el período fue considerado un "boom económico". En cuanto a las relaciones árabe-judías, eran tiempos relativamente tranquilos.

#### Fin del mandato británico 1945-1948

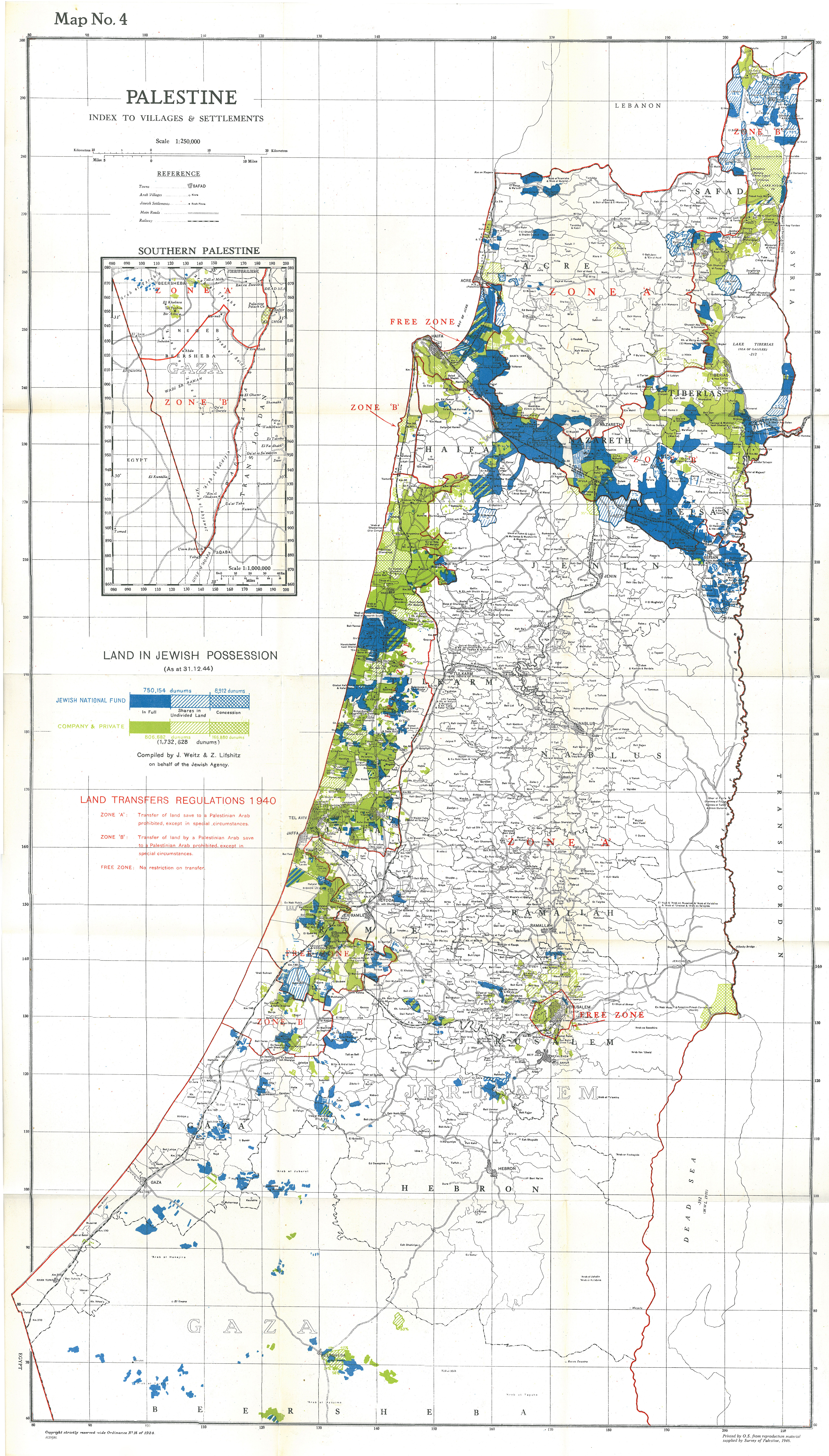
Mapa que muestra las tierras de propiedad judía al 31 de diciembre de 1944, incluyendo tierras de propiedad plena, tierras indivisas y tierras estatales en concesión. Esto constituía el 6% de la superficie total, de la cual más de la mitad estaba en manos del FNJ y la PICA.

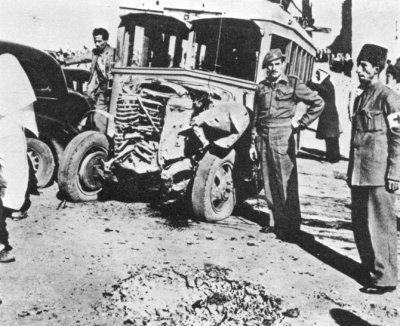
Autobús árabe tras un ataque de Irgún, 29 de diciembre de 1947

En los años posteriores a la Segunda Guerra Mundial, el control británico sobre Palestina se hizo cada vez más tenue. Esto fue causado por una combinación de factores, incluyendo:
- La opinión pública mundial se volvió en contra de Gran Bretaña como resultado de la política británica de impedir que los sobrevivientes del Holocausto llegaran a Palestina, enviándolos en su lugar a campos de internamiento en Chipre, o incluso de vuelta a Alemania, como en el caso del Éxodo de 1947.
- Los costos de mantener un ejército de más de 100 000 hombres en Palestina pesaban mucho sobre una economía británica que sufría de depresión de posguerra, y fue otra causa para que la opinión pública británica exigiera el fin del Mandato.[306]
- Rápido deterioro debido a las acciones de las organizaciones paramilitares judías (Haganá, Irgún y Leji), que implicaron ataques a instalaciones estratégicas (por parte de los tres), así como a fuerzas y funcionarios británicos (por parte del Irgún y Leji). Esto causó graves daños a la moral y el prestigio británicos, así como un aumento de la oposición al mandato en el propio Reino Unido, la opinión pública exigiendo "traer a los niños a casa".
- El Congreso de los Estados Unidos estaba retrasando un préstamo necesario para evitar la quiebra británica. Las demoras fueron en respuesta a la negativa británica a cumplir una promesa dada a Truman de que se permitiría a 100 000 sobrevivientes del Holocausto emigrar a Palestina.

A principios de 1947, el Gobierno británico anunció su deseo de poner fin al mandato y pidió a la Asamblea General de las Naciones Unidas que formulara recomendaciones sobre el futuro del país. La Administración británica se negó a aceptar la responsabilidad de aplicar cualquier solución que no fuera aceptable tanto para las comunidades judía como árabe, o a permitir que otras autoridades asumieran la responsabilidad de la seguridad pública antes de la terminación de su mandato el 15 de mayo de 1948.

#### La partición de la ONU y la guerra de 1948 en Palestina

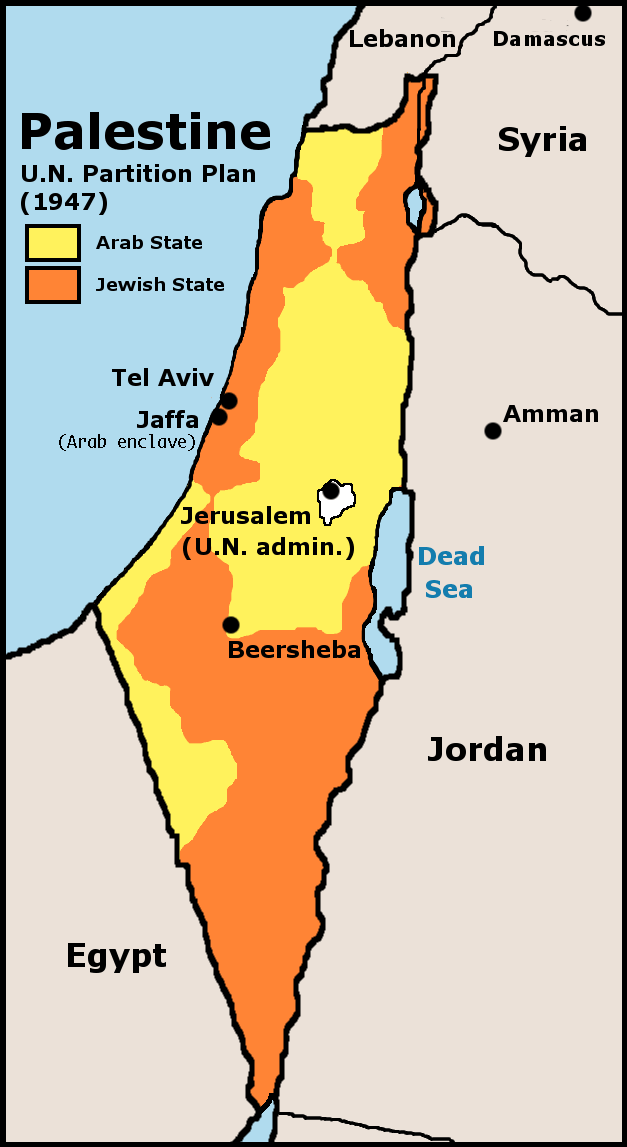
Plan de partición de la ONU, 1947

El 29 de noviembre de 1947, la Asamblea General de las Naciones Unidas, con 33 votos a favor, 13 en contra y 10 abstenciones, adoptó una resolución, la Resolución 181 (II), en la que recomendaba una partición con la Unión Económica de Palestina Obligatoria a raíz de la terminación del mandato británico. El plan era dividir Palestina en un "Estado árabe independiente junto a un Estado judío, y el Régimen Internacional Especial para la Ciudad de Jerusalén". Jerusalén debía abarcar a Belén. Los líderes sionistas (incluyendo la Agencia Judía), aceptaron el plan, mientras que los líderes árabes palestinos lo rechazaron y todos los estados musulmanes y árabes independientes votaron en contra del mismo. Casi inmediatamente, la violencia sectaria estalló y se extendió, matando a cientos de árabes, judíos y británicos en los meses siguientes.
La rápida evolución de los acontecimientos precipitó en una guerra civil. Durante cuatro meses, bajo continuas provocaciones y ataques árabes, el Yishuv estuvo generalmente a la defensiva mientras tomaba represalias ocasionalmente voluntarios árabes del Ejército de Liberación Árabe entraron en Palestina para luchar junto a los palestinos, pero la ofensiva de abril-mayo de las fuerzas del Yishuv derrotó a las fuerzas árabes y la sociedad árabe palestina se derrumbó. Unos 700 000 palestinos atrapados en el caos huyeron o fueron expulsados de sus hogares.[cita requerida]

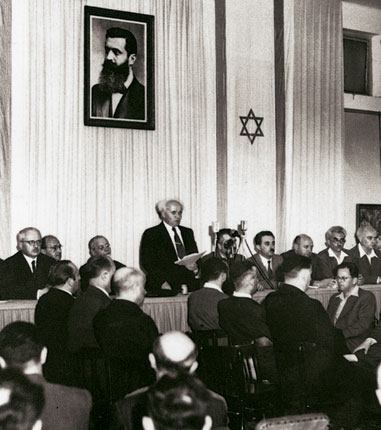
David Ben-Gurión proclamando la independencia bajo un gran retrato de Theodor Herzl, fundador del sionismo moderno

El 14 de mayo de 1948, David Ben-Gurión y el Consejo del Pueblo Judío declararon el establecimiento de un estado judío en Eretz Israel (la Tierra de Israel), que se conocería como el Estado de Israel. Los estados árabes vecinos intervinieron para impedir la partición y apoyar a la población árabe palestina. Mientras que Transjordania tomó el control del territorio designado para el futuro Estado árabe, las fuerzas expedicionarias sirias, iraquíes y egipcias atacaron Israel sin éxito. Las batallas más intensas se libraron entre las fuerzas jordanas e israelíes por el control de Jerusalén.
El 11 de junio, todas las partes aceptaron una tregua. Israel utilizó la tregua para llevar a cabo un refuerzo a gran escala de su ejército. En una serie de operaciones militares, durante la guerra conquistó toda la región de Galilea, tanto la zona de Lydda y Ramle como la del Néguev. También logró asegurar, en las Batallas de Latrun, una carretera que unía Jerusalén con Israel. Sin embargo, los países árabes vecinos firmaron los Acuerdos de Armisticio de 1949 que pusieron fin a la guerra, y han reconocido de facto las nuevas fronteras de Israel. En esta fase, 350 000 palestinos árabes más huyeron o fueron expulsados de las zonas conquistadas.[cita requerida]

### Partición del antiguo territorio obligatorio
Artículos principales: Historia del Estado de Israel, anexión jordana de Cisjordania, Gobierno de Palestina, y
Tras la guerra árabe-israelí de 1948, el área asignada a los árabes palestinos y la zona internacional de Jerusalén fueron ocupadas por Israel y los Estados árabes vecinos de conformidad con los términos de los Acuerdos de Armisticio de 1949. Además del área dividida por la ONU asignada al estado judío, Israel capturó e incorporó otro 26% del territorio del Mandato Británico[se requiere cita], Jordania retuvo la posesión de alrededor del 21% del territorio del Mandato anterior, e Israel tomó las partes occidentales. Además, Siria se aferró a pequeñas astillas del antiguo territorio del Mandato al sur y al este del Mar de Galilea, que habían sido asignadas al estado judío en el plan de partición de la ONU[cita necesaria] Para una descripción de los movimientos masivos de población, árabes y judíos, en el momento de la guerra de 1948 y durante las décadas siguientes, véase el éxodo palestino y el éxodo judío de tierras árabes.[cita requerida]

#### Gobernanza palestina en la Gaza controlada por Egipto
El mismo día en que se anunció el Estado de Israel, la Liga Árabe anunció que establecería una administración civil árabe única en toda Palestina.
El Gobierno de Palestina fue establecido por la Liga Árabe el 22 de septiembre de 1948, durante la guerra árabe-israelí de 1948. Pronto fue reconocido por todos los miembros de la Liga Árabe, excepto Jordania. Aunque se declaró que la jurisdicción del Gobierno abarcaba toda la antigua Palestina obligatoria, su jurisdicción efectiva se limitaba a la Franja de Gaza. El primer ministro de la administración con sede en Gaza se llamaba Ahmed Hilmi Pasha, y el presidente se llamaba Hajj Amin al-Husseini, expresidente del Comité Superior Árabe.
Algunos consideran que el Gobierno palestino es el primer intento de establecer un Estado palestino independiente. Estaba bajo protección oficial egipcia, pero, por otro lado, no tenía un papel ejecutivo, sino más bien político y simbólico.
En 1959, el Gobierno de Palestina se fusionó oficialmente con la República Árabe Unida, pasando a formar parte de la administración militar egipcia oficial, con el nombramiento de administradores militares egipcios en Gaza. Egipto, sin embargo, tanto formal como informalmente denunció todas y cada una de las reivindicaciones territoriales del territorio palestino, en contraste con el gobierno de Transjordania, que declaró su anexión de la Cisjordania palestina. Las credenciales del Gobierno de Palestina como Estado soberano de buena fe fueron cuestionadas por muchos, en particular debido a la dependencia efectiva no solo del apoyo militar egipcio, sino también del poder político y económico egipcio.

#### Anexión de la ribera occidental de Jordania
Poco después de la proclamación del Gobierno de toda Palestina en Gaza, la Conferencia de Jericó nombró al Rey Abdullah I de Transjordania, "Rey de la Palestina Árabe". El Congreso hizo un llamamiento a la unión de la Palestina Árabe y Transjordania y Abdullah anunció su intención de anexionarse la Ribera Occidental. Los otros Estados miembros de la Liga Árabe se opusieron al plan de Abdullah.
Los Nuevos Historiadores, como Avi Shlaim, sostienen que hubo un acuerdo secreto no escrito entre el Rey Abdullah de Transjordania y las autoridades israelíes para dividir el territorio entre ellos, y que esto se tradujo en que cada parte limitó sus objetivos y ejerció moderación mutua durante la guerra de 1948.
La presencia de un gran número de inmigrantes y refugiados del ahora disuelto Mandato de Palestina alimentó las ambiciones regionales del Rey Abdullah I, que buscaba el control de lo que habían sido los distritos británicos de Jerusalén y Samaria en la ribera occidental del río Jordán. Con este fin, el rey concedió la ciudadanía jordana a todos los titulares árabes de los documentos de identidad del Mandato Palestino en febrero de 1949, y prohibió el uso oficial de los términos "palestino" y "transjordano", cambiando el nombre del país del emirato de Trans-Jordania al Reino Hachemita de Jordania. La zona al este del río se conoció como "al-Ḍiffah al-Sharqiyyal", o "la orilla oriental". En abril de 1950, con la anexión formal de las posiciones mantenidas por el ejército jordano desde 1948, la zona pasó a denominarse "al-Ḍiffah al-Gharbiyyal" o "Cisjordania". Con la unión formal de Cisjordania y Oriente en 1950, el número de palestinos en el reino aumentó en otros 720 000, de los cuales 440 000 eran residentes en Cisjordania y 280 000 eran refugiados procedentes de otras zonas del antiguo Mandato que entonces vivían en Cisjordania. Los palestinos se convirtieron en la mayoría en Jordania, aunque la mayoría creía que su regreso a lo que ahora era el estado de Israel era inminente.

### Guerra de los Seis Días y guerra de Yom Kipur

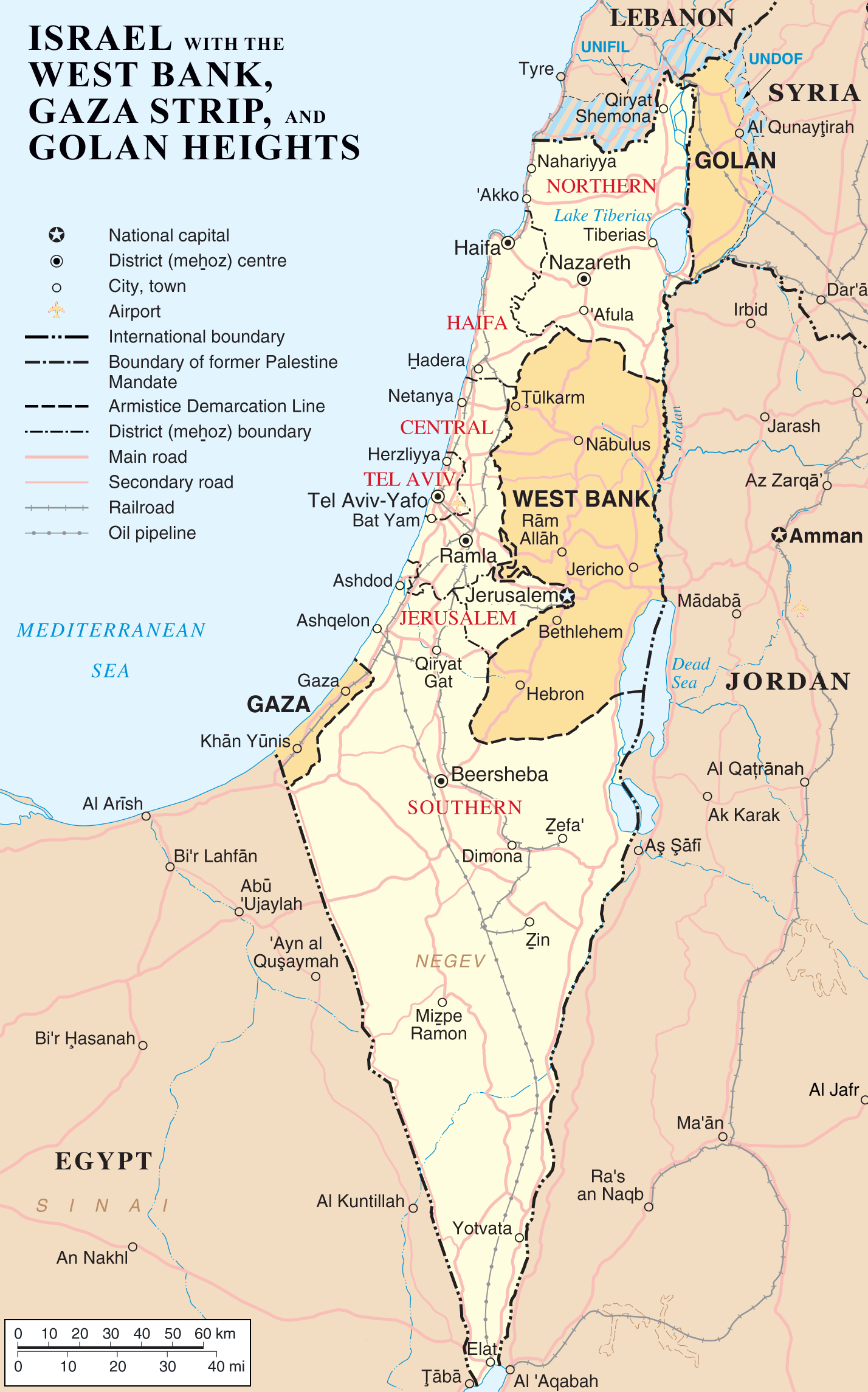
La región hoy en día: Israel, Cisjordania, la Franja de Gaza y los Altos del Golán

En el curso de la guerra de los Seis Días en junio de 1967, Israel capturó el resto de la zona que había formado parte del Mandato Británico de Palestina, quitando Cisjordania (incluida Jerusalén Oriental) a Jordania y la Franja de Gaza a Egipto. Tras las amenazas militares de Egipto y Siria, incluida la petición del presidente egipcio Nasser a la ONU de que retirara sus tropas de mantenimiento de la paz de la frontera egipcio-israelí, en junio de 1967 las fuerzas israelíes emprendieron acciones contra Egipto, Siria y Jordania. Como resultado de esa guerra, las Fuerzas de Defensa de Israel conquistaron Cisjordania, la Franja de Gaza, los Altos del Golán y la Península del Sinaí, sometiéndolos a un régimen militar. Israel también hizo retroceder a las fuerzas árabes de Jerusalén Oriental, a las que no se había permitido que los judíos visitaran durante el anterior gobierno jordano. Se dice que Israel anexionó a Jerusalén Oriental como parte de su capital, aunque esta acción no ha sido reconocida internacionalmente, y que Israel también comenzó a construir asentamientos en el territorio ocupado.
El Consejo de Seguridad de las Naciones Unidas aprobó la Resolución 242, que promueve la fórmula "tierra por paz", en la que se pedía la retirada de Israel de los territorios ocupados en 1967, a cambio del fin de todos los estados beligerantes de las naciones de la mencionada Liga Árabe. Los palestinos continuaron con sus demandas de larga data para la destrucción de Israel o hicieron una nueva demanda de autodeterminación en un estado árabe independiente separado en Cisjordania y la Franja de Gaza similar pero más pequeña que el área de partición original que los palestinos y la Liga Árabe habían rechazado para la creación de un estado en 1947.
En el curso de la guerra de Yom Kipur de 1973, las fuerzas militares de Egipto cruzaron el canal de Suez y Siria para recuperar las alturas del Golán. Las fuerzas militares atacantes de Siria fueron rechazadas. Después de un alto el fuego, el presidente egipcio Sadat Anwar Sadat inició conversaciones de paz con Estados Unidos e Israel. Israel devolvió la Península del Sinaí a Egipto como parte de los Acuerdos de Paz de Camp David de 1978 entre Egipto e Israel con la esperanza de establecer una paz genuina.[cita requerida]

### Primera Intifada, Acuerdos de Oslo y Autoridad Palestina
De 1987 a 1993 tuvo lugar la Primera Intifada Palestina contra Israel. En la Conferencia de Madrid de 1991 se hicieron intentos en el proceso de paz israelo-palestino. A medida que el proceso avanzaba, en 1993 los israelíes permitieron que el presidente de la Organización de Liberación de Palestina, Yassir Arafat, regresara a la región.
Tras los históricos Acuerdos de Paz de Oslo de 1993 entre palestinos e Israel (los "Acuerdos de Oslo"), que otorgaron a los árabes palestinos un autogobierno limitado en algunas partes de los territorios ocupados a través de la Autoridad Palestina, y otras negociaciones detalladas, cobraron impulso las propuestas para un Estado palestino. Poco después, en 1993, se firmó el tratado de paz entre Israel y Jordania. Hasta la fecha, los esfuerzos para resolver el conflicto han terminado en un callejón sin salida, y los pueblos de la región, judíos y árabes, están inmersos en un conflicto sangriento, llamado de diversas maneras "conflicto árabe-israelí" o "conflicto israelo-palestino".

#### Segunda y posteriores intifadas
Después de algunos años de negociaciones de ida y vuelta, los palestinos comenzaron un levantamiento contra Israel. Esto fue conocido como la Intifada de Al-Aqsa. Los acontecimientos fueron destacados en los medios de comunicación mundiales por los atentados suicidas palestinos en Israel, que causaron la muerte de muchos civiles, y por las invasiones de las fuerzas de seguridad israelíes en áreas civiles, junto con algunos asesinatos selectivos de líderes militantes y organizadores palestinos. Israel comenzó a construir una compleja barrera de seguridad para bloquear a los terroristas suicidas que cruzaban a Israel desde Cisjordania en 2002.
También en 2002, un "cuarteto" propuso la Hoja de Ruta para la paz, en la que se pedía la resolución del conflicto israelo-palestino: Estados Unidos, la Unión Europea, Rusia y las Naciones Unidas. El presidente de Estados Unidos, George W. Bush, en un discurso pronunciado el 24 de junio de 2002, hizo un llamamiento a favor de un estado palestino independiente que viva en paz junto a Israel. Bush fue el primer presidente de EE. UU. en pedir explícitamente un estado palestino.[cita requerida]
Tras el plan de retirada unilateral de Israel de 2004, Israel retiró a todos los colonos y a la mayor parte de la presencia militar de la Franja de Gaza, pero mantuvo el control del espacio aéreo y la costa. Israel también desmanteló cuatro asentamientos en el norte de la Ribera Occidental en septiembre de 2005. Tras la retirada de Israel, las milicias palestinas dispararon cohetes Qassam contra Israel y contrabandearon armas y municiones a Gaza desde Egipto. Tras el secuestro de soldados israelíes en junio de 2006, Israel inició una operación militar y volvió a entrar en algunas partes de la Franja de Gaza. En medio de severas críticas, construyeron la barrera de Cisjordania israelí.
Tras las elecciones de enero de 2006 del gobierno de Hamás, la resistencia de Fatah tomó la forma de batallas callejeras que resultaron en una victoria para Hamás. Hamás se hizo cargo de los ministerios de la Autoridad Palestina (Fatah) y Gaza se convirtió en un enclave de Hamás fuera del control de la Autoridad Palestina.
En julio de 2009, aproximadamente 305.000 israelíes vivían en 121 asentamientos en Cisjordania. Los 2,4 millones de palestinos de Cisjordania (según las evaluaciones palestinas) viven principalmente en cuatro bloques centrados en Hebrón, Ramala, Naplusa y Jericó.

#### Estatuto de no miembro del Estado de Palestina
El 23 de septiembre de 2011, el presidente Mahmud Abás, en nombre de la Organización de Liberación de Palestina, presentó una solicitud de adhesión de Palestina a las Naciones Unidas. La campaña, denominada "Palestina 194", fue apoyada formalmente por la Liga Árabe en mayo y confirmada oficialmente por la OLP el 26 de junio. La decisión fue calificada por el gobierno israelí como un paso unilateral, mientras que el gobierno palestino respondió que es esencial para superar el estancamiento actual. Otros países, como Alemania y Canadá, también han denunciado la decisión y han pedido un pronto retorno a las negociaciones. Sin embargo, muchos otros, como Noruega y Rusia, han apoyado el plan, al igual que el Secretario General Ban Ki-moon, quien declaró: "Los miembros de la ONU tienen derecho a votar a favor o en contra del reconocimiento de la condición de Estado palestino en la ONU".
En julio de 2012, se informó de que el gobierno de Hamás en Gaza estaba considerando declarar la independencia de la Franja de Gaza con la ayuda de Egipto. En agosto de 2012, el ministro de Asuntos Exteriores de la ANP Riad al-Malki dijo a los periodistas de Ramala que la ANP renovaría sus esfuerzos para mejorar el estatus de Palestina (OLP) como "estado miembro de pleno derecho" en la ONU.N. Asamblea General el 27 de septiembre de 2012. En septiembre de 2012, con su solicitud de plena adhesión estancada debido a la incapacidad de los miembros del Consejo de Seguridad para "hacer una recomendación unánime", Palestina había decidido seguir mejorando su estatus de "entidad observadora" a "Estado observador no miembro". El 27 de noviembre se anunció que el llamamiento se había hecho oficialmente y que se sometería a votación en la Asamblea General el 29 de noviembre, donde se esperaba que la mayoría de los estados apoyaran la mejora de su situación. Además de conceder a Palestina el "estatuto de Estado observador no miembro", el proyecto de resolución expresa la esperanza de que el Consejo de Seguridad considere favorablemente la solicitud presentada el 23 de septiembre de 2011 por el Estado de Palestina para su admisión como miembro de pleno derecho en las Naciones Unidas, respalda la solución de los dos Estados basada en las fronteras anteriores a 1967 y subraya la necesidad de que se reanuden inmediatamente las negociaciones entre las dos partes.
El 29 de noviembre de 2012, en una votación de 138-9 (con 41 abstenciones), la Asamblea General aprobó la resolución 67/19, que eleva a Palestina a la categoría de "Estado observador no miembro" en las Naciones Unidas. El nuevo estatuto equipara a Palestina con el de la Santa Sede. El cambio de estatus fue descrito por The Independent como un "reconocimiento de facto del Estado soberano de Palestina".
La ONU ha permitido que Palestina titule su oficina de representación ante la ONU como "Misión Permanente de Observación del Estado de Palestina ante las Naciones Unidas", y Palestina ha comenzado a retitular su nombre en los sellos postales, documentos oficiales y pasaportes, mientras que ha instruido a sus diplomáticos para que representen oficialmente al "Estado de Palestina", a diferencia de la "Autoridad Nacional Palestina".  Además, el 17 de diciembre de 2012, el Jefe de Protocolo de las Naciones Unidas, Yeocheol Yoon, decidió que "la Secretaría utilizará la designación de "Estado de Palestina" en todos los documentos oficiales de las Naciones Unidas", reconociendo así al Estado de Palestina proclamado por la OLP como soberano sobre los territorios de Palestina y sus ciudadanos en virtud del derecho internacional.
En febrero de 2013, 131 de los 193 Estados miembros, el 67,9%, de las Naciones Unidas habían reconocido el Estado de Palestina. Muchos de los países que no reconocen al Estado de Palestina reconocen, sin embargo, a la OLP como el "representante del pueblo palestino".